# 2025-ös Eurovíziós Dalfesztivál
A 2025-ös Eurovíziós Dalfesztivál (angolul, németül, olaszul és romans nyelven: Eurovision Song Contest 2025, franciául: Concours Eurovision de la chanson 2025) volt a hatvankilencedik Eurovíziós Dalfesztivál, melyet Svájcban rendeztek meg, mivel a 2024-es Eurovíziós Dalfesztivált a svájci Nemo The Code című dala nyerte. Ez volt a harmadik alkalom 1956 és 1989 után, hogy Svájcban, valamint az első alkalom, hogy Bázelben rendezték meg a dalfesztivált.
Eredetileg 38 ország erősítette meg a részvételét a versenyen, beleértve Montenegrót, amely két év kihagyás után tért vissza, viszont 2025. január 22-én Moldova bejelentette, hogy a televíziótársaság pénzügyi helyzete miatt mégsem tud versenyzőt küldeni a dalfesztiválra.
A verseny győztese az Ausztriát képviselő JJ lett, aki 436 pontot összegyűjtve nyerte meg a döntőt, ezzel az ország harmadik győzelmét aratva. A Wasted Love című dal emellett 8 ország szakmai zsűrijétől kapta meg a maximális 12 pontot.
A műsor elődöntőit és a döntőjét körülbelül 166 millió ember látta, ami 3 milliós javulás az előző évhez képest.

## Helyszín
A dalfesztivált a svájci Bázelben rendezték meg, miután az ország megnyerte a 2024-es Eurovíziós Dalfesztivált Nemo The Code című dalával. Ez volt a harmadik alkalom, hogy Svájc adott otthont a dalfesztiválnak: korábban az első, 1956-os versenyt Lugánóban, az 1989-eset pedig Lausanne-ban rendezték meg. A verseny helyszínéül a 12 400 férőhelyes St. Jakobshalle szolgált, amely elsősorban beltéri sporteseményeknek és koncerteknek ad otthont. Az aréna Münchenstein településen található, Basel-Stadt kanton közvetlen szomszédságában.
A Messe és Congress Center Basel komplexum több, a versenyhez kapcsolódó eseménynek adott otthont. Itt kapott helyet az Eurovíziós Falu, ahol a versenyzők, valamint helyi előadók léptek fel, és ahol a nagyközönség élőben követhette a műsorok vetítéseit; valamint a EuroClub, ahol a hivatalos afterpartykat és a versenyzők zártkörű fellépéseit tartották. A verseny megnyitója 2025. május 11-én a bázeli városházánál kezdődött: a delegációk áthaladtak a Mittlere Brückén, ahol a versenyzők találkoztak az akkreditált sajtóval és a rajongókkal. Az esemény a Messe Basel épületénél zárult, ahol a hivatalos megnyitóünnepségre került sor. A St. Jakob-Parkban élőben közvetítették a döntőt, ahol a műsort megelőzően négy korábbi eurovíziós előadó is fellépett; a közönség számára a belépés fizetős volt, a stadiont pedig az élő közvetítésben is bemutatták. Az Eurovíziós utca helyszíne a Stäinevorstadt volt.

### Pályázati szakasz
| Svájc Bázel Bern Biel Genf Sankt Gallen Zürich |

Kulcsok:
 †   Rendező város
 ‡   Pályázó városok
     Nem megfelelő helyszínek
| Bázel †                                   | St. Jakob-Park  | 38 500 | A 2008-as labdarúgó-Európa-bajnokság és a 2016-os Európa-liga-döntő helyszíne. A rendezéshez szükséges egy tető építése a stadionra. | [ 12 ]        |
| Bázel †                                   | St. Jakobshalle | 12 400 | A Swiss Indoors állandó helyszíne.                                                                                                   | [ 13 ]        |
| Genf ‡                                    | Palexpo         | 15 000 | A 2014-es Davis-kupa elődöntőinek és a 2019-es Laver-kupának adott otthont, valamint a Genfi Autószalon állandó helyszíne volt.      | [ 14 ]        |
| Második körben visszaléptetett pályázatok |                 |        | |               |
| Bern ‡                                    | Neue Festhalle  | 15 000 | A Bernexpo helyszíne köré épülő komplexum. Közös pályázat Biel városával.                                                            | [ 15 ]        |
| Zürich ‡                                  | Hallenstadion   | 13 000 | A Zürich Open állandó helyszíne volt 1993 és 2008 között.                                                                            | [ 16 ]        |
| Be nem nyújtott pályázatok                |                 |        | |               |
| Sankt Gallen                              | Olma Hall       | 12 000 | 2024 március elején adták át az arénát.                                                                                              | [ 17 ] [ 18 ] |

A 2024-es győzelmet követően Genf helyi hatóságai érdeklődést mutattak a 2025-ös verseny megrendezése iránt, és hivatalos pályázatot nyújtottak be a Palexpóval. Ugyanezen a napon a bázeli kanton kormányának elnöke, Conradin Cramer is jelezte, hogy Bázel szívesen megrendezné az eseményt. Május 12-én Sankt Gallen az Olma Hallt javasolta potenciális helyszínként. Május 13-án Lugano, amely a legelső versenynek adott otthont 1956-ban, kizárta a 2025-ös pályázás lehetőségét. Bern kanton elnöke, Philippe Müller kezdetben nem támogatta, hogy a de facto svájci főváros rendezze meg az eseményt, ám később maga a kantoni kormány mégis jelezte, hogy támogatja a rendezvény megszervezését Bernben. Eközben Zürich városi tanácsa „kiemelt prioritású” ülést tartott az esetleges pályázatról. Május 14-én Lausanne, amely 1989-ben volt házigazda, infrastrukturális hiányosságokra hivatkozva kizárta a rendezés lehetőségét. Május 15-én Biel/Bienne bejelentette, hogy társult rendezőként szívesen részt venne az eseményben. Május 17-én Fribourg helyi hatóságai jelezték, hogy megvizsgálják a pályázás lehetőségét. Június 5-én a bázeli kanton kormánya megerősítette pályázati szándékát, és a St. Jakobshallét, valamint a St. Jakob-Parkot javasolta helyszínként. Június 6-án Biel/Bienne és Bern közösen jelentette be pályázatát. Június 12-én Sankt Gallen bejelentette, hogy végül mégsem nyújt be pályázatot, mivel nem tudja teljesíteni a rendezéshez szükséges feltételeket.
A házigazda műsorszolgáltató, az SRG SSR műsorszolgáltató a 2024. május 27-i héten indította el az ajánlattételi eljárást azzal, hogy az érdeklődő városok számára listát adott ki a követelményekről. Bázel, Bern, Genf és Zürich hivatalosan is jelezték érdeklődésüket, és június 28-án véglegesítették pályázataikat. A műsorszolgáltató képviselői július elején látogatták meg a négy pályázó várost, majd július 19-én Bázelt és Genfet választották ki a szűkített listára. Augusztus 30-án az Európai Műsorsugárzók Uniója és az SRG SSR bejelentette, hogy a 2025-ös verseny házigazdája Bázel lesz, a választott helyszín pedig a St. Jakobshalle. 2024 novemberében népszavazást tartottak Basel-Stadt kantonban a rendezéssel kapcsolatos kiadások jóváhagyásáról, amelyet a szavazók 66,6%-os többséggel támogattak.

## A résztvevők
A versenyt szervező Európai Műsorsugárzók Uniója 2024. december 12-én hozta nyilvánosságra a résztvevő műsorszolgáltatók hivatalos listáját. Visszatért a versenybe Montenegró, így az előző évinél eggyel több, 38 ország vett volna részt a 2025-ös versenyen, azonban 2025. január 22-én hivatalossá vált, hogy Moldova visszalép a versenytől. Ez volt az első alkalom az ország 2005-ös debütálása óta, hogy nem küldtek indulót a versenyre. Így összesen 37 ország szerepelt a résztvevők listáján, ami megegyezett az előző két év résztvevőinek számával.
1998 óta először fordult elő, hogy Svédország, 2004 óta először Lettország, valamint 2007 óta először Németország versenydala teljes egészében az ország anyanyelvén hangzott el.
| Ország             | Műsorsugárzó       | Előadó              | Dal                            | Nyelv                 | Dalszerző(k) |
| ------------------ | ------------------ | ------------------- | ------------------------------ | --------------------- | --- |
| Albánia            | RTSH               | Shkodra Elektronike | Zjerm                          | albán                 | Beatriçe Gjergji Kolë Laca |
| Ausztrália         | SBS                | Go-Jo               | Milkshake Man                  | angol                 | Amy Sheppard George Sheppard Jason Bovino Marty Zambotto                                                                                  |
| Ausztria           | ORF                | JJ                  | Wasted Love                    | angol                 | Johannes Pietsch Teodora Špirić Thomas Thurner                                                                                            |
| Azerbajdzsán       | İTV                | Mamagama            | Run with U                     | angol                 | Hasan Hayadar Roman Zee Sefael Mishiyev                                                                                                   |
| Belgium            | VRT                | Red Sebastian       | Strobe Lights                  | angol                 | Astrid Roelants Billie Bentein Seppe Herreman Willem Vanderstichele                                                                       |
| Ciprus             | CyBC               | Theo Evan           | Shh                            | angol                 | Dimítrisz Kondópulosz Lasse Nymann Linda Dale Elke Tiel Elsa Søllesvik                                                                    |
| Csehország         | ČT                 | Adonxs              | Kiss Kiss Goodbye              | angol                 | Adam Pavlovčin George Masters-Clark Lorenzo Calvo Ronald Janeček Adriano Lopes da Silva Michaela Charvátová                               |
| Dánia              | DR                 | Sissal              | Hallucination                  | angol                 | Chris Rohde-Frisk Lina Spangsberg Linnea Deb Malthe Johansen Marcus Winther-John Melanie Wehbe                                            |
| Egyesült Királyság | BBC                | Remember Monday     | What the Hell Just Happened?   | angol                 | Charlotte Steele Holly-Anne Hull Julie Aagaard Kes Kamara Lauren Byrne Sam Brennan Thomas Stengaard Tom Hollings                          |
| Észtország         | ERR                | Tommy Cash          | Espresso macchiato             | olasz, angol          | Tomas Tammemets Johannes Naukkarinen |
| Finnország         | Yle                | Erika Vikman        | Ich komme                      | finn                  | Christel Roosberg Jori Roosberg |
| Franciaország      | France Télévisions | Louane              | Maman                          | francia               | Anne Peichert Tristan Salvati |
| Görögország        | ERT                | Klavdia             | Asteromáta                     | görög                 | Arcade Klavdía Papadopúlu |
| Grúzia             | GPB                | Mariam Shengelia    | Freedom                        | grúz, angol           | Keti Gabisziani Buka Kartozia |
| Hollandia          | AVROTROS           | Claude              | C’est la vie                   | francia, angol        | Arno Krabman Claude Kiambe Joren van der Voort Léon Palmen                                                                                |
| Horvátország       | HRT                | Marko Bošnjak       | Poison Cake                    | angol                 | Bas Wissink Ben Pyne Emma Gale Marko Bošnjak                                                                                              |
| Írország           | RTÉ                | Emmy                | Laika Party                    | angol                 | Emmy Kristine Guttulsrud Kristiansen Erlend Guttulsrud Kristiansen Henrik Østlund Larissa Tormey Truls Marius Aarra                       |
| Izland             | RÚV                | Væb                 | Róa                            | izlandi               | Gunnar Björn Gunnarsson Hálfdán Helgi Matthíasson Ingi Þór Garðarsson Matthías Davíð Matthíasson                                          |
| Izrael             | IPBC               | Yuval Raphael       | New Day Will Rise              | angol, francia, héber | Keren Peles |
| Lengyelország      | TVP                | Justyna Steczkowska | Gaja                           | lengyel, angol        | Dominic Buczkowski-Wojtaszek Emilian Waluchowski Justyna Steczkowska Patryk Kumór                                                         |
| Lettország         | LSM                | Tautumeitas         | Bur man laimi                  | lett                  | Asnate Rancāne Aurēlija Rancāne Elvis Lintiņš Gabriēla Zvaigznīte Laura Marta Līcīte                                                      |
| Litvánia           | LRT                | Katarsis            | Tavo akys                      | litván                | Lukas Radzevičius |
| Luxemburg          | RTL                | Laura Thorn         | La poupée monte le son         | francia               | Julien Salvia Ludovic-Alexandre Vidal |
| Málta              | PBS                | Miriana Conte       | Serving                        | angol                 | Benjamin Schmid Matthew "Muxu" Mercieca Miriana Conte Sarah Evelyn Fullerton                                                              |
| Montenegró         | RTCG               | Nina Žižić          | Dobrodošli                     | montenegrói           | Boris Subotić Darko Dimitrov Violeta Mihajlovska Milić                                                                                    |
| Németország        | NDR                | Abor & Tynna        | Baller                         | német                 | Alexander Hauer Attila Bornemisza Tünde Bornemisza                                                                                        |
| Norvégia           | NRK                | Kyle Alessandro     | Lighter                        | angol                 | Adam Woods Helgesen Villalobos Kyle Alessandro Helgesen Villalobos                                                                        |
| Olaszország        | Rai                | Lucio Corsi         | Volevo essere un duro          | olasz                 | Lucio Corsi Tommaso Ottomano |
| Örményország       | APMTV              | Parg                | Survivor                       | angol, örmény         | Pargev Vardanján Armen Paul Alex Wilke Martin Mooradján Benjamin Alasu Joshua Curran Eva Voszkanján Thomas G:son Peter Boström Jon Ajdini |
| Portugália         | RTP                | Napa                | Deslocado                      | portugál              | André Santos Diogo Góis Francisco Sousa João Guliherme Gomes João Lourenço Gomes João Rodrigues                                           |
| San Marino         | SMRTV              | Gabry Ponte         | Tutta l’Italia                 | olasz                 | Andrea Bonomo Edwyn Roberts Clark Gabriele Ponte                                                                                          |
| Spanyolország      | RTVE               | Melody              | Esa diva                       | spanyol               | Alberto Lorite Melodía Ruiz Gutiérrez |
| Svájc              | SRG SSR            | Zoë Më              | Voyage                         | francia               | Emily Middlemas Tom Oehler Zoë Kressler                                                                                                   |
| Svédország         | SVT                | KAJ                 | Bara bada bastu                | svéd                  | Anderz Wrethov Axel Åhman Jakob Norrgård Kevin Holmström Kristoffer Strandberg Robert Skowronski                                          |
| Szerbia            | RTS                | Princ               | Mila                           | szerb                 | Dušan Bačić |
| Szlovénia          | RTVSLO             | Klemen              | How Much Time Do We Have Left? | angol                 | Klemen Slakonja Maja Slatinšek Ryan Small                                                                                                 |
| Ukrajna            | Szuszpilne         | Ziferblat           | Bird of Pray                   | angol, ukrán          | Valentin Lescsinszkij Danijil Lescsinszkij Fegyir Hodakov                                                                                 |

### Visszatérő előadók
Másodszor vett részt a versenyen az 1995-ös Eurovíziós Dalfesztivál lengyel versenyzője, Justyna Steczkowska és a 2013-as Eurovíziós Dalfesztivál montenegrói produkciójának az énekesnője, Nina Žižić.
| Előadó              | Ország        | Előző év(ek)                                    |
| ------------------- | ------------- | ----------------------------------------------- |
| Justyna Steczkowska | Lengyelország | 1995                                            |
| Nina Žižić          | Montenegró    | 2013 (A Who See közreműködésével, jelöletlenül) |

### Távol maradó országok
- Bosznia-Hercegovina – 2024. április 18-án jelentette be a BHRT, hogy ideje lenne, hogy újra részt vehessenek a bosnyák előadók a versenyen. Az EBU-val szemben fennálló tartozásaik miatt szankcionálva vannak a szervezetnél, de ha sikerült volna ezeket kiegyenlíteni, valamint a pénzügyi hátteret megteremteni a részvételre, akkor visszatérhetett volna az ország 2025-ben,[81] azonban 2024. július 17-én bejelentették, hogy ezúttal sem fog részt venni az ország a dalfesztiválon.
- Észak-Macedónia – 2022. október 14-én a Makedonska Radio Televizija az energiaválság miatt megnövekedett költségek és a versenyen való regisztrációs díjak megemelkedése miatt kihagyni kényszerült a következő dalfesztivált. A műsorsugárzó azt remélte, hogy a helyzet 2024-re stabilizálódik, de végül az előzetes jelentkezés ellenére úgy tűnt, hogy nem tudtak részt venni a versenyen.[82] Később hivatalosan be lett jelentve, hogy mégis tárgyalnak az esetleges szereplésről,[83] azonban végül még sem szerepeltek a végleges résztvevői listán.
- Fehéroroszország – 2021. május 28-án az Európai Műsorsugárzók Uniója bejelentette, hogy a fehérorosz belpolitikai válság miatt határozatlan időre felfüggeszti az állami műsorsugárzó, a Fehérorosz Állami Televízió- és Rádiótársaság (BTRC) tagságát, így az ország a későbbiekben átmenetileg várhatóan nem vehet részt a versenyen.[84] A szervezet két hetet adott a BTRC-nek a hivatalos válasz megfogalmazására, a műsorsugárzó ezt azonban nem tette meg, így az Európai Műsorsugárzók Uniója 2021. július 1-jén a BTRC kizárása mellett döntött. A BTRC később közleményt adott ki, amelyben közölték, hogy nem támogatják az ország részvételét az elkövetkező években a versenyen. A felfüggesztésük 2024. július 1-jén járt volna le, azonban az EBU úgy döntött, hogy határozatlan időre meghosszabbítják azt.[85]
- Moldova – Eredetileg az ország is szerepelt a résztvevők listáján,[86] valamint még a nemzeti válogatóműsor meghallgatását is megtartották, majd a 12 döntős kihirdetését követően Corneliu Durnescu, a Moldova 1 csatornaigazgatója, valamint Daniela Crudu, a moldovai eurovíziós delegációvezető bejelentette 2025. január 22-én, hogy "a jelenlegi helyzet részletes elemzését követően, valamint a gazdasági, adminisztratív és művészeti kihívások figyelembevételével" visszalépnek a versenytől.[87]
- Monaco – A monacói kormány a 2022-es költségvetésében 100 000 eurós támogatást biztosított a Hercegség 2023-as Eurovíziós Dalfesztiválra való jelölésének kezdeményezésére, így biztosítva a visszatérést.[88] 2021 decemberében bejelentették, hogy 2022-ben tervezik a TVMonaco elindítását, ami a korábbi TMC-t pótolja.[89] 2023. szeptember 1-jén kezdte meg működését a csatorna, így legkorábban a 2025-ös dalfesztiválon tudtak volna először részt venni.[90]
- Oroszország – 2022. február 25-én az EBU bejelentette, hogy Oroszországot kizárják a versenyből, Ukrajna megszállása miatt. A következő napon mindhárom orosz EBU-tag bejelentette, hogy kilép a tagok közül, ezáltal részvételük lehetetlenné vált az eurovíziós eseményeken.[91]
- Románia – 2024. január 25-én a román Televiziunea Română bejelentette, hogy a televízió igazgatósága úgy döntött, hogy a 2024-es versenyen különböző pénzügyi prioritásaik miatt nem tudnak részt venni, de a reményét fejezte ki, hogy egy jövőbeni kiadásban visszatérhetnek.[92]
- Szlovákia – Az RTVS finanszírozási és szervezeti modelljének átalakítását követően a műsorszolgáltató azt fontolgatta, hogy 2025-ben visszatér a versenybe, és aktívan dolgoztak a részvételhez szükséges pénzügyi háttér biztosításán.[93][94][95] 2024. április 8-án azonban az RTVS marketingkommunikációs vezetője, Zuzana Vicelová kijelentette, hogy az ország a költségvetési megszorítások miatt nem fog tudni visszatérni sem 2025-ben, sem a közeljövőben bármikor.[96]

#### Magyarország részvétele a versenyen
Magyarország részvételéről 2024. október 30-ig semmilyen hivatalos információ nem állt rendelkezésre, továbbá a magyar közszolgálati média, a Médiaszolgáltatás-támogató és Vagyonkezelő Alap (MTVA) sem adta jelét egy lehetséges visszatérésnek, így 2025-ben is Magyarország távolmaradásával lehetett számolni. Az ország utoljára 2019-ben vett részt a versenyen. 2024. október 30-án nyilvánosságra hozták A Dal 2025 című tehetségkutató műsor pályázati feltételeit, melyben ezúttal sem szerepelt az Eurovíziós Dalfesztiválra való utalás, így Magyarország sorozatban hatodik éve nem nevezett indulót a nemzetközi versenyre, mely 2024. december 12-én, a hivatalos résztvevői lista nyilvánosságra hozatalával megerősítést is nyert.

## A versenyt megelőző időszak

### Nemzeti válogatók

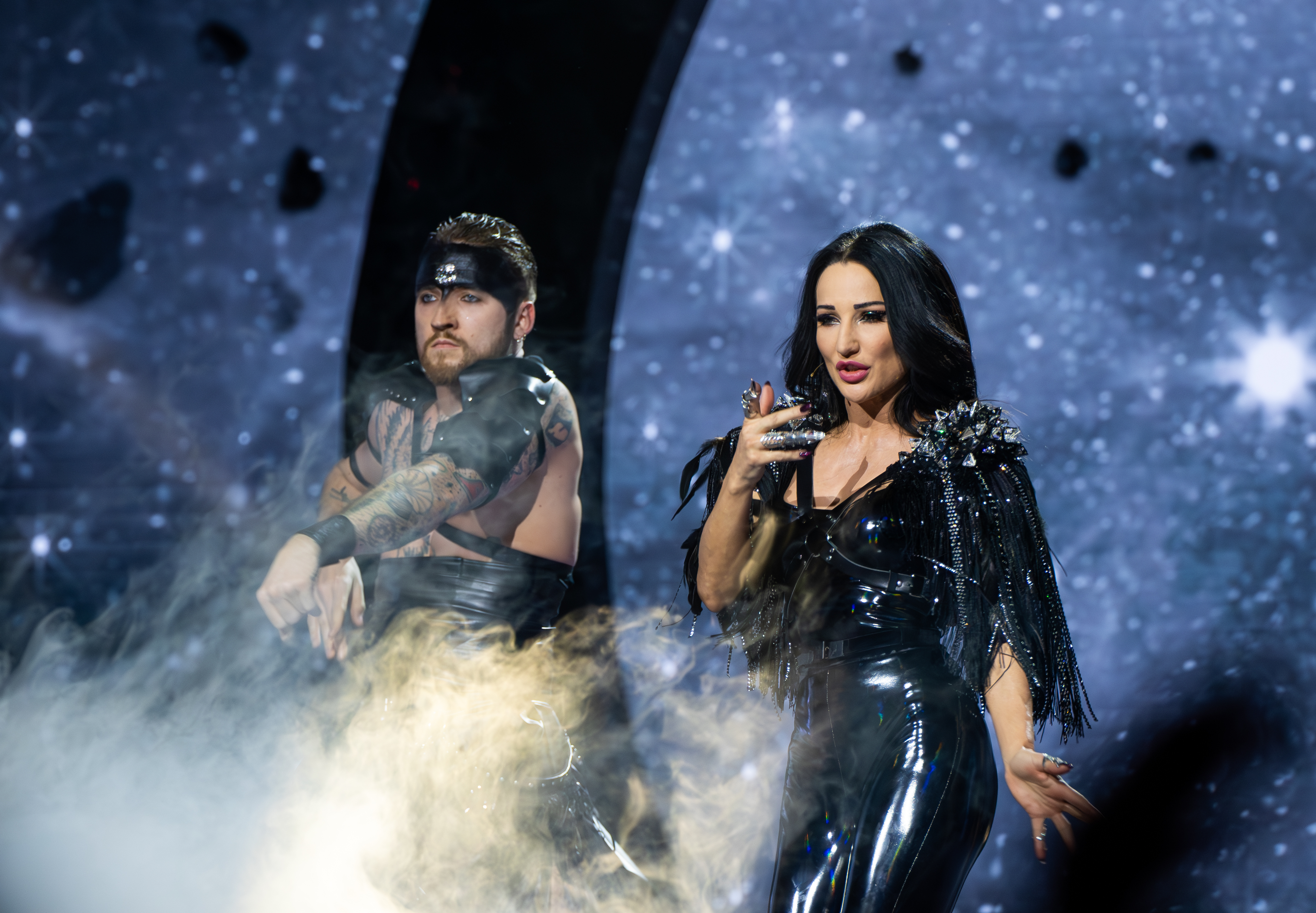
Justyna Steczkowska, a lengyel Wielki finał polskich kwalifikacji nemzeti döntő győztese

A részt vevő 37 ország közül 26 nemzeti döntő keretein belül, 10 belső kiválasztással, míg 1 a két módszer együttes használatával választotta ki képviselőjét.
Albánia, Dánia, Észtország, Horvátország, Írország, Lettország, Litvánia, Luxemburg, Málta, Norvégia, Portugália, San Marino, Spanyolország, Svédország, Szerbia és Ukrajna apróbb változtatásokkal ugyanazt a kimondottan Eurovíziós Dalfesztiválra létrehozott nemzeti döntőt rendezte meg, mint a legutóbbi részvétele során. Az eredetileg indulni tervező Moldova is nemzeti döntővel választotta volna ki indulóját.
Belgiumban a flamand tévé a két éve is alkalmazott Eurosong nemzeti döntőt tűzte újra műsorra. Görögország kilenc év belső kiválasztás után ebben az évben újra nemzeti döntőt alkalmazott, valamint huszonkét év után ez volt az első teljesen nyilvános válogatóműsor az országban. Izrael ismét a HaKokhav HaBa tehetségkutató műsor segítségével választotta ki az előadóját. Lengyelországban egy év kihagyást követően rendeztek nemzeti döntőt, melyben ezúttal kizárólag a nézők szavazatai döntöttek a győztest illetően. A visszatérő Montenegró egy új nemzeti döntővel, a Montesonggal választotta ki dalát. Örményország négy év kihagyás után ismét megrendezte a Depi Evratesilt. Szlovénia két év kihagyás után visszatért a hagyományos nemzeti döntőjükhöz, az EMA-hoz.
Csehország a 2018 óta megrendezett ESCZ nemzeti döntő helyett belső kiválasztás során nevezte meg versenyzőjét.

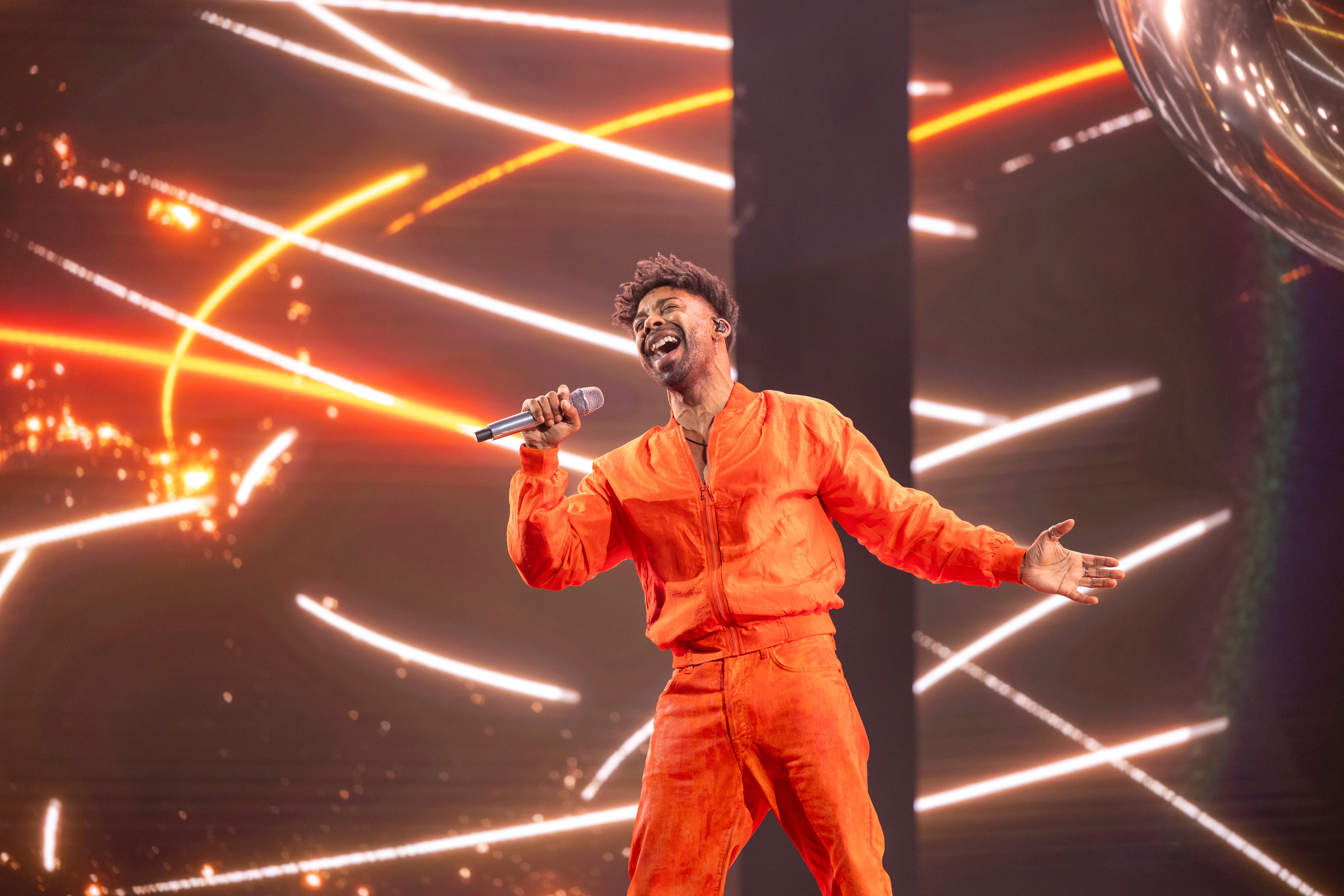
John Lundvik, Svédország 2019-es versenyzője a Melodifestivalen döntőjében

A nemzeti döntőkben korábbi eurovíziós előadók is részt vettek, úgy mint az albán Besa (2024, Albánia képviseletében, ezúttal San Marino színeiben) a dán Tim Schou (2011, az A Friend in London tagjaként), az észt Sahlene (2002), a görög Constantinos Christoforou (1996, 2002, a One tagjaként és 2005, mindhárom alkalommal Ciprus képviseletében), a horvát Magazin (1995, Lidija Horvat Dunjkóval közösen) és Marko Škugor (2013, a Klapa s Mora tagjaként), a lengyel Justyna Steczkowska (1995), a lett Citi Zēni (2022) és Justs (2016), a litván Ieva Zasimauskaitė (2018) és Vilija (2014), a máltai Kurt Calleja (2012), a montenegrói Nina Žižić (2013), a norvég Bobbysocks (1985 győztes) és a Wig Wam (2005), az olasz Achille Lauro (2022, San Marino képviseletében), Francesco Gabbani (2017), Francesca Michielin (2016) és Massimo Ranieri (1971, 1973), az örmény Athena Manoukian (2020), valamint a svéd John Lundvik (2019) és Måns Zelmerlöw (2015 győztes). Korábbi Junior Eurovíziós Dalfesztiválon induló előadó is részt vesz országa válogatójában: az örmény Anahit Adamyan (2016, Meri Vardanjánnal közösen) és a szerb Bojana Radovanović, David közreműködésével (2018).
A dalverseny első hivatalosan megerősített előadója a ciprusi Theo Evan volt, akit 2024. szeptember 2-án jelentettek be, míg az első dal a montenegrói Clickbait lett volna, amit november 27-én választottak ki, azonban a Neonoen együttes 2024. december 4-én úgy döntött, hogy visszalépnek a megmérettetéstől, így az első dal a montenegrói Dobrodošli lett, amelyet december 8-án jelentettek be. A verseny utolsó hivatalosan megerősített előadója ebben az évben a grúz előadó Mariam Shengelia volt, akit 2025. március 14-én mutattak be, míg az utolsóként bemutatott dal a francia versenydal volt.
| Ország             | Választás módszere                           | Válogató / Bemutató műsor                              | Közvetítő csatorna                        | Kiválasztás / Bemutatás dátuma | Kiválasztás / Bemutatás dátuma |
| Ország             | Választás módszere                           | Válogató / Bemutató műsor                              | Közvetítő csatorna                        | Előadó                         | Dal                            |
| ------------------ | -------------------------------------------- | ------------------------------------------------------ | ----------------------------------------- | ------------------------------ | ------------------------------ |
| Albánia            | nemzeti döntő                                | Festivali i Këngës                                     | RTSH 1                                    | 2024. december 22.             | 2024. december 22.             |
| Ausztrália         | belső kiválasztás                            | Nem rendeztek válogató- és bemutatóműsort              | Nem rendeztek válogató- és bemutatóműsort | 2025. február 25.              | 2025. február 25.              |
| Ausztria           | belső kiválasztás                            | Nem rendeztek válogató- és bemutatóműsort              | Nem rendeztek válogató- és bemutatóműsort | 2025. január 30.               | 2025. március 6.               |
| Azerbajdzsán       | belső kiválasztás                            | Nem rendeztek válogató- és bemutatóműsort              | Nem rendeztek válogató- és bemutatóműsort | 2025. február 4.               | 2025. február 19.              |
| Belgium            | nemzeti döntő                                | Eurosong                                               | VRT 1                                     | 2025. február 1.               | 2025. február 1.               |
| Ciprus             | belső kiválasztás                            | Nem rendeztek válogató- és bemutatóműsort              | Nem rendeztek válogató- és bemutatóműsort | 2024. szeptember 2.            | 2025. március 11.              |
| Csehország         | belső kiválasztás                            | Nem rendeztek válogató- és bemutatóműsort              | Nem rendeztek válogató- és bemutatóműsort | 2024. december 11.             | 2025. március 7.               |
| Dánia              | nemzeti döntő                                | Dansk Melodi Grand Prix                                | DR 1                                      | 2025. március 1.               | 2025. március 1.               |
| Egyesült Királyság | belső kiválasztás                            | Nem rendeztek válogató- és bemutatóműsort              | Nem rendeztek válogató- és bemutatóműsort | 2025. március 7.               | 2025. március 7.               |
| Észtország         | nemzeti döntő                                | Eesti Laul                                             | ETV                                       | 2025. február 15.              | 2025. február 15.              |
| Finnország         | nemzeti döntő                                | UMK                                                    | YLE TV1                                   | 2025. február 8.               | 2025. február 8.               |
| Franciaország      | belső kiválasztás                            | Nem rendeztek válogató- és bemutatóműsort              | Nem rendeztek válogató- és bemutatóműsort | 2025. január 30.               | 2025. március 15.              |
| Görögország        | nemzeti döntő                                | Ethnikósz Telikósz                                     | ERT 1                                     | 2025. január 30.               | 2025. január 30.               |
| Grúzia             | belső kiválasztás                            | Nem rendeztek válogató- és bemutatóműsort              | Nem rendeztek válogató- és bemutatóműsort | 2025. március 14.              | 2025. március 14.              |
| Hollandia          | belső kiválasztás                            | Nem rendeztek válogató- és bemutatóműsort              | Nem rendeztek válogató- és bemutatóműsort | 2024. december 19.             | 2025. február 27.              |
| Horvátország       | nemzeti döntő                                | Dora                                                   | HRT1                                      | 2025. március 2.               | 2025. március 2.               |
| Írország           | nemzeti döntő                                | The Late Late Show Eurosong                            | RTÉ One                                   | 2025. február 7.               | 2025. február 7.               |
| Izland             | nemzeti döntő                                | Söngvakeppnin                                          | RÚV                                       | 2025. február 22.              | 2025. február 22.              |
| Izrael             | előadó: nemzeti döntő dal: belső kiválasztás | előadó: HaKokhav HaBa dal: HaShir Shelanu L’Eurovizion | KAN                                       | 2025. január 22.               | 2025. március 9.               |
| Lengyelország      | nemzeti döntő                                | Wielki finał polskich kwalifikacji                     | TVP 2                                     | 2025. február 14.              | 2025. február 14.              |
| Lettország         | nemzeti döntő                                | Supernova                                              | LTV1                                      | 2025. február 8.               | 2025. február 8.               |
| Litvánia           | nemzeti döntő                                | Eurovizija.LT                                          | LRT Televizija                            | 2025. február 15.              | 2025. február 15.              |
| Luxemburg          | nemzeti döntő                                | Luxembourg Song Contest                                | RTL Lëtzebuerg                            | 2025. január 25.               | 2025. január 25.               |
| Málta              | nemzeti döntő                                | Malta Eurovision Song Contest                          | TVM                                       | 2025. február 8.               | 2025. február 8.               |
| Montenegró         | nemzeti döntő                                | Montesong                                              | TVCG 1                                    | 2024. november 27.             | 2024. november 27.             |
| Németország        | nemzeti döntő                                | Chefsache ESC 2025 - Wer singt für Deutschland?        | ARD, RTL                                  | 2025. március 1.               | 2025. március 1.               |
| Norvégia           | nemzeti döntő                                | Melodi Grand Prix                                      | NRK1                                      | 2025. február 15.              | 2025. február 15.              |
| Olaszország        | nemzeti döntő                                | Sanremói Dalfesztivál                                  | Rai 1                                     | 2025. február 15.              | 2025. február 15.              |
| Örményország       | nemzeti döntő                                | Depi Evratesil                                         | H1                                        | 2025. február 16.              | 2025. február 16.              |
| Portugália         | nemzeti döntő                                | Festival da Canção                                     | RTP 1                                     | 2025. március 8.               | 2025. március 8.               |
| San Marino         | nemzeti döntő                                | Una voce per San Marino San Marino Song Contest        | San Marino RTV                            | 2025. március 8.               | 2025. március 8.               |
| Spanyolország      | nemzeti döntő                                | Benidorm Fest                                          | La 1                                      | 2025. február 1.               | 2025. február 1.               |
| Svájc              | belső kiválasztás                            | Nem rendeztek válogató- és bemutatóműsort              | Nem rendeztek válogató- és bemutatóműsort | 2025. március 5.               | 2025. március 10.              |
| Svédország         | nemzeti döntő                                | Melodifestivalen                                       | SVT 1                                     | 2025. március 8.               | 2025. március 8.               |
| Szerbia            | nemzeti döntő                                | Pesma za Evroviziju                                    | RTS1                                      | 2025. február 28.              | 2025. február 28.              |
| Szlovénia          | nemzeti döntő                                | EMA                                                    | TV Slovenija 1                            | 2025. február 1.               | 2025. február 1.               |
| Ukrajna            | nemzeti döntő                                | Vidbir                                                 | Szuszpilne TV                             | 2025. február 8.               | 2025. február 8.               |

### Eurovíziós partik

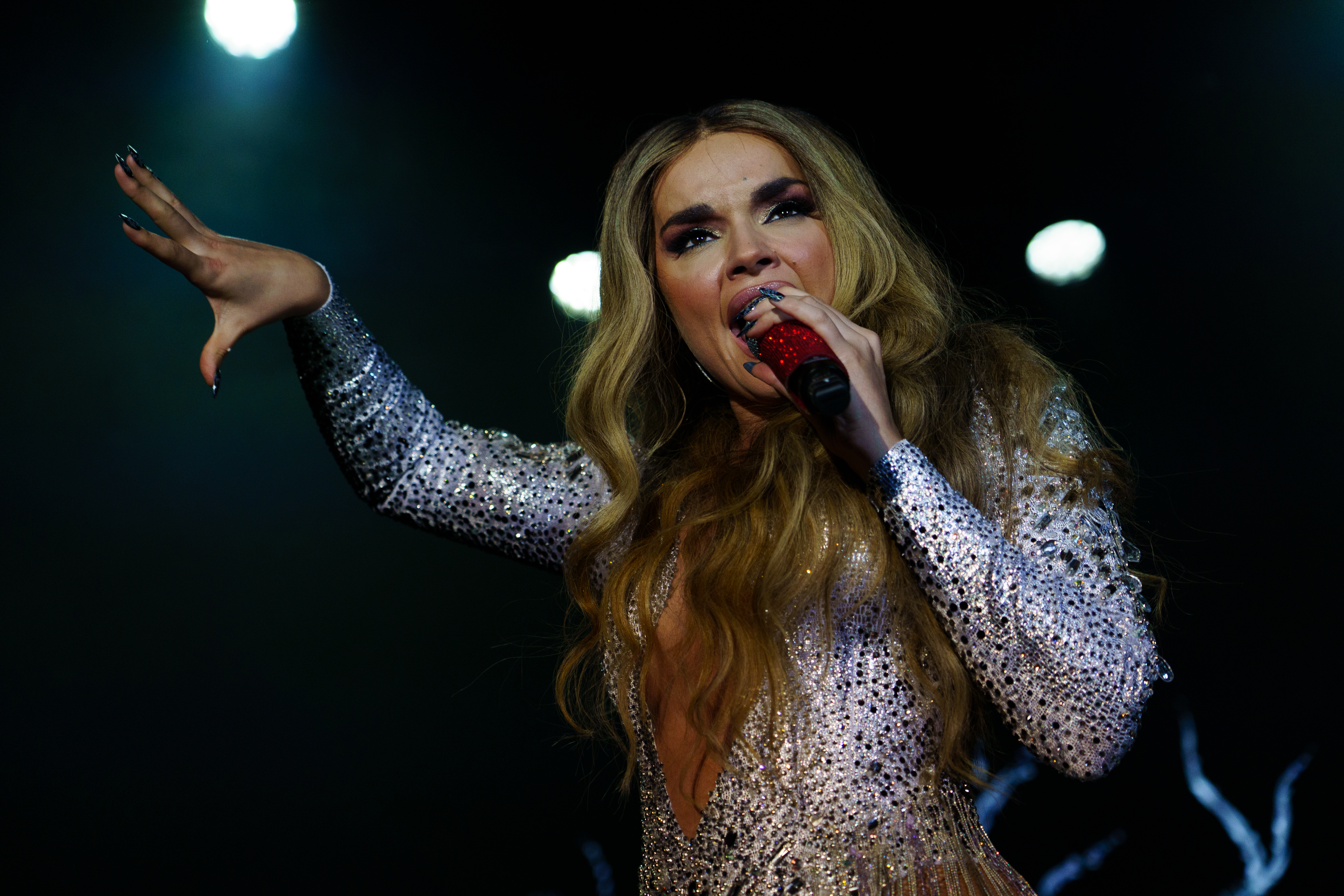
A spanyol Melody a PrePartyES rendezvényen Madridban

A részt vevő előadók egy része a verseny előtt különböző rendezvényeken népszerűsítette versenydalát.
| Rendezvény              | Helyszín                       | Dátum                |
| ----------------------- | ------------------------------ | -------------------- |
| Melfest WKND            | Stockholm, Svédország          | 2025. március 7-8.   |
| Eurovision Party SKG    | Szaloniki, Görögország         | 2025. március 14.    |
| Nordic Eurovision Party | Oslo, Norvégia                 | 2025. március 22.    |
| Eurovision in Concert   | Amszterdam, Hollandia          | 2025. április 5.     |
| Manchagen               | Manchester, Egyesült Királyság | 2025. április 10-13. |
| London Eurovision Party | London, Egyesült Királyság     | 2025. április 13.    |
| PrePartyES              | Madrid, Spanyolország          | 2025. április 17–19. |

## Formátum

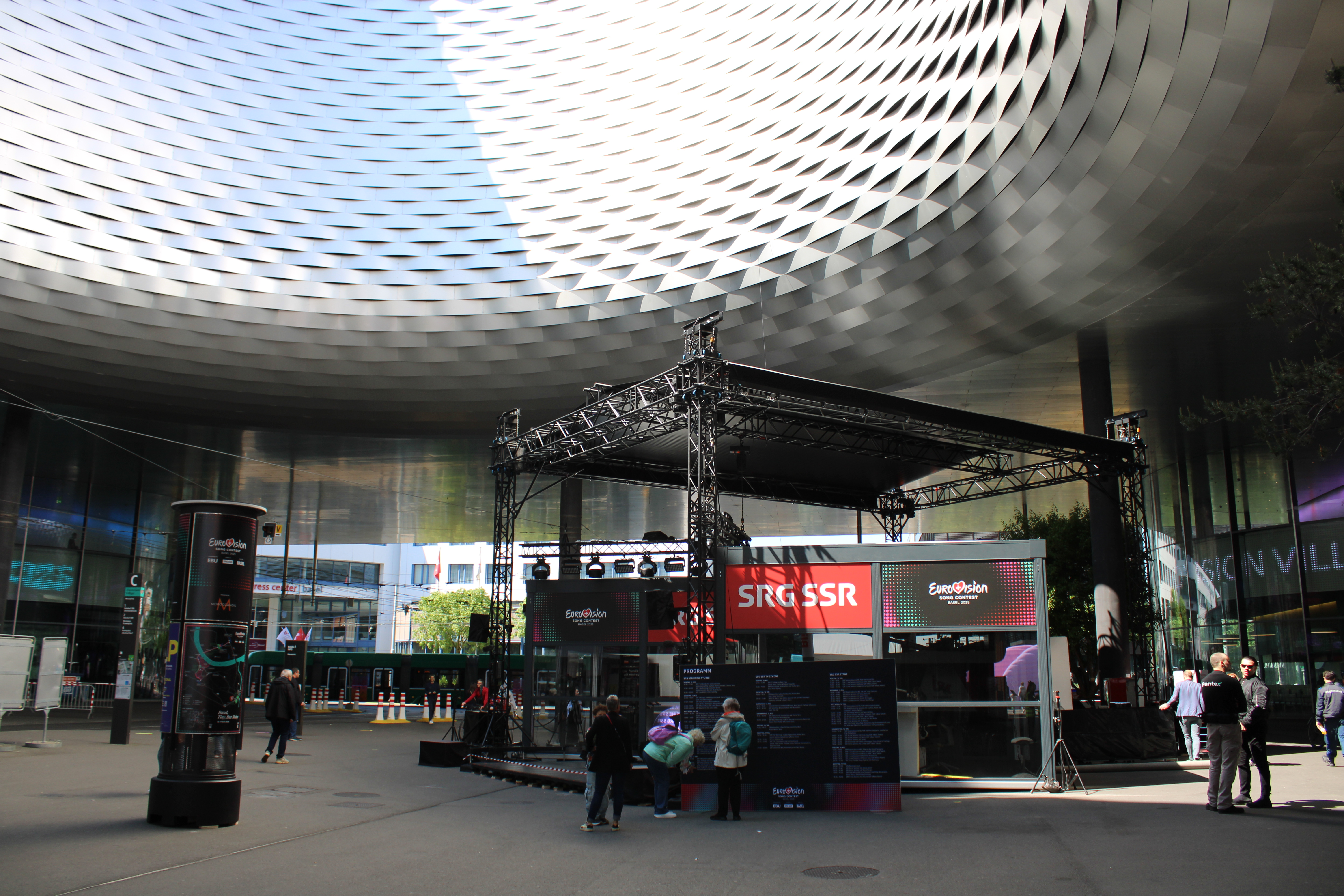
Az SRG SSR rádiós kitelepülése az Eurovíziós Faluban, a Messe Baselnél

A 2025-ös Eurovíziós Dalfesztivált a svájci közszolgálati műsorszolgáltató, az SRG SSR rendezte meg. Basel-Stadt kanton kormányzata 35 millió svájci frankkal járult hozzá a verseny költségvetéséhez. A szervezőcsapatot Reto Peritz és Moritz Stadler ügyvezető producerek, valamint Yves Schifferle, a műsor irányítója alkották. Az előző versenyekről ismét svéd Christer Björkman töltötte be a verseny vezetőjének szerepét, míg Tobias Åberg a produkció vezetője, Robin Hofwander és Fredrik Bäcklund pedig a többkamerás rendezést irányították. A további stábtagok között szerepelt Nadja Burkhardt-Tracol, az eseményért felelős vezető, Manfred Winz, pénzügyi vezető, Aurore Chatard, biztonsági vezető, valamint Kevin Stuber, jogi vezető. A vizuális arculat és a háttérzene megalkotását Artur Deyneuve művészeti vezető felügyelte.
A verseny szervezeti struktúrája 2025-re átalakult. Ezt az Európai Műsorsugárzók Uniója 2024. július 1-jén jelentette be, az előző dalfesztivált övező incidensek és vitás ügyek felülvizsgálata után. Két új pozíciót hoztak létre: az Eurovízió igazgatóját és a kereskedelmi igazgatót. Ezeket a szerepeket Martin Green (a 2023-as verseny ügyvezető igazgatója) és Jurian van der Meer töltötték be. Green felügyelte Martin Österdahl és Van der Meer munkáját. A 2024-es holland versenyző, Joost Klein kizárásához vezető körülmények nyomán 2025-től kezdődően tilos volt a versenyzők kulisszák mögötti filmezése a delegáció sajtófőnökének előzetes jóváhagyása nélkül. Ezenkívül egy magatartási kódexet és gondoskodási irányelvet is kidolgoztak, amelyek betartása kötelező volt minden, az eseményen dolgozó személyzet számára.

### A verseny témája, színpadkép és kabala

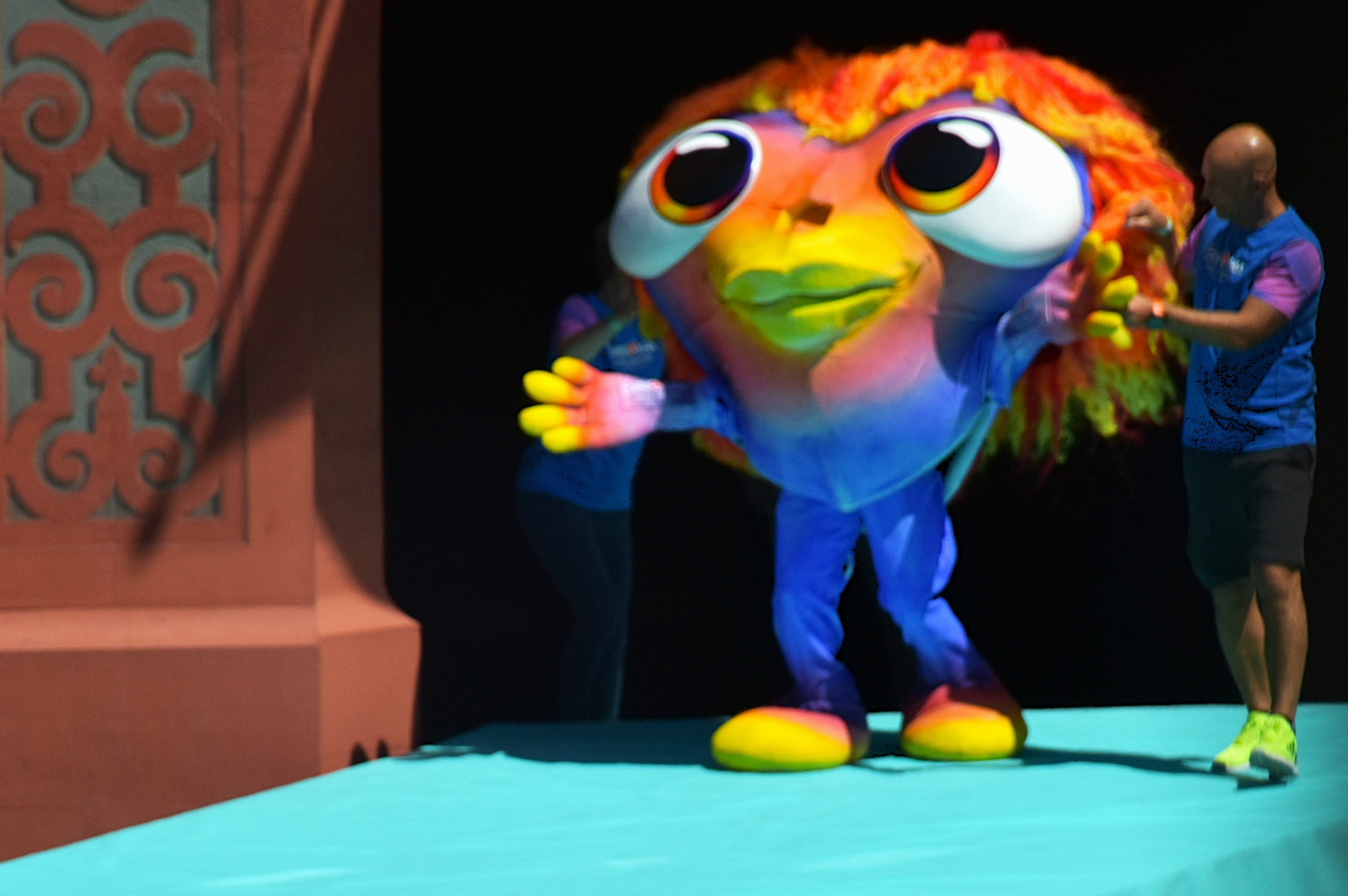
Lumo, a dalfesztivál kabalája a megnyitóünnepségen

A dalfesztivál mottója 2023 óta a United by Music (magyarul: A zene által egyesülve), azonban a hivatalos jelmondat mellé évente más grafikát készítenek a szervezők. 2024. december 16-án az SRG SSR bemutatta a 2025-ös verseny vizuális arculatát és a színpad tervét. A Unity Shapes Love (Az egység formálja a szeretetet) névre keresztelt arculat változó színű eurovíziós szívek miniatúráira épül, amelyek pixeles hatást imitálnak, ezzel szimbolizálva az emberek millióit, akik az Eurovíziós Dalfesztiválon egyesülnek, hogy együtt ünnepeljenek és szurkoljanak. Célja egy olyan dizájn létrehozása volt, amely azt az érzést közvetíti az emberek felé, hogy meghallgatják és értékelik őket. Az ihletet a svájci közvetlen demokrácia hagyománya adta, amely a meghallgatásra és a párbeszédre épül.
A MassiveMusic által készített, See You Radiate című főcímzene a svájci népzenei motívumokat idézi, mely a jövőbeli versenyekhez is adaptálható lesz. A színpadtervet második éve a német díszlettervező, Florian Wieder álmodta meg, aki korábban hét eurovíziós színpadot is tervezett. A színpad Svájc hegyeiből és nyelvi sokszínűségéből merít ihletet, középen egy kinyúló elemmel, amely a nézőtérbe nyúlik, és LED-keret zárja le.
2025. február 26-án az SRG SSR bemutatta a verseny kabalafiguráját, amely az első ilyen karakter az esemény történetében 1992 óta. A Lumo névre keresztelt figura egy antropomorf szívforma, narancssárga göndör hajjal, amelyet Lynn Brunner, a Bázeli Képzőművészeti és Formatervezési Akadémia hallgatója tervezett.

### Az elődöntők felosztása

Az első elődöntő résztvevői
Az első elődöntőben szavazó döntősök
A második elődöntő résztvevői
A második elődöntőben szavazó döntősök

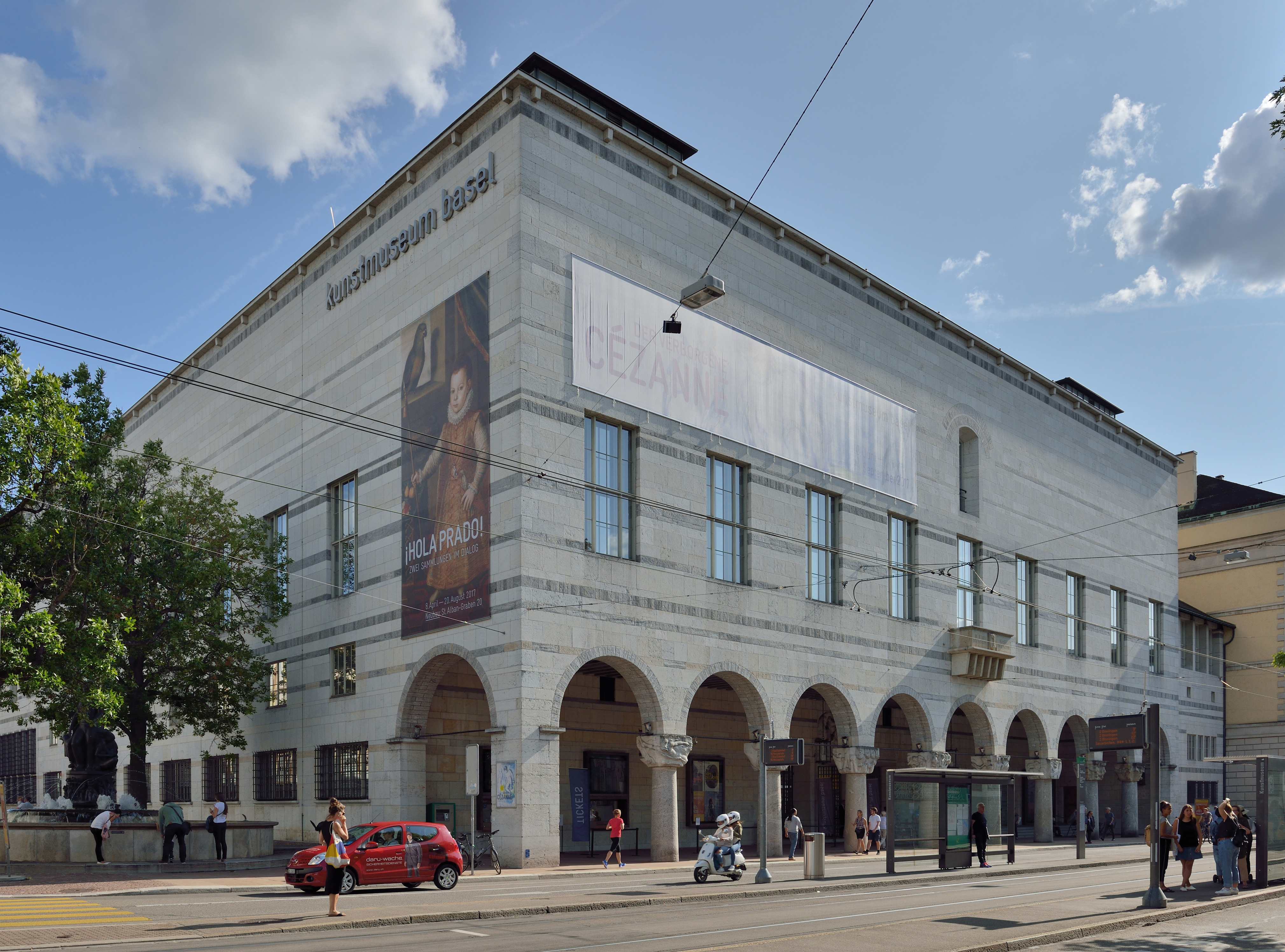
A bázeli Kunstmuseum, a sorsolás helyszíne

A harmincegy elődöntős országot öt kalapba osztották földrajzi elhelyezkedésük és szavazási szokásaik alapján, a 2008-ban bevezetett módon. A felosztást január 27-én hozta nyilvánosságra az EBU.
Január 28-án tartották a sorsolást Bázelben, a Kunstmuseumban ahol a kalapok egyik fele az első elődöntőbe, a másik a második elődöntőbe került. Ennek célja a szavazás igazságosabbá tétele. A sorsolás során azt is eldöntötték, hogy az egyes országok az adott elődöntő első vagy második felében fognak fellépni, valamint azt, hogy az automatikusan döntős „Öt Nagy” és az előző évi győztes ország melyik elődöntőben fog szavazni. Így a delegációk előre tudják, mikor kell megérkezniük a próbákra. Korábban ugyanekkor került sor a jelképes kulcsátadásra, melyet ettől az évtől egy jelképes ajándék átadása helyettesít. Az előző rendező város, Malmö képviselője Bázel megbízottjának adott egy ruhát, melyen az előző dalfesztivál grafikája köszön vissza, valamint a Malmőtől Bázelnek szeretettel felirat olvasható angolul. A sorsolás házigazdái Jennifer Bosshard és Jan van Ditzhuijzen voltak.
| 1. kalap                                                                            | 2. kalap                                                                  | 3. kalap                                                               | 4. kalap                                                            | 5. kalap                                                           |
| ----------------------------------------------------------------------------------- | ------------------------------------------------------------------------- | ---------------------------------------------------------------------- | ------------------------------------------------------------------- | ------------------------------------------------------------------ |
| - Belgium - Csehország - Észtország - Hollandia - Lettország - Litvánia - Luxemburg | - Azerbajdzsán - Grúzia - Izrael - Lengyelország - Örményország - Ukrajna | - Albánia - Ausztria - Horvátország - Montenegró - Szerbia - Szlovénia | - Ciprus - Görögország - Írország - Málta - Portugália - San Marino | - Ausztrália - Dánia - Finnország - Izland - Norvégia - Svédország |

### Műsorvezetők

Sandra Studer és Hazel Brugger, a dalfesztivál műsorvezetői, akikhez a döntőben Michelle Hunziker csatlakozott

2025. január 20-án jelentették be a dalfesztivál három műsorvezetőjét Michelle Hunziker, Hazel Brugger és Sandra Studer személyében. Ez volt a harmadik alkalom 2009 és 2023 után, hogy a dalfesztivál elődöntőinek és döntőjének különböző műsorvezetői voltak, az elődöntőket Hazel Brugger és Sandra Studer vezette, míg a döntőben Michelle Hunziker is csatlakozott hozzájuk.

### Főpróbák
A próbák május 3-án kezdődtek a verseny helyszínén. Az első körben minden ország elpróbálhatta a produkcióját többször is egymás után, valamint még a színpadra lépés előtt, a színfalak mögött beállították az énekesek mikrofonjait és fülmonitorjait. A színpadi próba után a delegációk a videószobába vonultak, ahol megnézhették, hogy a rendező csatorna hogyan képzeli el a produkció filmezését. Ettől az évtől kezdve az első próbákról nem osztottak meg felvételeket, csupán három fotót mutattak be.
A kezdési időpontok helyi idő szerint vannak feltüntetve. (UTC+01:00)
| Dátum                     | Ország        | Próba       |
| ------------------------- | ------------- | ----------- |
| 2025. május 3. (szombat)  | Izland        | 10:30–11:00 |
| 2025. május 3. (szombat)  | Lengyelország | 11:10–11:40 |
| 2025. május 3. (szombat)  | Szlovénia     | 11:50–12:20 |
| 2025. május 3. (szombat)  | Észtország    | 12:30–13:00 |
| 2025. május 3. (szombat)  | Ukrajna       | 14:10–14:40 |
| 2025. május 3. (szombat)  | Svédország    | 14:50–15:20 |
| 2025. május 3. (szombat)  | Portugália    | 15:30–16:00 |
| 2025. május 4. (vasárnap) | Norvégia      | 10:30–11:00 |
| 2025. május 4. (vasárnap) | Belgium       | 11:10–11:40 |
| 2025. május 4. (vasárnap) | Azerbajdzsán  | 11:50–12:20 |
| 2025. május 4. (vasárnap) | San Marino    | 12:30–13:00 |
| 2025. május 4. (vasárnap) | Albánia       | 14:10–14:40 |
| 2025. május 4. (vasárnap) | Hollandia     | 14:50–15:20 |
| 2025. május 4. (vasárnap) | Horvátország  | 15:30–16:00 |
| 2025. május 4. (vasárnap) | Ciprus        | 16:10–16:40 |
| 2025. május 5. (hétfő)    | Ausztrália    | 10:30–11:00 |
| 2025. május 5. (hétfő)    | Montenegró    | 11:10–11:40 |
| 2025. május 5. (hétfő)    | Írország      | 11:50–12:20 |
| 2025. május 5. (hétfő)    | Lettország    | 12:30–13:00 |
| 2025. május 5. (hétfő)    | Örményország  | 14:10–14:40 |
| 2025. május 5. (hétfő)    | Ausztria      | 14:50–15:20 |
| 2025. május 5. (hétfő)    | Görögország   | 15:30–16:00 |
| 2025. május 5. (hétfő)    | Litvánia      | 16:10–16:40 |
| 2025. május 6. (kedd)     | Málta         | 10:30–11:00 |
| 2025. május 6. (kedd)     | Grúzia        | 11:10–11:40 |
| 2025. május 6. (kedd)     | Dánia         | 11:50–12:20 |
| 2025. május 6. (kedd)     | Csehország    | 12:30–13:00 |
| 2025. május 6. (kedd)     | Luxemburg     | 14:10–14:40 |
| 2025. május 6. (kedd)     | Izrael        | 14:50–15:20 |
| 2025. május 6. (kedd)     | Szerbia       | 15:30–16:00 |
| 2025. május 6. (kedd)     | Finnország    | 16:10–16:40 |

| Dátum                      | Ország             | Próba       |
| -------------------------- | ------------------ | ----------- |
| 2025. május 7. (szerda)    | Izland             | 10:30–10:50 |
| 2025. május 7. (szerda)    | Lengyelország      | 10:55–11:15 |
| 2025. május 7. (szerda)    | Szlovénia          | 11:20–11:40 |
| 2025. május 7. (szerda)    | Észtország         | 11:45–12:05 |
| 2025. május 7. (szerda)    | Ukrajna            | 12:10–12:30 |
| 2025. május 7. (szerda)    | Svédország         | 12:35–12:55 |
| 2025. május 7. (szerda)    | Portugália         | 14:00–14:20 |
| 2025. május 7. (szerda)    | Norvégia           | 14:25–14:45 |
| 2025. május 7. (szerda)    | Belgium            | 14:50–15:10 |
| 2025. május 7. (szerda)    | Azerbajdzsán       | 15:15–15:35 |
| 2025. május 7. (szerda)    | San Marino         | 15:40–16:00 |
| 2025. május 7. (szerda)    | Albánia            | 16:30–16:50 |
| 2025. május 7. (szerda)    | Hollandia          | 16:55–17:15 |
| 2025. május 7. (szerda)    | Horvátország       | 17:20–17:40 |
| 2025. május 7. (szerda)    | Ciprus             | 17:45–18:05 |
| 2025. május 8. (csütörtök) | Ausztrália         | 10:30–10:50 |
| 2025. május 8. (csütörtök) | Montenegró         | 10:55–11:15 |
| 2025. május 8. (csütörtök) | Írország           | 11:20–11:40 |
| 2025. május 8. (csütörtök) | Lettország         | 11:45–12:05 |
| 2025. május 8. (csütörtök) | Örményország       | 12:10–12:30 |
| 2025. május 8. (csütörtök) | Ausztria           | 12:35–12:55 |
| 2025. május 8. (csütörtök) | Görögország        | 14:00–14:20 |
| 2025. május 8. (csütörtök) | Litvánia           | 14:25–14:45 |
| 2025. május 8. (csütörtök) | Málta              | 14:50–15:10 |
| 2025. május 8. (csütörtök) | Németország        | 15:40–16:10 |
| 2025. május 8. (csütörtök) | Franciaország      | 16:20–16:50 |
| 2025. május 8. (csütörtök) | Egyesült Királyság | 17:00–17:30 |
| 2025. május 8. (csütörtök) | Svájc              | 17:40–18:10 |
| 2025. május 8. (csütörtök) | Olaszország        | 19:20–19:50 |
| 2025. május 8. (csütörtök) | Spanyolország      | 20:00–20:30 |
| 2025. május 9. (péntek)    | Grúzia             | 10:55–11:15 |
| 2025. május 9. (péntek)    | Dánia              | 11:20–11:40 |
| 2025. május 9. (péntek)    | Csehország         | 11:45–12:05 |
| 2025. május 9. (péntek)    | Luxemburg          | 12:10–12:30 |
| 2025. május 9. (péntek)    | Izrael             | 13:35–13:55 |
| 2025. május 9. (péntek)    | Szerbia            | 14:00–14:20 |
| 2025. május 9. (péntek)    | Finnország         | 14:25–14:45 |
| 2025. május 10. (szombat)  | Németország        | 13:10–13:30 |
| 2025. május 10. (szombat)  | Franciaország      | 13:35–13:55 |
| 2025. május 10. (szombat)  | Egyesült Királyság | 14:00–14:20 |
| 2025. május 10. (szombat)  | Svájc              | 14:25–14:45 |
| 2025. május 10. (szombat)  | Olaszország        | 14:50–15:10 |
| 2025. május 10. (szombat)  | Spanyolország      | 15:15–15:35 |

### Megnyitóünnepség

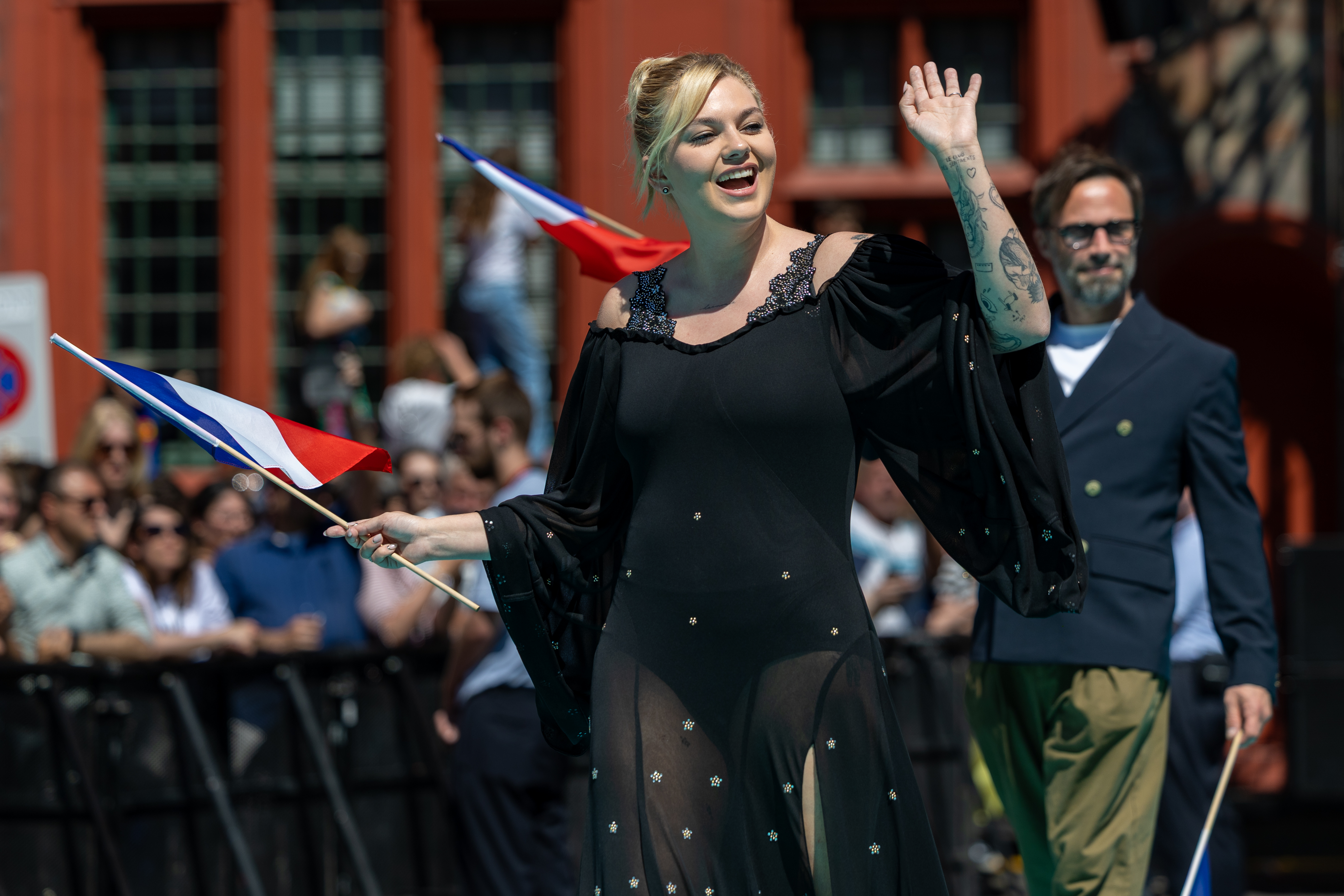
A francia Louane a megnyitóünnepségen

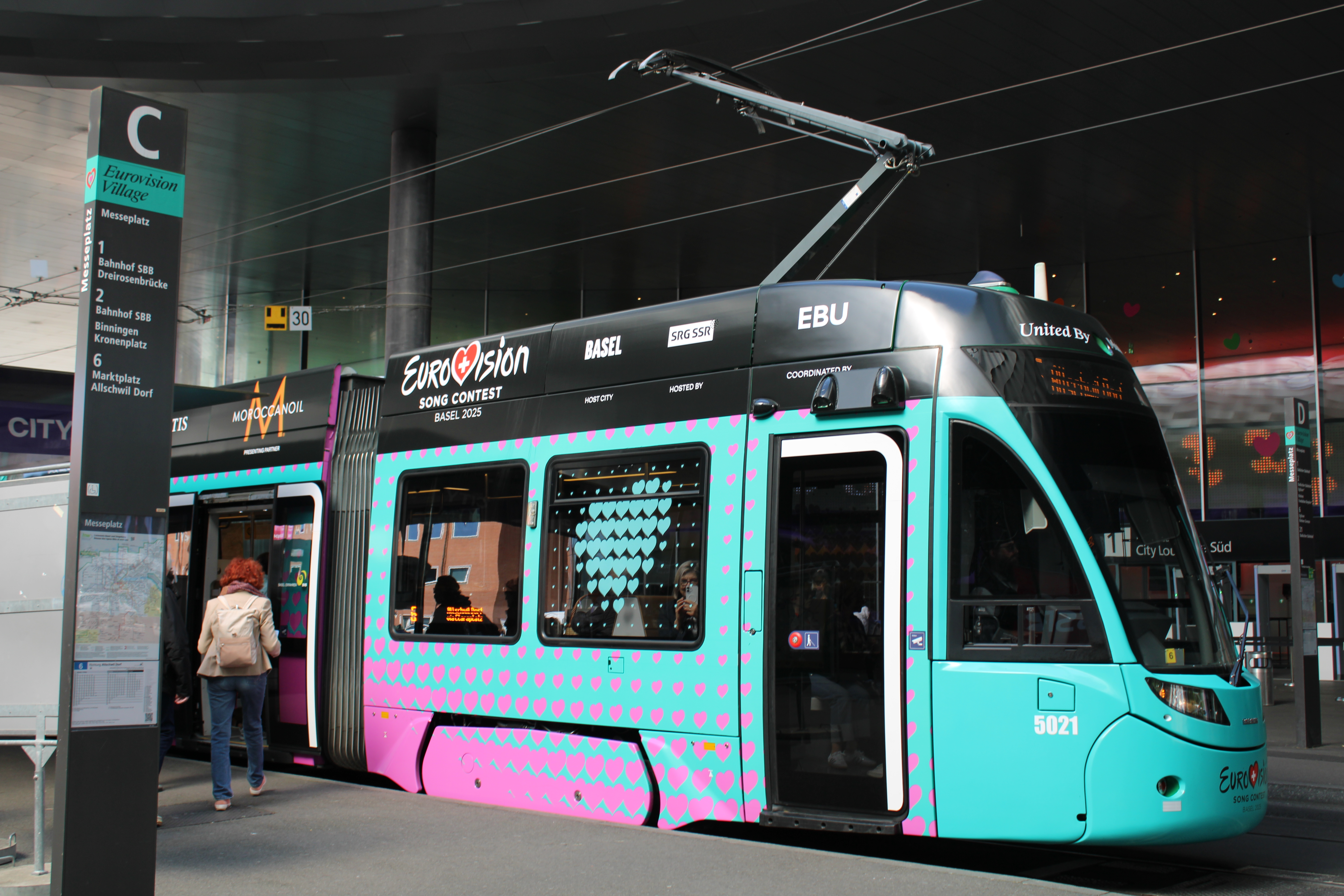
Bázeli villamos a dalfesztivál dekorációjával az Eurovíziós Falunál

A 2025-ös Eurovíziós Dalfesztivál nyitóünnepségére május 11-én került sor. A bázeli türkizszőnyeg minden eddiginél hosszabb volt, több mint 1,2 kilométeren keresztül húzódott a városban. A delegációk a bázeli Városházából léptek ki a Marktplatzra, majd áthaladtak a téren, hogy felszálljanak a nosztalgiavillamosokra és buszokra. Ezek a járművek gyalogos tempóban szállították a delegációkat a Mittlere Brückén át a Messe Basel irányába, ahol közönség fogadta őket. Az útvonal mentén különféle fellépők szórakoztatták a közönséget, többek között dobosok és dudások, a bázeli farsangi karnevál fellépői, táncegyüttesek, iskolai csoportok, Guggen-zenekarok, alpesi kürtösök és techno előadók. A felvonulás 14 órakor kezdődött, és az első delegációk 15:15-kor érkeztek meg a Messe Baselhez.

### Eurovíziós Hét
A kezdési időpontok helyi idő szerint vannak feltüntetve. (UTC+01:00)
| 12 hétfő                                    | 13 kedd                                         | 14 szerda                                   | 15 csütörtök                                    | 16 péntek                                   | 17 szombat                                      |
| Első elődöntő                               | Első elődöntő                                   | Második elődöntő                            | Második elődöntő                                | Döntő                                       | Döntő                                           |
| ------------------------------------------- | ----------------------------------------------- | ------------------------------------------- | ----------------------------------------------- | ------------------------------------------- | ----------------------------------------------- |
| 1. főpróba 15:30–18:30                      | 3. főpróba – délutáni bemutató show 15:00–17:30 | 1. főpróba 15:30–18:30                      | 3. főpróba – délutáni bemutató show 15:00–17:30 | 1. főpróba 13:30–17:30                      | 3. főpróba – délutáni bemutató show 13:30–17:00 |
| 2. főpróba – esti bemutató show 21:00–23:45 | Élő közvetítés 21:00–23:15                      | 2. főpróba – esti bemutató show 21:00–23:15 | Élő közvetítés 21:00–23:15                      | 2. főpróba – esti bemutató show 21:00–01:00 | Élő közvetítés 21:00–01:00                      |

### Képeslapok
A „képeslapok” olyan rövid videós bejátszások, amelyeket a televíziós közvetítés során vetítenek le, miközben a színpadot előkészítik a következő produkció számára. A 2025 januárja és áprilisa között forgatott, és a zürichi székhelyű Dynamic Frame produkciós céghez tartozó Luca Zurfluh által rendezett bejátszásokban a versenyző előadók különféle helyi tevékenységekben vettek részt Svájc különböző pontjain. Az alábbi helyszínek szolgáltak háttérként az egyes részt vevő országok számára.
| - Albánia – Bázel, Basel-Stadt kanton - Ausztrália – Bern, Bern kanton - Ausztria – Emmental, Bern kanton - Azerbajdzsán – Zürich, Zürich kanton - Belgium – Jungfraujoch, Wallis és Bern kanton - Ciprus – Bázel, Basel-Stadt kanton - Csehország – Riburg, Aargau kanton - Dánia – Gruyères, Fribourg kanton - Egyesült Királyság – Zermatt, Wallis kanton - Észtország – Bázel, Basel-Stadt kanton - Finnország – Appenzell, Appenzell Innerrhoden kanton - Franciaország – Ascona, Ticino kanton - Görögország – Peccia, Ticino kanton | - Grúzia – Genf, Genf kanton - Hollandia – Filisur, Graubünden kanton - Horvátország – Zermatt, Wallis kanton - Izland – Rapperswil, Sankt Gallen kanton - Izrael – Morcote, Ticino kanton - Írország – CERN, Meyrin, Genf kanton - Lengyelország – Laax, Graubünden kanton - Lettország – Zürich, Zürich kanton - Litvánia – Bázel, Basel-Stadt kanton - Luxemburg – Rugisbalm, Nidwalden - Málta – Le Noirmont, Jura - Montenegró – Zürich, Zürich kanton - Németország – Bázel, Basel-Stadt kanton | - Norvégia – Egnach, Thurgau - Olaszország – Bázel, Basel-Stadt kanton - Örményország – Betlis, Sankt Gallen kanton - Portugália – Lavaux, Vaud kanton - San Marino – Bruzella, Ticino kanton - Spanyolország – Luzern, Luzern kanton - Svájc – Bázel, Basel-Stadt kanton - Svédország – Magglingen, Bern kanton - Szerbia – Vaz/Obervaz, Graubünden kanton - Szlovénia – Alp Raguta, Graubünden kanton - Ukrajna – Bázel, Basel-Stadt kanton |

### Zászlóhasználati irányelvek

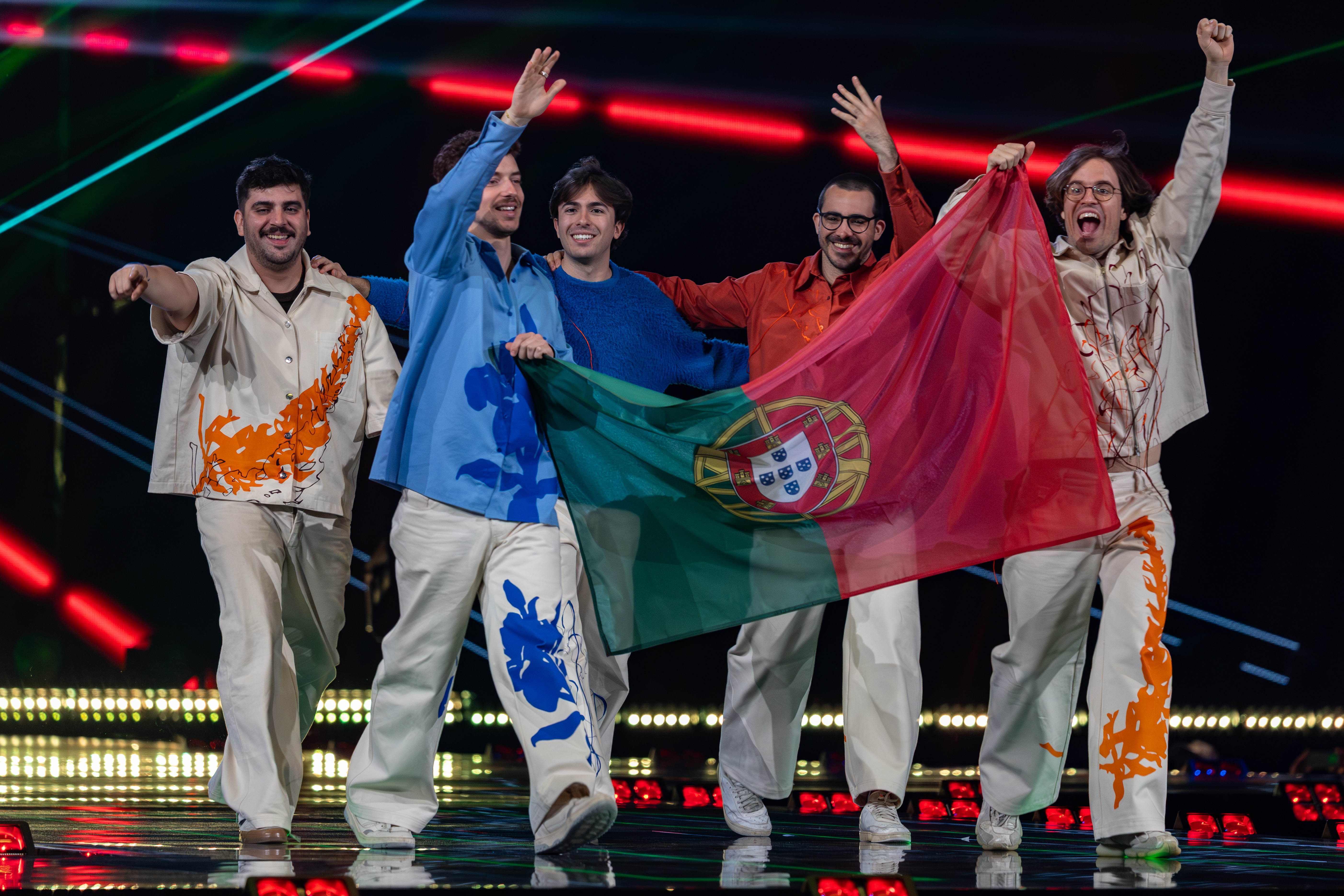
A portugál Napa a döntő zászlós bevonulásán

A versenyre vonatkozó zászlóhasználati szabályok változásait először a dán közszolgálati műsorszolgáltató, a DR tette közzé 2025. április 25-én. A dalfesztiválon részt vevő előadók hivatalos megjelenéseik során, beleértve a színpadi fellépéseket, a green room-ot, a megnyitó ünnepséget és az Eurovíziós Falut, kizárólag saját országuk hivatalos zászlaját használhatják. A közönség számára azonban engedélyezett minden olyan zászló, amelyet a svájci törvények megengednek.
A holland műsorszolgáltató, az AVROTROS kezdetben elfogadta ezt a szabályozást, ám egy, a COC Nederland nevű LMBTQ+ érdekvédelmi szervezettel folytatott egyeztetés után, amely „felháborítóan nevetségesnek” nevezte a szivárványzászlók tiltását a versenyzők részéről, megváltoztatta álláspontját, és hivatalos fellebbezést nyújtott be az EBU-hoz. Az AVROTROS-szal folytatott egyeztetéseket követően a 2025-ös Eurovíziós Dalfesztiválra vonatkozó zászlóhasználati szabályok ebben az évben változatlanul érvényben maradnak. A holland műsorszolgáltató hozzátette, hogy más társaságok is nyitottak a szabályozás felülvizsgálatára, és az EBU is kész a további egyeztetésekre a versenyt követően.

## A szavazás
A végeredmény az elődöntőkben kizárólag a telefonos szavazásnak köszönhetően alakult ki, míg a döntőben mindegyik ország rendelkezett egy ötfős szakmai zsűrivel, és az ő pontjaik, valamint a nézők telefonos szavazatai külön-külön alakították ki az országonkénti eredményeket. Mindegyik ország közönsége és zsűrije a 10-10 kedvenc dalára szavazott, melyek 1–8, 10 és 12 pontot kapnak. (Az egyéni zsűritagok teljes listát állítottak fel, melyben minden döntős ország szerepelt, azonban a végső eredményben csak a legjobb tíz kapott pontot.) A két lista összesítése alapján derült ki a végső sorrend. Az elődöntőkben a részt vevő országok, illetve az automatikusan döntősök közül az előre meghatározott országok, valamint a nézők egy ország telefonos szavazaival megegyező mértékben a Világ többi részéről adhatták le szavazataikat. A döntőben mind a 37 részt vevő ország és egy ország telefonos szavazaival megegyező mértékben a Világ többi része szavazhatott.
Az elődöntők eredményeit a döntő után hozták nyilvánosságra. Az első elődöntőben Azerbajdzsán végzett az utolsó helyen, történetük során először, míg a második elődöntőben Montenegró zárt a tabella legalján, szintén először.
A döntőben a zsűri szavazása során Ausztria és Svájc váltotta egymást az élen, végül Ausztria lett az első. A közönségszavazatok hozzáadásával pillanatnyilag átvette a vezetést Izrael, azonban végül történetének harmadik győzelmét aratva Ausztria nyerte meg a versenyt. A 2016-ban bevezetett új pontozási rendszernek köszönhetően a 436 pont a legalacsonyabb pontszám, amit győztes versenyző elért. A győztes dal nyolc ország zsűrijétől gyűjtötte be a maximális tizenkét pontot, míg a közönségszavazás során semelyik országban sem végzett az első helyen. A zsűrinél az első helyen, míg a telefonos szavazáson a negyedik helyen végzett. Öt ország zsűrije (Azerbajdzsán, Csehország, Grúzia, Olaszország és San Marino) és négy ország nézői (az Egyesült Királyság, Észtország, Luxemburg és Svédország) nem adtak pontot a győztesnek. A zsűri szavazáson a legtöbb tizenkét pontot a győztes dal kapta, mely a második elődöntőben csak az ötödik helyen végzett. A közönségtől a legtöbb tizenkét pontot Izrael dala kapta, mely a második elődöntőben az első helyen végzett, a döntőben pedig második lett. A harmadik helyen az első elődöntő ötödik helyezettje, Észtország végzett. A döntőben az utolsó helyet San Marino szerezte meg, történetük során először.
A házigazda Svájc a tizedik helyen végzett. A hazai közönség ezúttal háromszor örülhetett a zsűri szavazás során a maximális 12 pontnak, ugyanis az észt, lengyel és spanyol zsűrinél az első helyen végzett a svájci versenyző. Rekordnak számító különbséget jelentett az, hogy a zsűrik pontozását követően Svájc a második helyen állt, míg a nézők az utolsó helyre rangsorolták, nulla ponttal.

### Esélyek
A verseny előtt a legesélyesebbnek Svédországot, Ausztriát, és Franciaországot tartották. A Eurovisionworld által összesített tizenkilenc fogadóiroda szerinti sorrendben a szavazás utolsó pillanatban Svédország győzelmére látták a legnagyobb lehetőséget – 49%-ot, míg Ausztriára 21%, Franciaországra 8% volt a végső győzelmi esély.

### Zsűritagok
A nemzeti zsűrik a döntő előtt egy nappal, péntek este egy zárt láncú közvetítésben egy videószobából követték figyelemmel a második főpróbát, és az ott látottak, valamint hallottak alapján rangsorolták a produkciókat. Ezt a próbát emiatt zsűri shownak hívták, és az élő adáshoz hasonló eurovíziós élményt nyújtotta a jegyet váltóknak az arénában, a valós eredményhirdetést leszámítva. A döntő előtti napon 37 országból összesen 184 zsűritag pontozta a produkciókat. Az elődöntők során is hasonlóan szavazott a zsűri, azonban 2023 óta a pontjaik csak tartalékként szolgálnak – abban az esetben, ha nem sikerülne egy országban érvényes telefonos szavazatokat beszámítani a végeredménybe. A zsűritagok névsorát a döntő után hozta nyilvánosságra az EBU.
| Ország             | Zsűritag 1                    | Zsűritag 2                                  | Zsűritag 3                    | Zsűritag 4                          | Zsűritag 5                    |
| ------------------ | ----------------------------- | ------------------------------------------- | ----------------------------- | ----------------------------------- | ----------------------------- |
| Albánia            | Alfred Kaçinari               | Shpëtim Saraçi                              | Ylljet Aliçka                 | Blerta Ristani                      | Mikaela Minga                 |
| Ausztrália         | Andrew Harry Lambrou          | Robbie Alexander Buck                       | Claire Rebecca Howell         | Kylie Alexandra Burtland            | Simone Nicoloso Dow           |
| Ausztria           | Julian Guba                   | Mark Duran                                  | Katharina Aigner              | Marlene Scharf                      | Nina Hochrainer               |
| Azerbajdzsán       | Azer Rauf Aydemir             | Ramil Adigozal Gasimov                      | Tural Isa Bağmanov            | Ulviyya Firudin Babirli             | Ulviyya Ogtay Kerimova        |
| Belgium            | Hans Francken                 | Indy Van Cauwenberg                         | Xavier Taveirne               | Billie Leyers                       | Noémie Wolfs                  |
| Ciprus             | Hárisz Száva                  | Mihálisz Messziosz                          | Hariklía Sztrouthou           | Élena Olimbíu                       | María Harí                    |
| Csehország         | Adam Řičica                   | Miroslav Helcl                              | Petr Kotvald                  | Alexandra Langošová                 | Anna Vašátková                |
| Dánia              | Anders Ugilt Andersen         | Mads Enggaard Jørgensen                     | Peter Düring                  | Anne Dorte Michelsen                | Katrine Muff Enevoldsen       |
| Egyesült Királyság | Mark Lippman                  | Thomas Philip Ogden                         | Carl Bernard Parris           | Elizabeth Margaret McClarnon-Cho    | Henrietta Ama Smith-Rolla     |
| Észtország         | Indrek Sarrap                 | Ott Lepland                                 | Owe Petersell                 | Elina Nechayeva                     | Alika                         |
| Finnország         | Miikka Juhani Maunula         | Panu Juhana Hattunen                        | Arja Sinikka Koriseva-Karmala | Haza von Hertzen                    | Neea Pauliina Jokinen         |
| Franciaország      | Franck Broqua                 | Olivier Weber                               | Alexia Guerin                 | Nathalie Couzouyan                  | Virginie Petit                |
| Görögország        | Jórgosz Polihroníu            | Joánisz Vaszilópulosz                       | Vangélisz Konsztandinídisz    | Margaríta Kiriáke Mitilinéu         | Miréla Páhu                   |
| Grúzia             | David Tszintszadze            | George Rosztiasvili                         | Salva Popiasvili              | Ani Kekua                           | Szalome Bakuradze             |
| Hollandia          | Dennis van Leeuwen            | Frits Ritmeester                            | Ronald de Bas                 | Gaia Tiana Marlene Aikman           | Quinty Mesiedjan              |
| Horvátország       | Miroslav Lesić                | Tihomir Preradović                          | Antonela Doko                 | Mia Negovetić                       | Monika Lelas Halambek         |
| Írország           | Dermot McEvoy                 | Edward Porter                               | Kofi Appiah                   | Helen Jordan Guthrie                | Tara Murray                   |
| Izland             | Andri Þór Jónsson             | Bjarni Arason                               | Sindri Ástmarsson             | Aníta Rós Þorsteinsdóttir           | Hulda Geirsdóttir             |
| Izrael             | Aser Aszi Tal                 | Szaár Gamzo                                 | Jonatan Roe`h                 | Avia Farcsi                         | Noga Klein                    |
| Lengyelország      | Jan Stokłosa                  | Krystian Ochman                             | Anna Jurksztowicz             | Katarzyna Walczak                   | Tycjana Acquasanta            |
| Lettország         | Rodrigo Fomins                | Toms Andris Putniņš                         | Kristīne Pāže                 | Liena Edvardsa                      | Una Stade                     |
| Litvánia           | Pijus Vasiliauskas-Brazauskas | Vaidotas Stackevičius                       | Eglė Kernagytė Dambrauskė     | Raminta Naujanytė                   | Rosita Čivilytė               |
| Luxemburg          | Jules Serrig                  | Tom Gatti                                   | Tom Leick-Burns               | Catherine Nothum                    | Monique Melsen                |
| Málta              | Aidan Cassar                  | Michele Spiteri                             | Sigmund Mifsud                | Marie Angie Laus                    | Pamela Kerr                   |
| Montenegró         | Gavrilo Radunović             | Željko Vukčević                             | Bojana Nenezić                | Jelena Božović                      | Marija Božović                |
| Németország        | Alexander Zuckowski           | Ekrem Bora                                  | Marc Möllmann                 | Carolin Fortenbacher                | Vasilisa Subotić              |
| Norvégia           | Kristian Kristensen           | Stian Tangerud                              | Iris Severin O. Mikalsen      | Reidun Sæther                       | Vanessa Joana Hutel Kure      |
| Olaszország        | Andrea Settembre              | Diego Calvetti                              | Mattia Marzi                  | Giulia Ausani                       | Manola Moslehi                |
| Örményország       | Arthur Manukján               | Szimon Hovhanniszján                        | Krisztina Avagimján           | Lilit Navaszardján                  | Lilit Oszipján                |
| Portugália         | Alberto Hernández Seruca      | Alexandre Manuel Valério Mesquita Guimarães | Luís Oliveira Nunes           | Lia Isabel Pereira                  | Nádia Lima Pereira            |
| San Marino         | Alessandro Riccardi           | Fabrizio Raggi                              | Piermatteo Carattoni          | Olivia Marani                       | Sofia Toccaceli               |
| Spanyolország      | Javier Llano Abril            | Javier Pageo Nicolás                        | Ana Isabel Conde              | Irene Garrido Miñano                | María Melodía Pérez Castillo  |
| Svájc              | Cyrill Camenzind              | Giordano Tatum Rush                         | Gabriela Mennel               | Mary Clapasson                      | Tiffany Athena Limacher       |
| Svédország         | Kenny Krister Kevin Lantz     | Michael Lennart Cederberg                   | Theodor Jan Haraldsson        | Amanda Josefina Elisabeth Nordelius | Anna Charlotta Gunnarson      |
| Szerbia            | Aleksandar Habić              | Luka Jovanović                              | Bojana Stamenov               | Ivana Peters                        | Olga Biserčić                 |
| Szlovénia          | Gregor Starsbergar            | Jon Vitezič                                 | Urban Koritnik                | Ana Soklič                          | Eva Boto                      |
| Ukrajna            | Dmitro Surov                  | Kosztyantin Bocsarov                        | Natela Zacarinna              | Olena Soptenko-Ivanova              | Tetyjana Mihajlivna Resetnjak |

## Első elődöntő

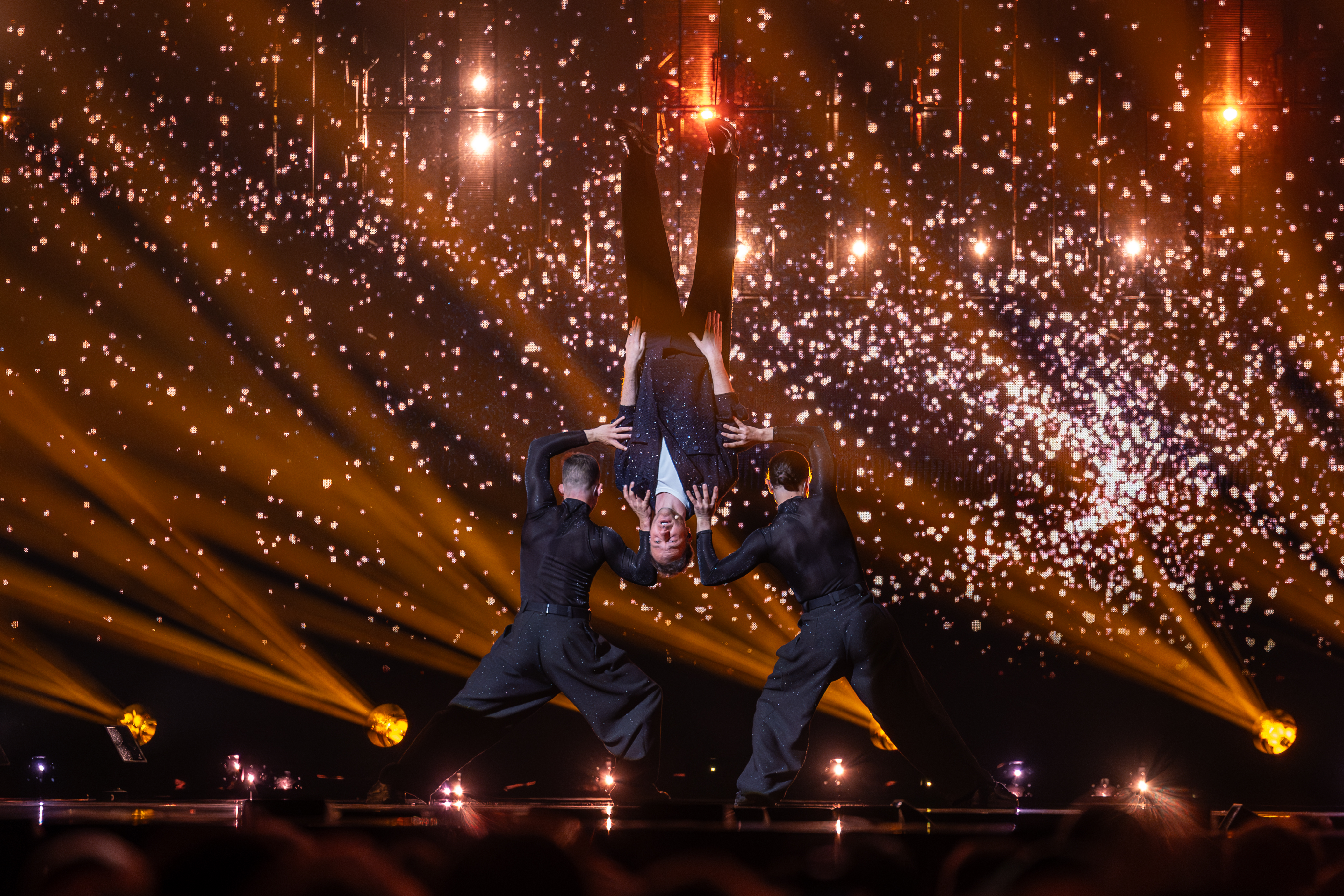
Klemen

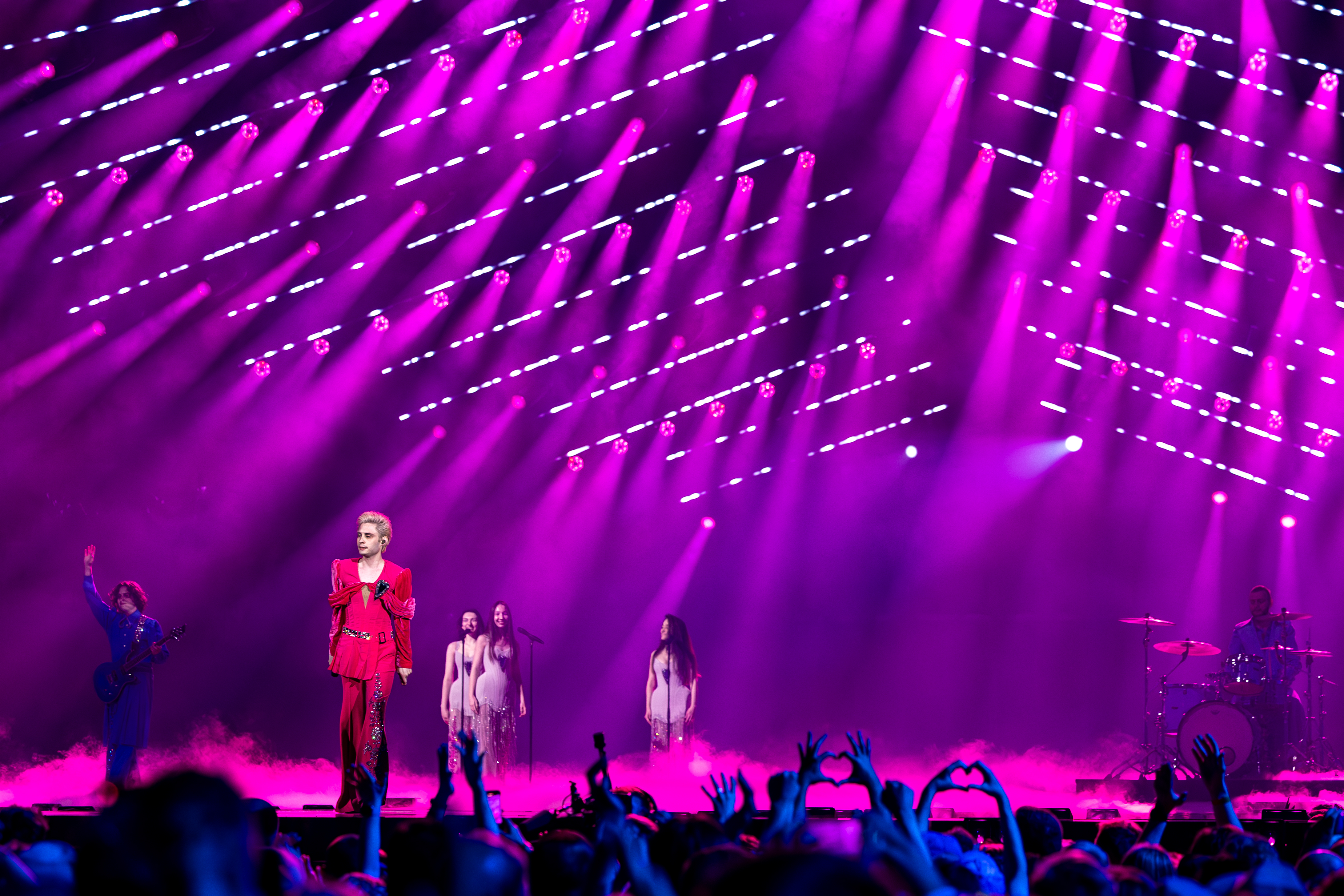
Ziferblat

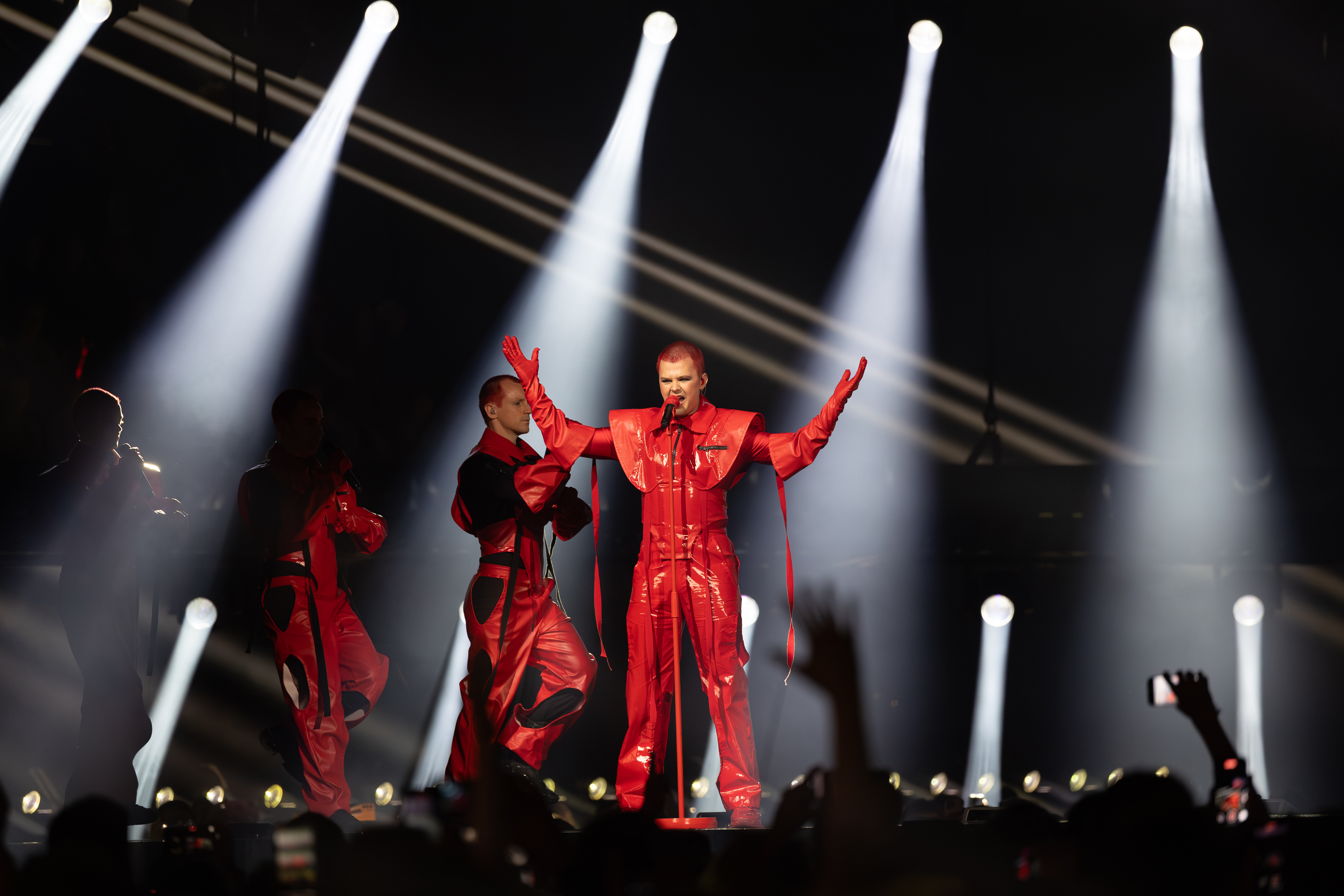
Red Sebastian

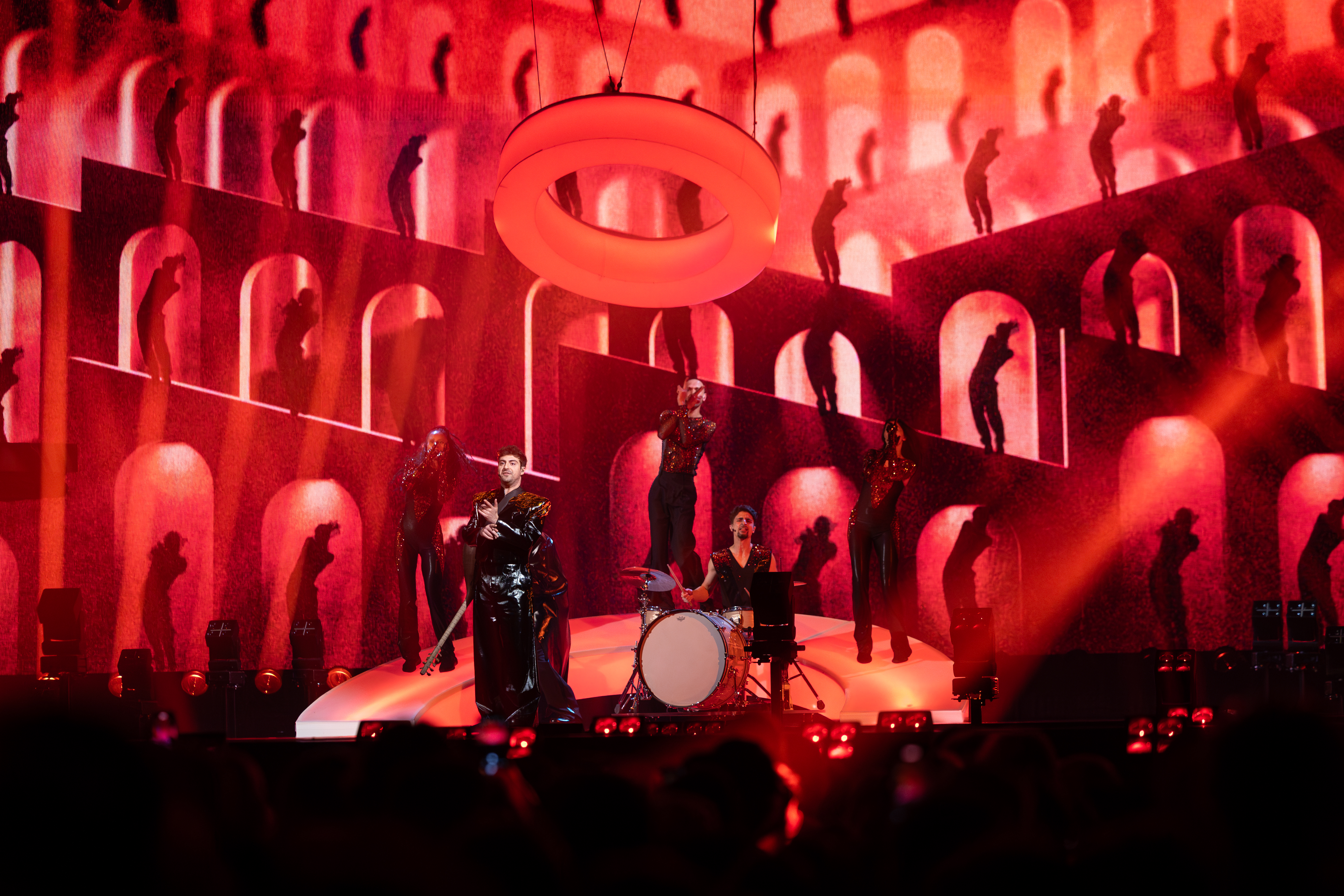
Mamagama

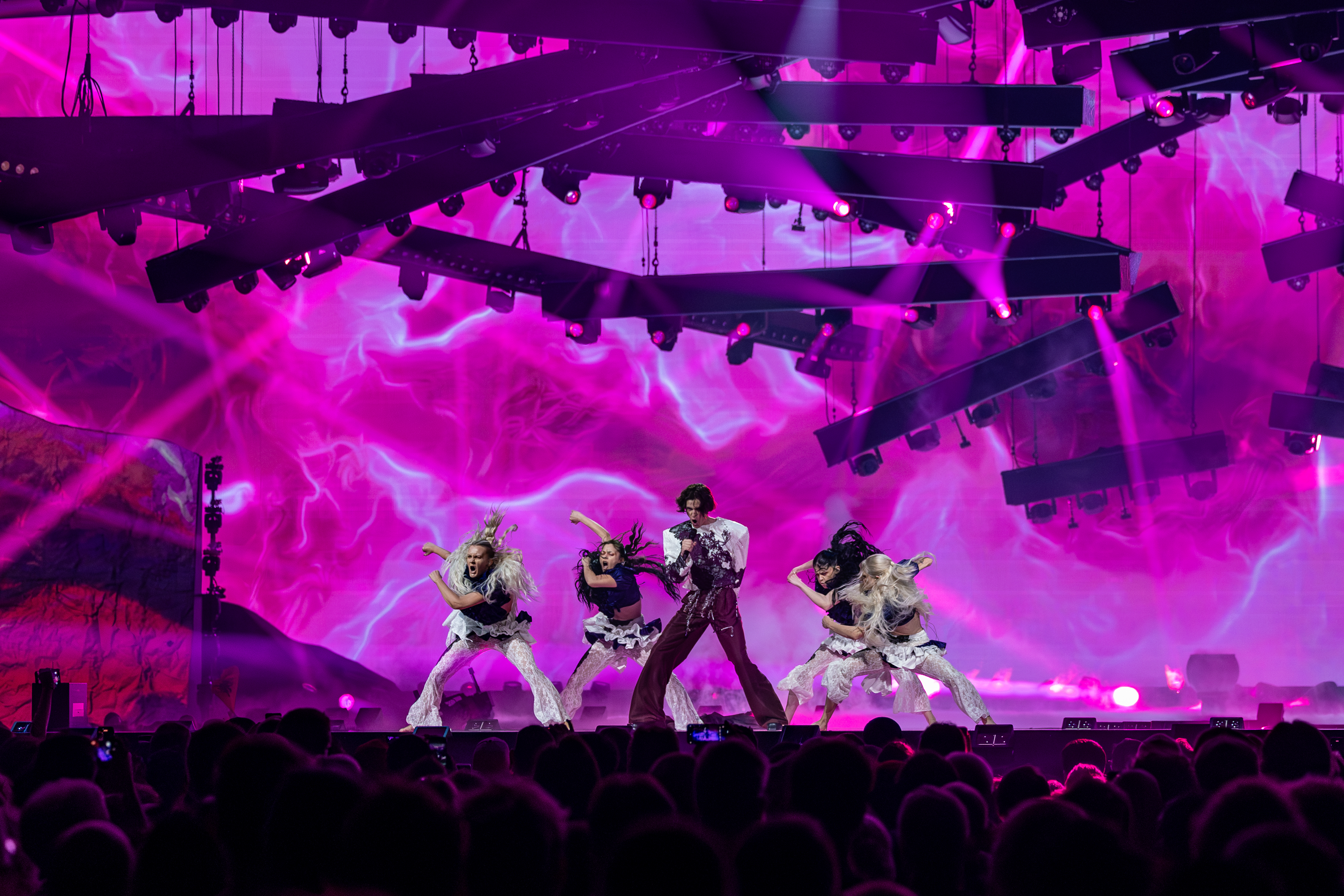
Marko Bošnjak

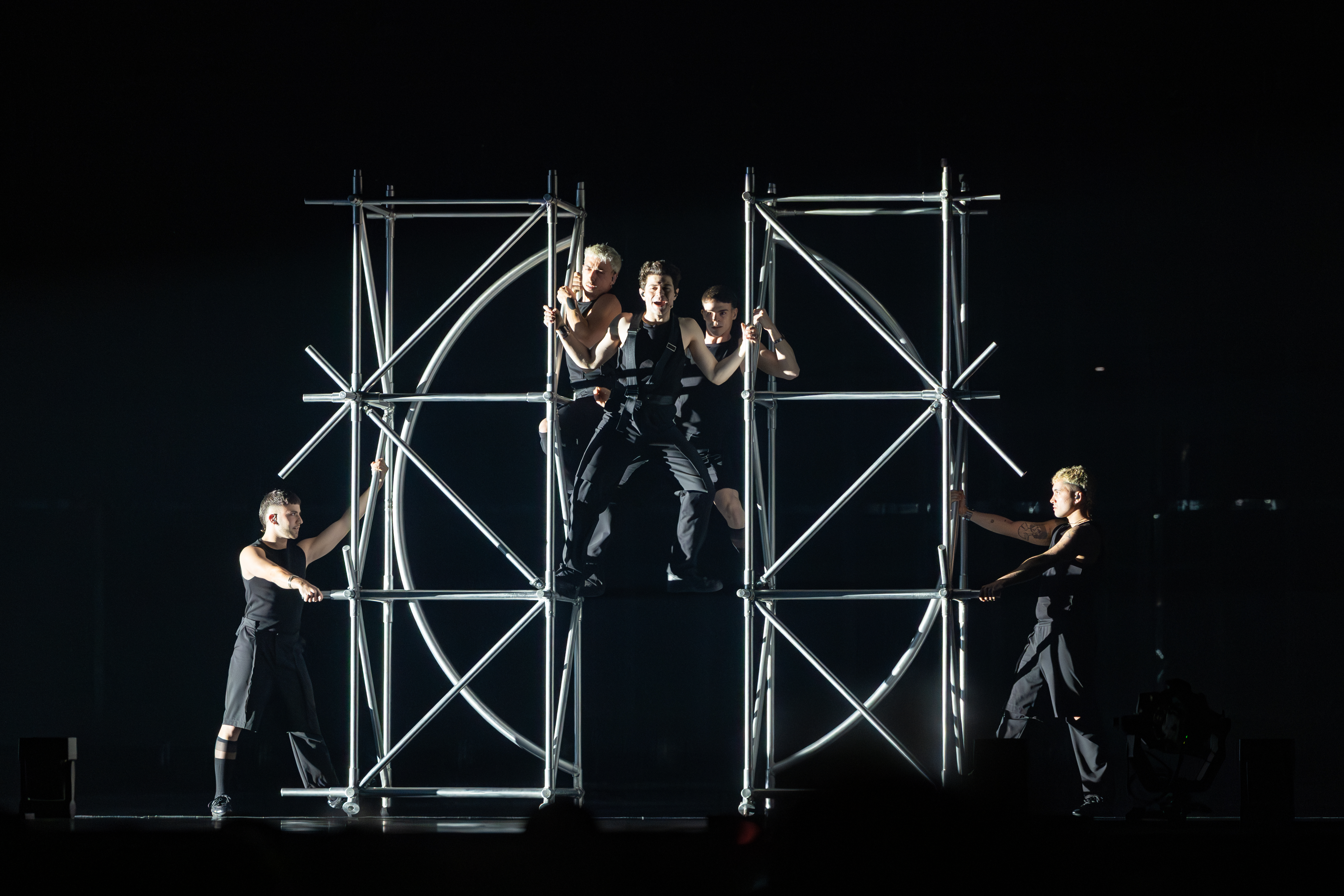
Theo Evan

Az első elődöntőt május 13-án rendezték meg tizenöt ország részvételével. Az egyes országok által kiosztott pontok a telefonos szavazás alapján alakultak ki, mely szerint az első tíz helyezett jutott tovább a döntőbe. A részt vevő országokon kívül három automatikusan döntős ország –  Olaszország,  Spanyolország és  Svájc – és egy ország szavazatával megegyező mértékben a világ többi része is szavaztak az első elődöntőben. Az automatikusan döntős országok előadói a produkciójukat is előadták az elődöntőben: Spanyolország Észtország után és Ukrajna előtt, Olaszország Belgium után és Azerbajdzsán előtt, míg Svájc Horvátország után és Ciprus előtt mutatta be a dalát fellépési sorrendben.
Az első elődöntő középpontjában Svájc állt, a mottóval: Ahol minden elkezdődött, lévén, hogy az ország az Eurovíziós Dalfesztivál szülőhazája. A vendégfellépők Svájc eurovíziós öröksége előtt tisztelegtek, és egy közös produkcióban színpadra léptek a 2024-es Eurovíziós Dalfesztivál döntősei: Iolanda, Jerry Heil, Marina Satti és Silvester Belt, akik közösen Céline Dion Eurovízió-győztes dalát, a Ne partez pas sans moi-t adták elő. Mellettük a műsorvezetők a Made in Switzerland című előadásban figurázták ki a svájci kultúrát, melynek előadásban a svéd Petra Mede is csatlakozott hozzájuk. A műsor zárásaként a 2000-es Eurovíziós Dalfesztivál győztes duójának egyik tagja, Jørgen Olsen lépett fel a Fly on the Wings of Love című dal átdolgozott változatával, melyet az Eurovíziós Dalfesztivál állandó jelmondatára utalva United by Music címmel adott elő.
| #  | Ország        | Előadó              | Dal                            | Helyezés | Pontszám |
| -- | ------------- | ------------------- | ------------------------------ | -------- | -------- |
| 01 | Izland        | Væb                 | Róa                            | 6.       | 97       |
| 02 | Lengyelország | Justyna Steczkowska | Gaja                           | 7.       | 85       |
| 03 | Szlovénia     | Klemen              | How Much Time Do We Have Left? | 13.      | 23       |
| 04 | Észtország    | Tommy Cash          | Espresso macchiato             | 5.       | 113      |
| 05 | Ukrajna       | Ziferblat           | Bird of Pray                   | 1.       | 137      |
| 06 | Svédország    | KAJ                 | Bara bada bastu                | 4.       | 118      |
| 07 | Portugália    | Napa                | Deslocado                      | 9.       | 56       |
| 08 | Norvégia      | Kyle Alessandro     | Lighter                        | 8.       | 82       |
| 09 | Belgium       | Red Sebastian       | Strobe Lights                  | 14.      | 23       |
| 10 | Azerbajdzsán  | Mamagama            | Run with U                     | 15.      | 7        |
| 11 | San Marino    | Gabry Ponte         | Tutta l’Italia                 | 10.      | 46       |
| 12 | Albánia       | Shkodra Elektronike | Zjerm                          | 2.       | 122      |
| 13 | Hollandia     | Claude              | C’est la vie                   | 3.       | 121      |
| 14 | Horvátország  | Marko Bošnjak       | Poison Cake                    | 12.      | 28       |
| 15 | Ciprus        | Theo Evan           | Shh                            | 11.      | 44       |

### Ponttáblázat
| Ország        | Össz. | Szavazók | Szavazók      | Szavazók  | Szavazók   | Szavazók      | Szavazók | Szavazók   | Szavazók   | Szavazók | Szavazók | Szavazók    | Szavazók     | Szavazók   | Szavazók | Szavazók  | Szavazók     | Szavazók | Szavazók | Szavazók            |
| Ország        | Össz. | Izland   | Lengyelország | Szlovénia | Észtország | Spanyolország | Ukrajna  | Svédország | Portugália | Norvégia | Belgium  | Olaszország | Azerbajdzsán | San Marino | Albánia  | Hollandia | Horvátország | Svájc    | Ciprus   | A Világ többi része |
| ------------- | ----- | -------- | ------------- | --------- | ---------- | ------------- | -------- | ---------- | ---------- | -------- | -------- | ----------- | ------------ | ---------- | -------- | --------- | ------------ | -------- | -------- | ------------------- |
| Izland        | 97    |          | 6             | 5         | 7          | 5             | 2        | 12         | 2          | 8        | 5        | 4           |              |            | 5        | 10        | 7            | 4        | 7        | 8                   |
| Lengyelország | 85    | 7        |               |           |            | 8             | 5        | 7          | 4          | 7        | 10       | 3           | 1            |            | 2        | 12        | 1            | 6        | 4        | 6                   |
| Szlovénia     | 23    |          |               |           | 3          |               | 1        |            |            | 1        |          |             | 2            | 8          | 1        |           | 6            |          | 1        |                     |
| Észtország    | 113   | 6        | 8             | 1         |            | 4             | 3        | 6          | 6          | 6        | 4        | 8           | 10           | 10         | 8        | 6         | 12           | 3        | 8        | 4                   |
| Ukrajna       | 137   | 4        | 12            | 8         | 8          | 12            |          | 4          | 12         | 5        | 6        | 7           | 7            | 6          | 10       | 8         | 4            | 2        | 12       | 10                  |
| Svédország    | 118   | 12       | 7             | 4         | 12         | 2             | 4        |            | 7          | 12       | 8        | 6           | 4            |            | 6        | 7         | 8            | 7        | 5        | 7                   |
| Portugália    | 56    | 1        | 3             | 3         | 6          | 7             | 7        | 2          |            | 3        | 3        | 1           |              | 4          |          | 3         |              | 8        |          | 5                   |
| Norvégia      | 82    | 10       | 5             | 2         | 5          | 8             | 12       | 5          | 3          |          | 2        | 2           | 8            |            | 3        | 2         | 5            | 1        | 6        | 3                   |
| Belgium       | 23    | 5        |               |           | 1          |               |          |            |            |          |          |             |              | 12         |          | 5         |              |          |          |                     |
| Azerbajdzsán  | 7     |          |               |           |            |               |          |            |            |          |          |             |              | 7          |          |           |              |          |          |                     |
| San Marino    | 46    | 3        | 1             |           | 4          | 1             |          | 3          | 1          | 2        | 1        | 12          | 5            |            | 4        |           | 2            | 5        | 2        |                     |
| Albánia       | 122   | 2        | 10            | 7         | 2          | 6             | 10       | 10         | 8          | 4        | 7        | 10          | 6            | 1          |          | 4         | 10           | 10       | 3        | 12                  |
| Hollandia     | 121   | 8        | 4             | 6         | 10         | 3             | 6        | 8          | 10         | 10       | 12       | 5           | 3            | 3          | 7        |           | 3            | 12       | 10       | 1                   |
| Horvátország  | 28    |          | 2             | 12        |            |               | 8        | 1          |            |          |          |             |              | 2          |          | 1         |              |          |          | 2                   |
| Ciprus        | 44    |          |               | 10        |            |               |          |            | 5          |          |          |             | 12           | 5          | 12       |           |              |          |          |                     |

## Második elődöntő

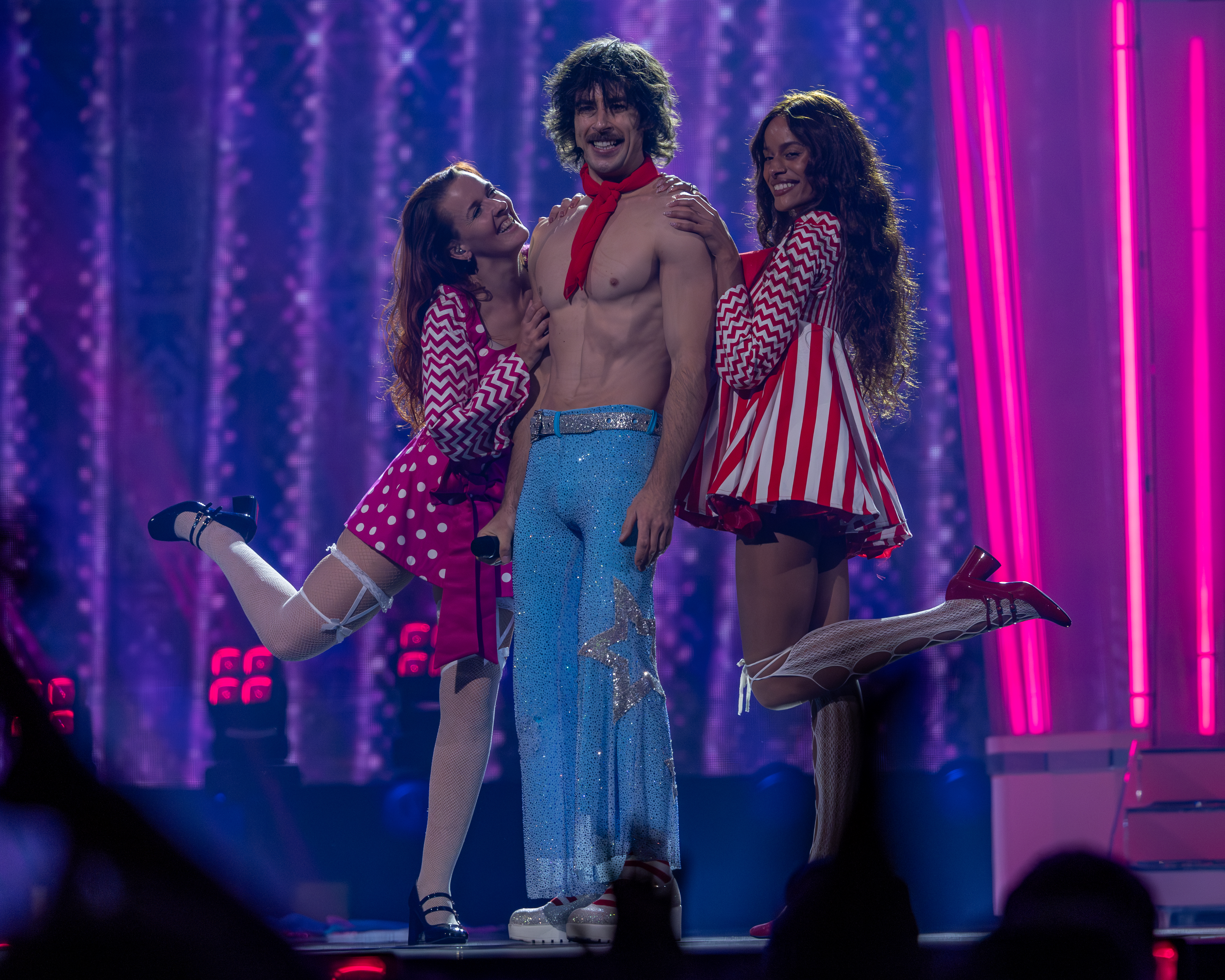
Go-Jo

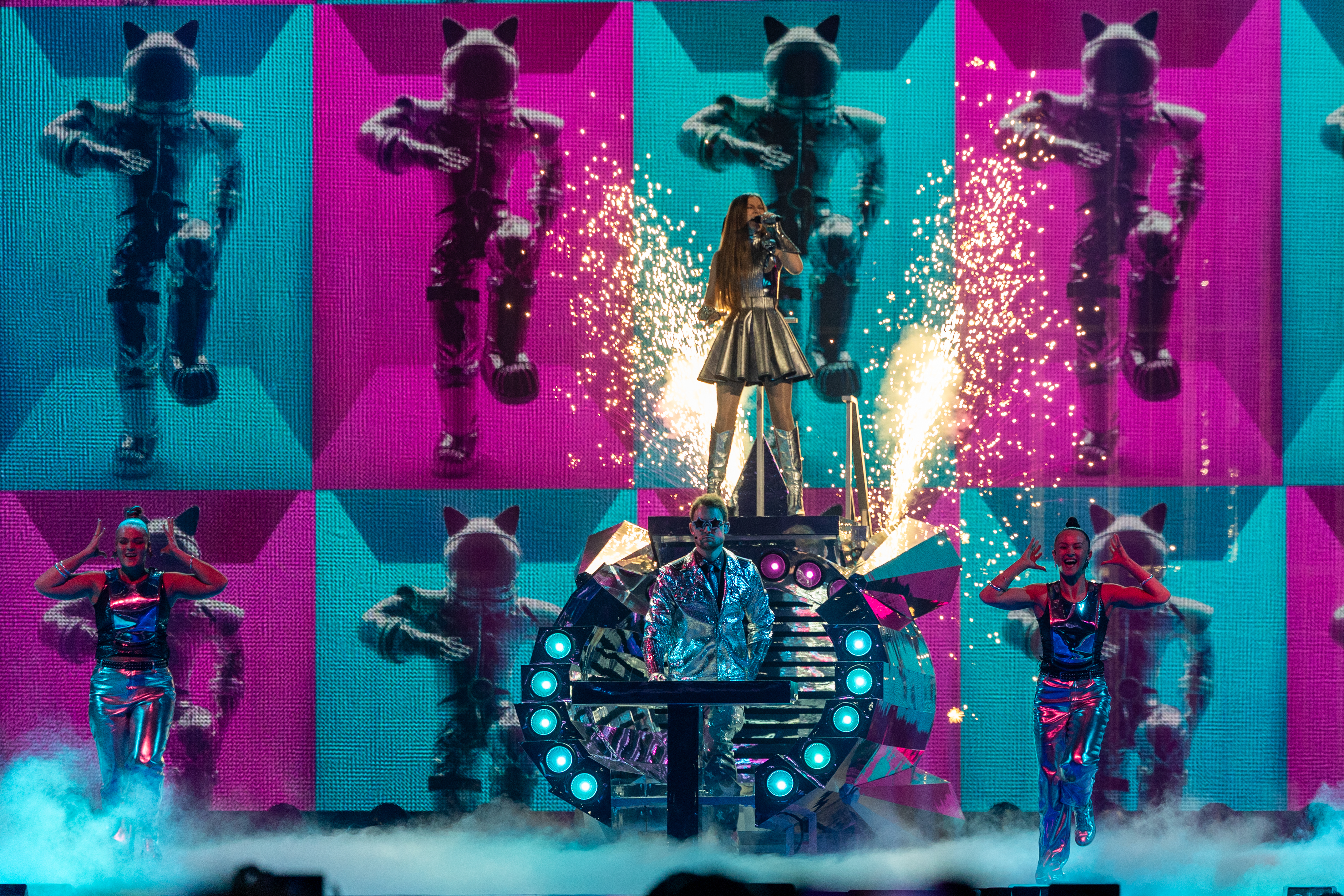
Emmy

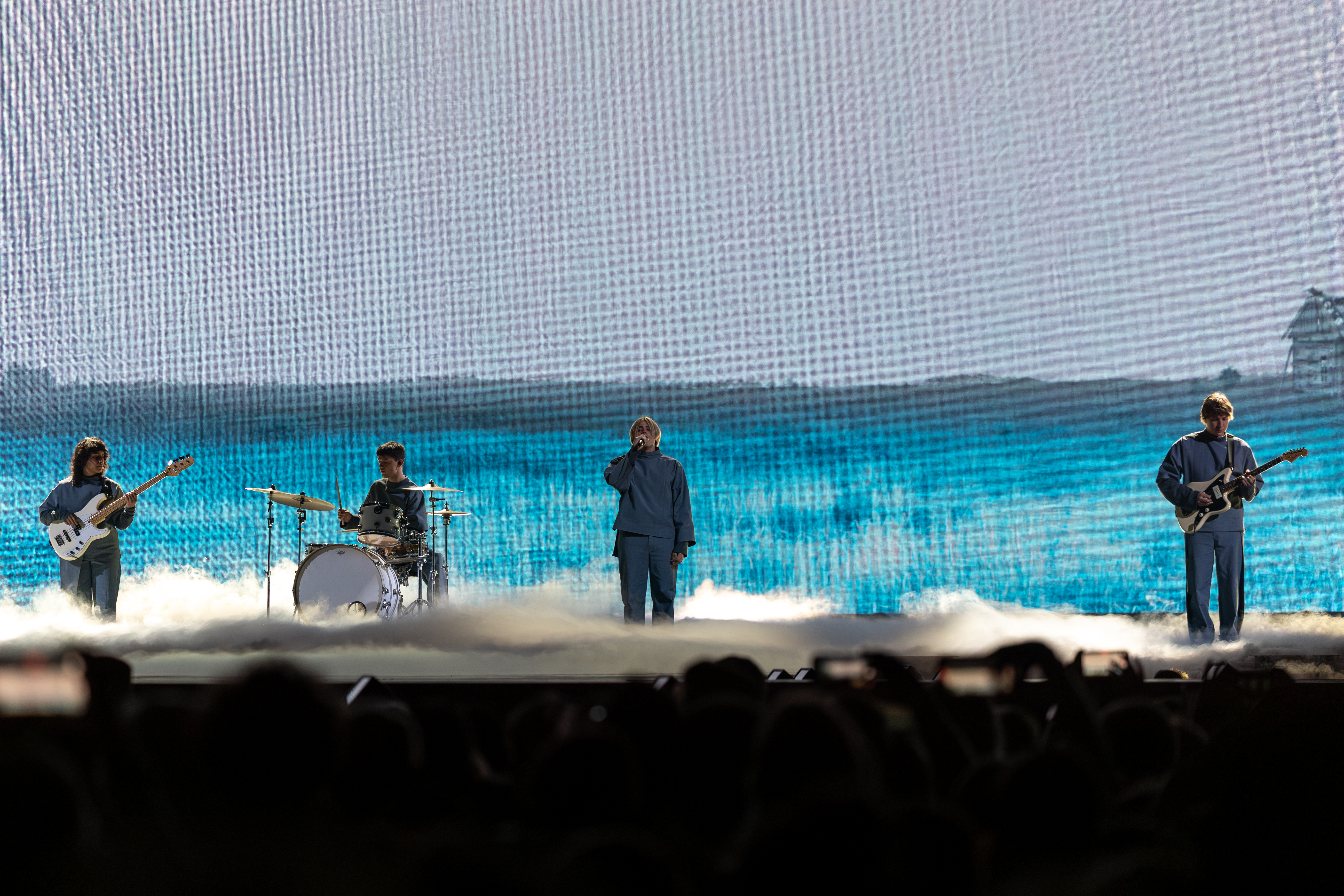
Katarsis

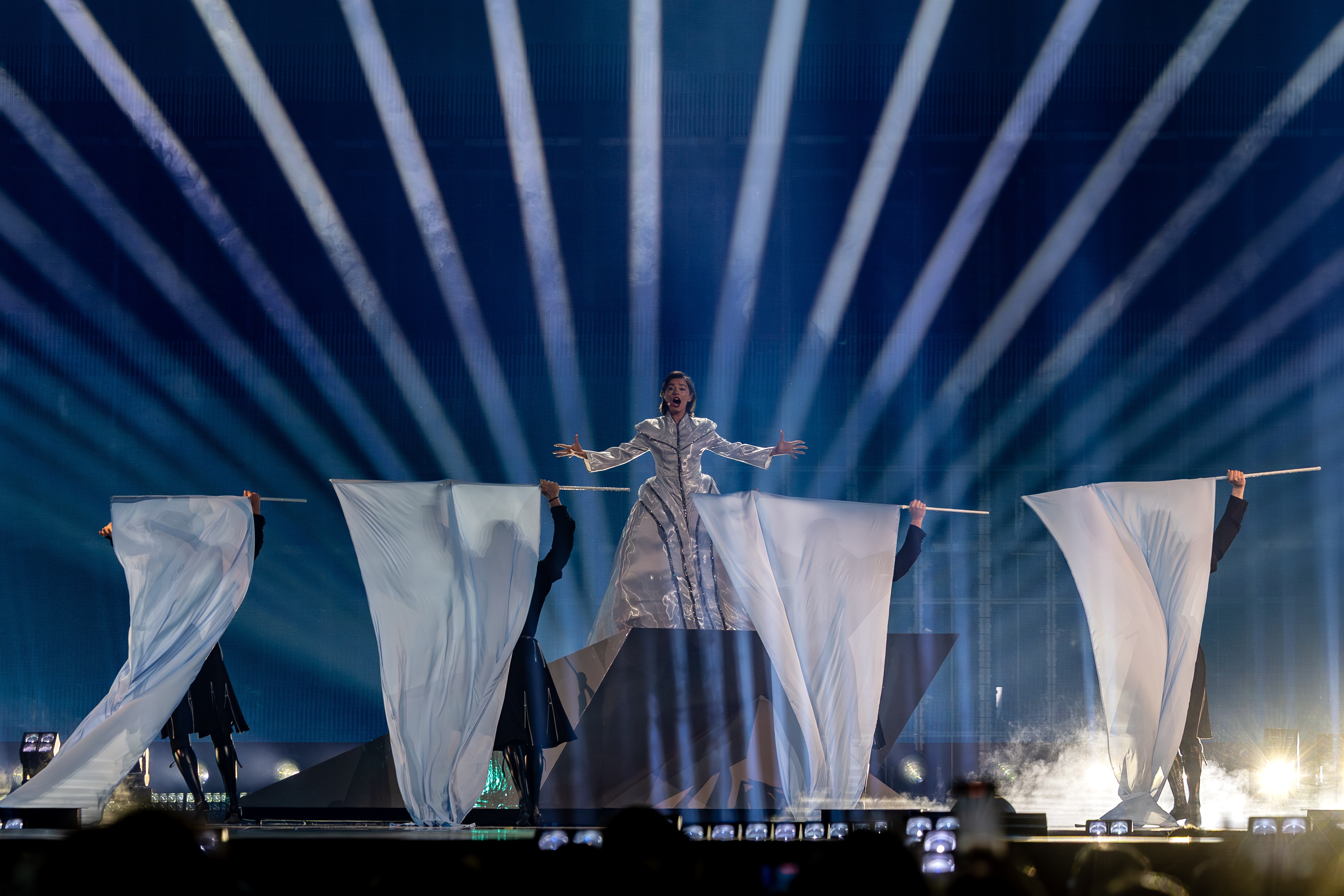
Mariam Shengelia

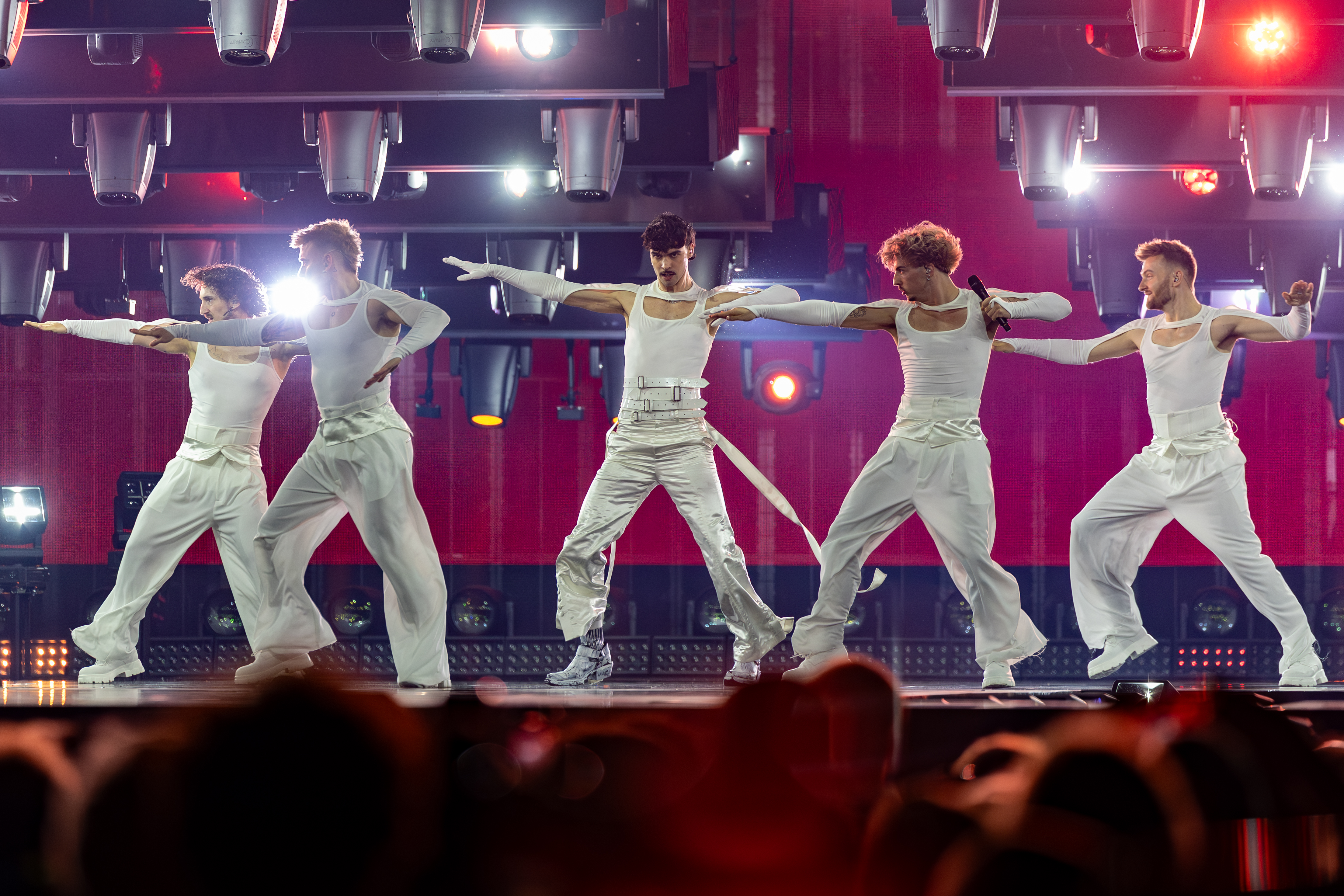
Adonxs

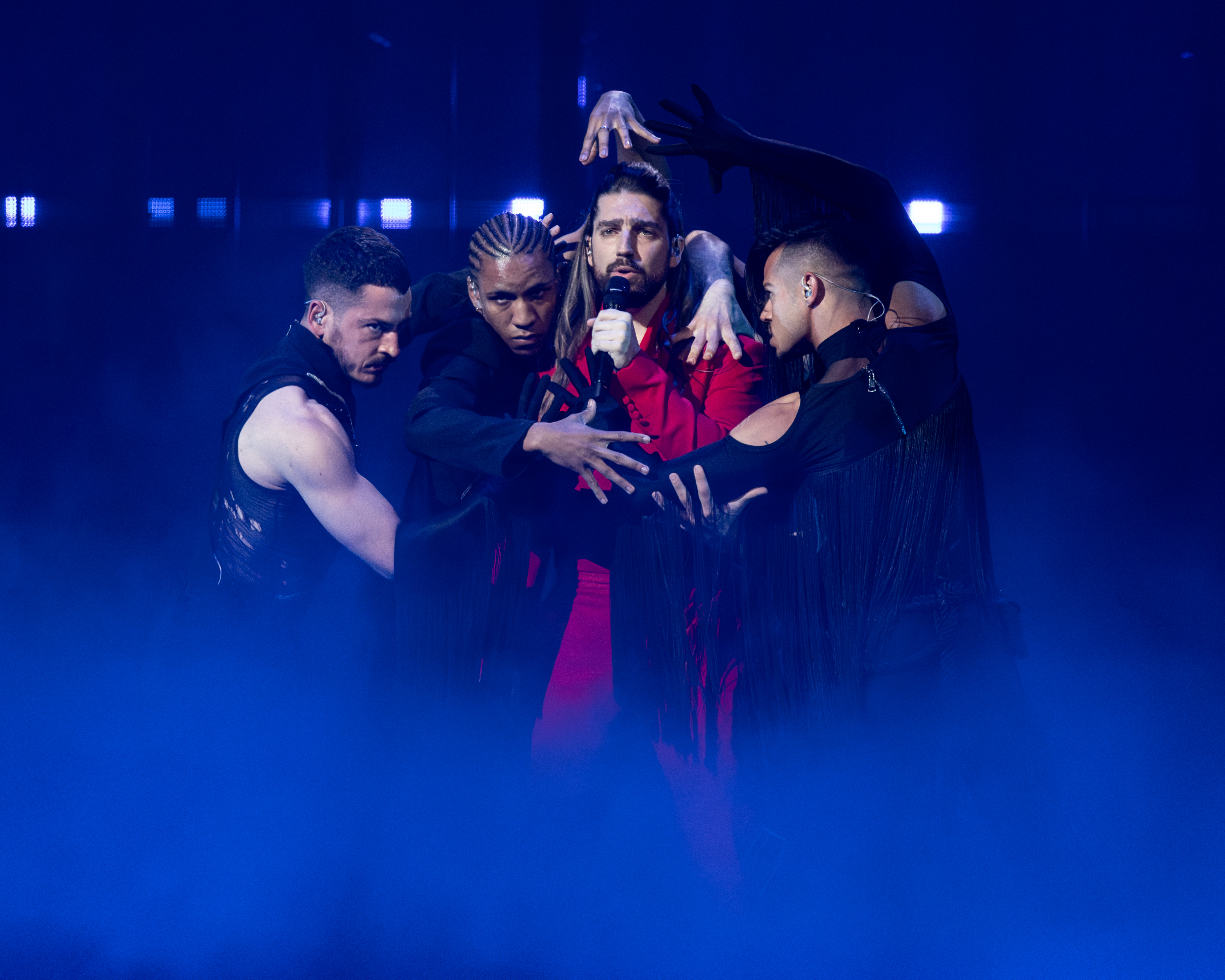
Princ

A második elődöntőt május 15-én rendezték meg tizenhat ország részvételével. Az egyes országok által kiosztott pontok a telefonos szavazás alapján alakultak ki, mely szerint az első tíz helyezett jutott tovább a döntőbe. A részt vevő országokon kívül három automatikusan döntős ország – az  Egyesült Királyság,  Franciaország és  Németország – és egy ország szavazatával megegyező mértékben a világ többi része is szavazott a második elődöntőben. Az automatikusan döntős országok előadói a produkciójukat is előadták az elődöntőben: az Egyesült Királyság Ausztria után és Görögország előtt, Franciaország Grúzia után és Dánia előtt, míg Németország Izrael után és Szerbia előtt mutatta be a dalát fellépési sorrendben.
A második elődöntő középpontjában az eurovíziós rajongók álltak. A vendégfellépők között volt a 2020-as és 2021-es Eurovíziós Dalfesztivál négy résztvevője, akik az elmaradt versenyre szánt dalukat mutatták be az eurovíziós színpadon: fellépett a svájci Gjon’s Tears a Répondez-moi, a litván The Roop az On Fire, az azeri Efendi a Cleopatra és a máltai Destiny az All of My Love című dallal. A műsor zárásaként az 1990-es Eurovíziós Dalfesztivál győztes dalát az Insieme: 1992 című dalt adta elő Sandra Studer, az elődöntő egyik műsorvezetője.
| #  | Ország       | Előadó           | Dal                    | Helyezés | Pontszám |
| -- | ------------ | ---------------- | ---------------------- | -------- | -------- |
| 01 | Ausztrália   | Go-Jo            | Milkshake Man          | 11.      | 41       |
| 02 | Montenegró   | Nina Žižić       | Dobrodošli             | 16.      | 12       |
| 03 | Írország     | Emmy             | Laika Party            | 13.      | 28       |
| 04 | Lettország   | Tautumeitas      | Bur man laimi          | 2.       | 130      |
| 05 | Örményország | Parg             | Survivor               | 10.      | 51       |
| 06 | Ausztria     | JJ               | Wasted Love            | 5.       | 104      |
| 07 | Görögország  | Klavdia          | Asteromáta             | 4.       | 112      |
| 08 | Litvánia     | Katarsis         | Tavo akys              | 6.       | 103      |
| 09 | Málta        | Miriana Conte    | Serving                | 9.       | 53       |
| 10 | Grúzia       | Mariam Shengelia | Freedom                | 15.      | 28       |
| 11 | Dánia        | Sissal           | Hallucination          | 8.       | 61       |
| 12 | Csehország   | Adonxs           | Kiss Kiss Goodbye      | 12.      | 29       |
| 13 | Luxemburg    | Laura Thorn      | La poupée monte le son | 7        | 62       |
| 14 | Izrael       | Yuval Raphael    | New Day Will Rise      | 1.       | 203      |
| 15 | Szerbia      | Princ            | Mila                   | 14.      | 28       |
| 16 | Finnország   | Erika Vikman     | Ich komme              | 3.       | 115      |

### Ponttáblázat
| Ország       | Össz. | Szavazók   | Szavazók   | Szavazók | Szavazók   | Szavazók     | Szavazók | Szavazók           | Szavazók    | Szavazók | Szavazók | Szavazók | Szavazók      | Szavazók | Szavazók   | Szavazók  | Szavazók | Szavazók    | Szavazók | Szavazók   | Szavazók            |
| Ország       | Össz. | Ausztrália | Montenegró | Írország | Lettország | Örményország | Ausztria | Egyesült Királyság | Görögország | Litvánia | Málta    | Grúzia   | Franciaország | Dánia    | Csehország | Luxemburg | Izrael   | Németország | Szerbia  | Finnország | A Világ többi része |
| ------------ | ----- | ---------- | ---------- | -------- | ---------- | ------------ | -------- | ------------------ | ----------- | -------- | -------- | -------- | ------------- | -------- | ---------- | --------- | -------- | ----------- | -------- | ---------- | ------------------- |
| Ausztrália   | 41    |            |            | 3        | 6          |              | 2        | 5                  |             | 6        | 5        | 1        |               | 3        | 1          |           |          | 2           |          | 5          | 2                   |
| Montenegró   | 12    |            |            |          |            |              |          |                    |             |          |          |          |               |          |            |           |          |             | 12       |            |                     |
| Írország     | 28    | 2          |            |          | 4          |              |          | 7                  |             | 2        | 6        |          |               | 2        |            | 2         |          |             |          | 2          | 1                   |
| Lettország   | 130   | 7          | 3          | 8        |            | 4            | 8        | 8                  | 3           | 12       | 3        | 7        | 6             | 8        | 10         | 7         | 4        | 8           | 4        | 10         | 10                  |
| Örményország | 51    |            |            |          | 1          |              |          |                    | 8           | 5        | 1        | 12       | 8             |          | 3          |           | 12       |             | 1        |            |                     |
| Ausztria     | 104   | 3          | 7          | 6        | 7          | 8            |          |                    | 10          | 8        | 7        | 6        | 1             | 7        | 6          | 4         | 6        | 5           | 6        | 7          |                     |
| Görögország  | 112   | 5          | 10         | 1        |            | 12           | 7        | 3                  |             |          | 8        | 5        | 7             | 4        | 4          | 10        | 8        | 10          | 10       | 1          | 7                   |
| Litvánia     | 103   | 1          | 5          | 10       | 12         | 1            |          | 10                 | 4           |          | 2        | 8        | 5             | 6        | 8          | 8         |          | 7           | 5        | 6          | 5                   |
| Málta        | 53    | 8          | 4          | 4        |            | 7            | 1        | 2                  | 6           |          |          | 2        |               | 1        | 2          | 3         | 5        |             | 2        | 3          | 3                   |
| Grúzia       | 28    |            |            |          | 3          | 10           |          |                    | 5           | 3        |          |          |               |          |            |           | 7        |             |          |            |                     |
| Dánia        | 61    | 6          | 2          | 5        | 2          | 3            | 3        | 6                  |             | 4        | 4        |          | 3             |          | 5          | 1         | 1        | 4           |          | 8          | 4                   |
| Csehország   | 29    |            |            | 3        |            | 5            | 5        |                    |             |          |          | 3        |               |          |            | 5         | 3        |             |          |            | 8                   |
| Luxemburg    | 62    | 4          | 1          | 2        | 5          |              | 6        | 1                  | 7           | 1        |          |          | 10            | 5        |            |           | 10       | 3           | 3        | 4          |                     |
| Izrael       | 203   | 12         | 8          | 12       | 10         | 2            | 12       | 12                 | 12          | 10       | 12       | 10       | 12            | 12       | 12         | 12        |          | 12          | 7        | 12         | 12                  |
| Szerbia      | 28    |            | 12         |          |            |              | 10       |                    | 1           |          |          |          | 4             |          |            |           |          | 1           |          |            |                     |
| Finnország   | 115   | 10         | 6          | 7        | 8          | 6            | 4        | 4                  | 2           | 7        | 10       | 4        | 2             | 10       | 7          | 6         | 2        | 6           | 8        |            | 6                   |

## Döntő

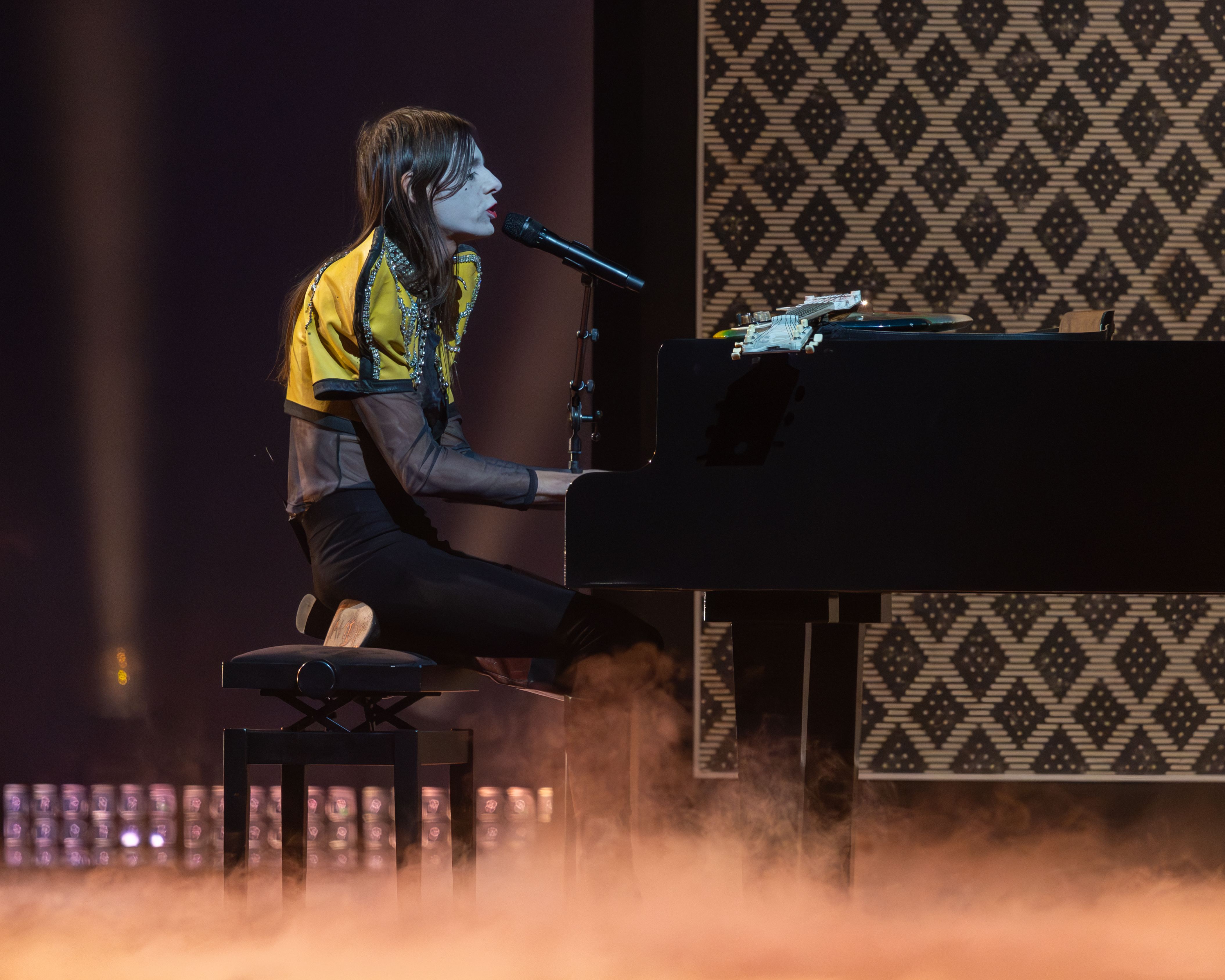
Lucio Corsi

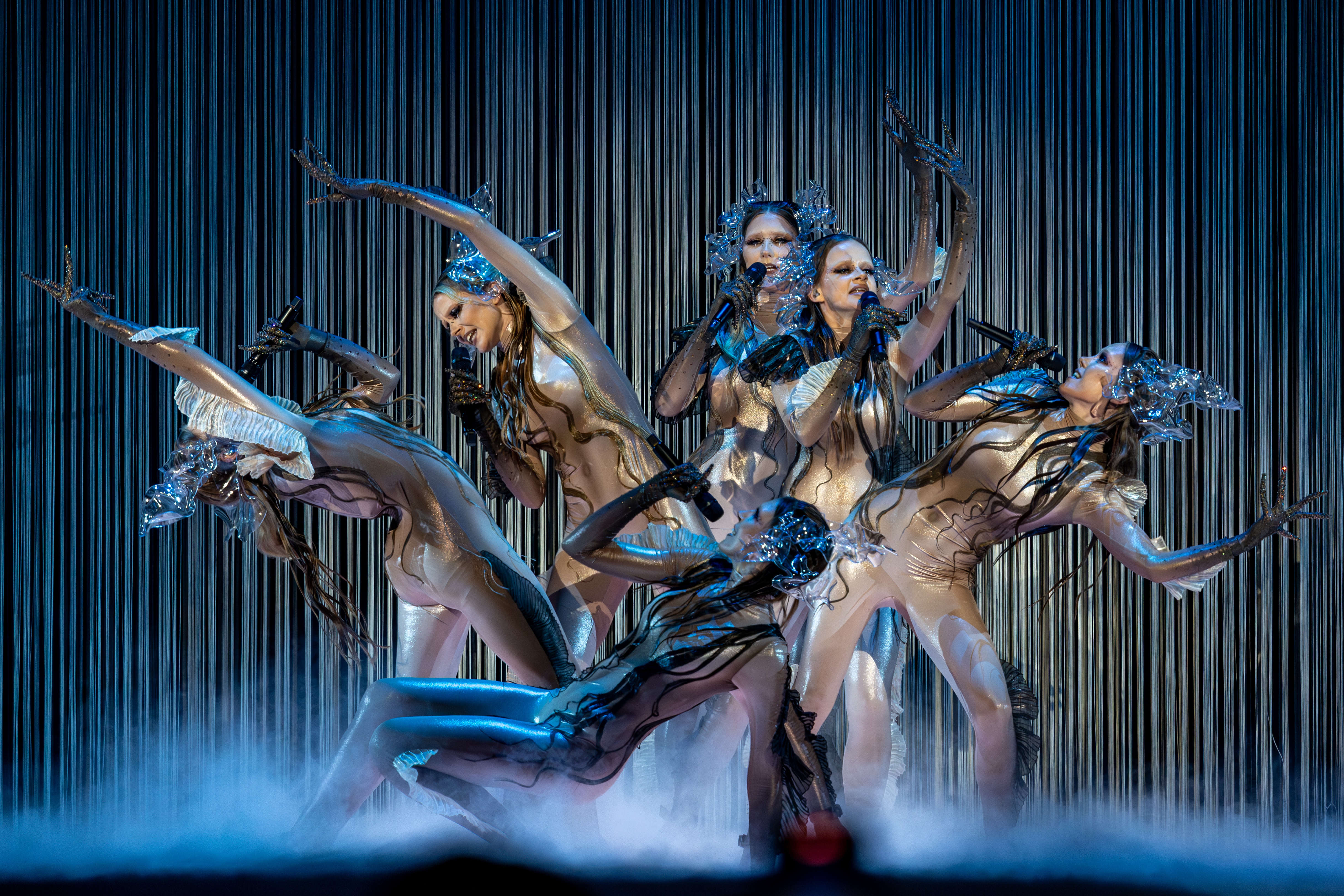
Tautumeitas

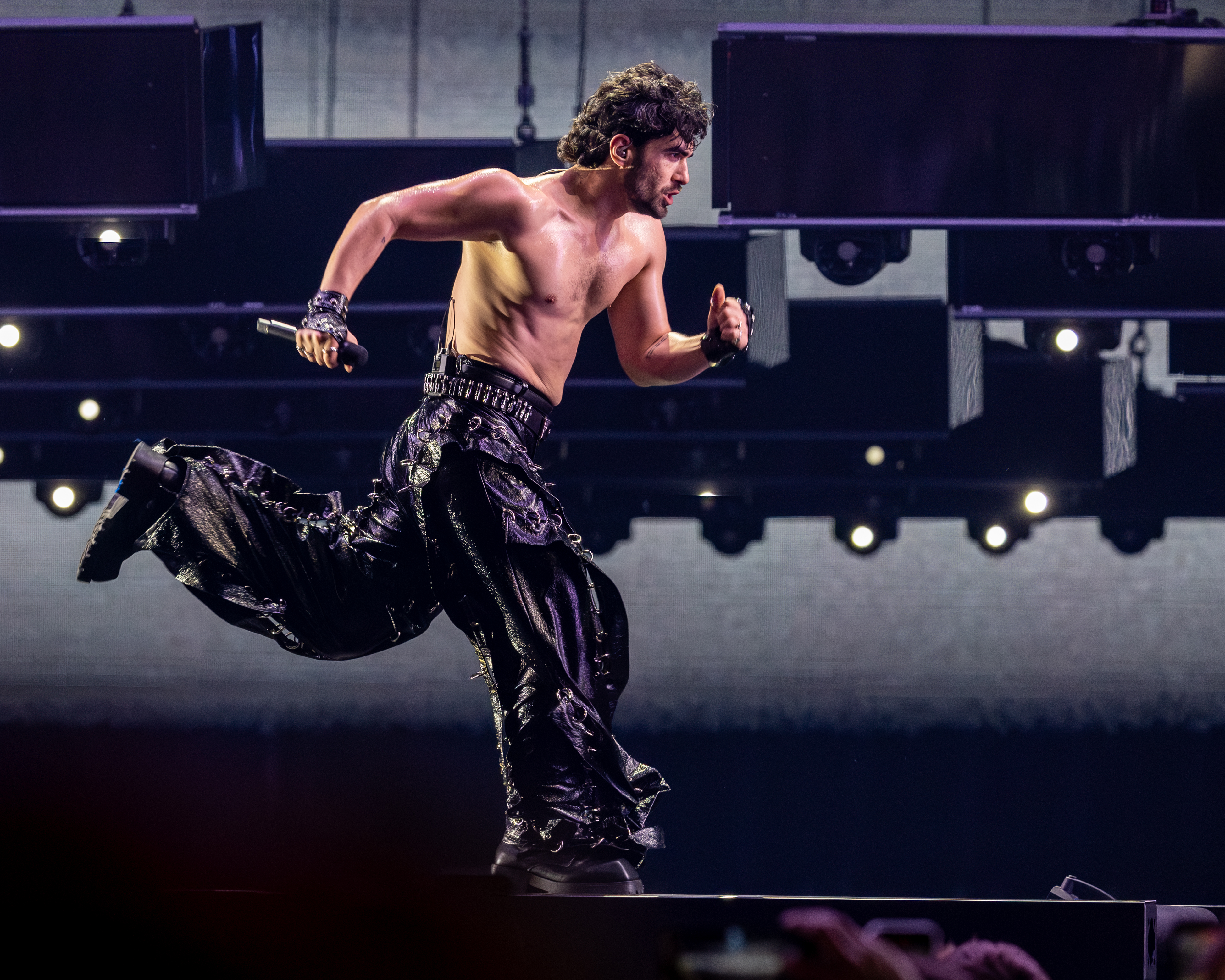
Parg

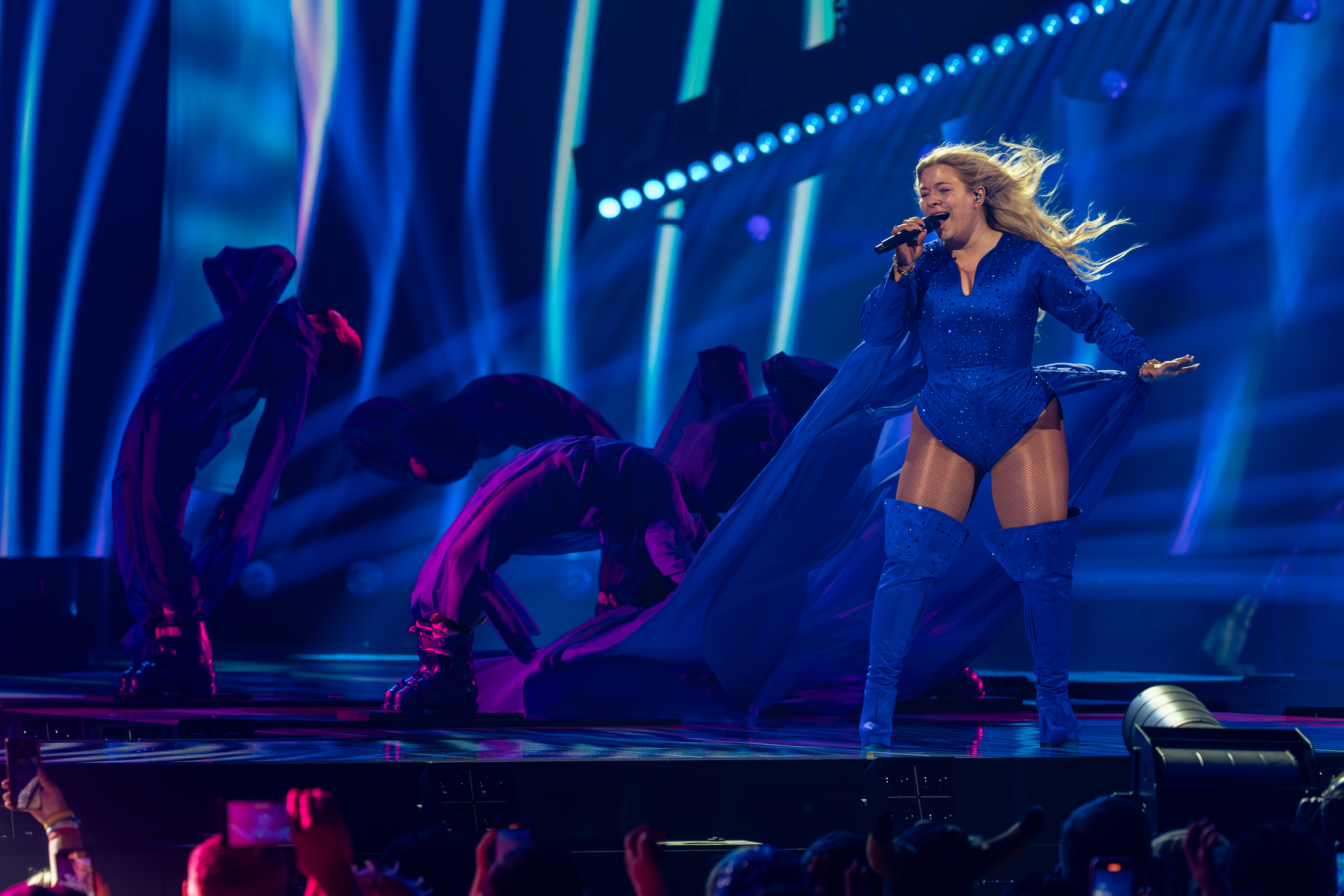
Sissal

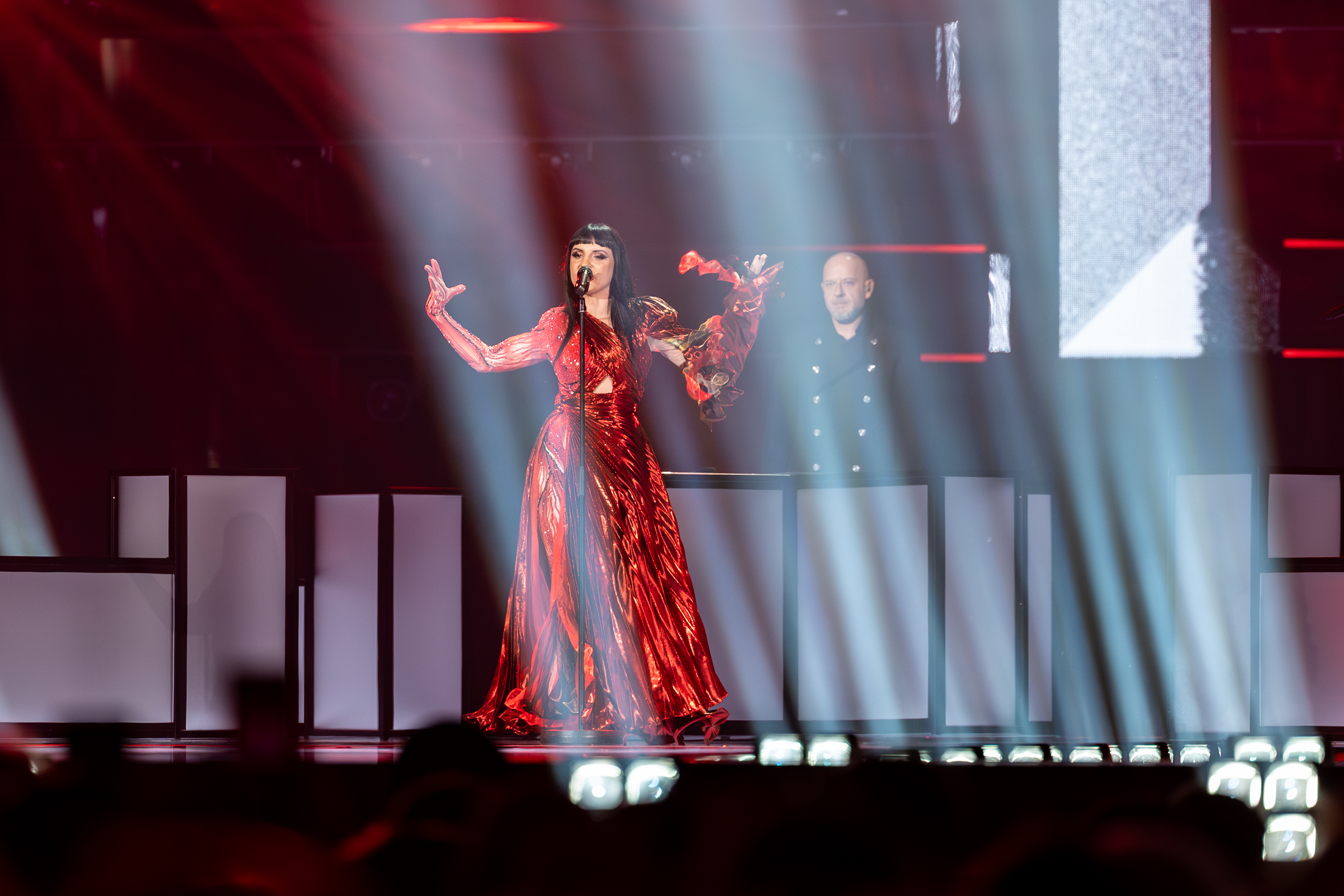
Shkodra Elektronike

A döntőt 2025. május 17-én rendezték meg huszonhat ország részvételével.
A döntő középpontjában az eurovíziós győztesek álltak, a mottóval: Ünnepeljünk egy új győztest. A vendégfellépők között szerepelt Nemo, a 2024-es Eurovíziós Dalfesztivál győztese, aki a zászlós bevonulás alatt az előző évi győztes dalát, a The Code-ot adta elő, majd később bemutatta új kislemezét, az Unexplainablet. Mellette fellépett még Peter Reber, aki a Peter, Sue & Marc formáció 1981-es versenydalát, az Io senza tet, Paola del Medico, aki 1980-as versenydalát, a Cinéma-t, Luca Hänni, aki a 2019-es versenydalát, a She Got Me-t, valamint Gjon’s Tears, aki 2021-es versenydalát, a Tout l’univers-t adta elő. A 2023-as és 2024-es dalfesztivál második helyezettjei, a finn Käärijä és a horvát Baby Lasagna is felléptek, akik előbb saját eurovíziós dalaikból adtak elő egy részletet, majd a #eurodab című közös dalukat mutatták be.
A mezőnyt a következő országok alkották:
- Az első elődöntő első tíz helyezettje:  Norvégia,  Albánia,  Svédország,  Izland,  Hollandia,  Lengyelország,  San Marino,  Észtország,  Portugália,  Ukrajna
- A második elődöntő első tíz helyezettje:  Litvánia,  Izrael,  Örményország,  Dánia,  Ausztria,  Luxemburg,  Finnország,  Lettország,  Málta,  Görögország
- A 2024-es Eurovíziós Dalfesztivál győztese:  Svájc
- Az automatikusan döntős „Öt Nagy” ország:  Egyesült Királyság,  Franciaország,  Németország,  Olaszország,  Spanyolország

| #  | Ország             | Előadó              | Dal                          | Helyezés | Pontszám |
| -- | ------------------ | ------------------- | ---------------------------- | -------- | -------- |
| 01 | Norvégia           | Kyle Alessandro     | Lighter                      | 18.      | 89       |
| 02 | Luxemburg          | Laura Thorn         | La poupée monte le son       | 22.      | 47       |
| 03 | Észtország         | Tommy Cash          | Espresso macchiato           | 3.       | 356      |
| 04 | Izrael             | Yuval Raphael       | New Day Will Rise            | 2.       | 357      |
| 05 | Litvánia           | Katarsis            | Tavo akys                    | 16.      | 96       |
| 06 | Spanyolország      | Melody              | Esa diva                     | 24.      | 37       |
| 07 | Ukrajna            | Ziferblat           | Bird of Pray                 | 9.       | 218      |
| 08 | Egyesült Királyság | Remember Monday     | What the Hell Just Happened? | 19.      | 88       |
| 09 | Ausztria           | JJ                  | Wasted Love                  | 1.       | 436      |
| 10 | Izland             | Væb                 | Róa                          | 25.      | 33       |
| 11 | Lettország         | Tautumeitas         | Bur man laimi                | 13.      | 158      |
| 12 | Hollandia          | Claude              | C’est la vie                 | 12.      | 175      |
| 13 | Finnország         | Erika Vikman        | Ich komme                    | 11.      | 196      |
| 14 | Olaszország        | Lucio Corsi         | Volevo essere un duro        | 5.       | 256      |
| 15 | Lengyelország      | Justyna Steczkowska | Gaja                         | 14.      | 156      |
| 16 | Németország        | Abor & Tynna        | Baller                       | 15.      | 151      |
| 17 | Görögország        | Klavdia             | Asteromáta                   | 6.       | 231      |
| 18 | Örményország       | Parg                | Survivor                     | 20.      | 72       |
| 19 | Svájc              | Zoë Më              | Voyage                       | 10.      | 214      |
| 20 | Málta              | Miriana Conte       | Serving                      | 17.      | 91       |
| 21 | Portugália         | Napa                | Deslocado                    | 21.      | 50       |
| 22 | Dánia              | Sissal              | Hallucination                | 23.      | 47       |
| 23 | Svédország         | KAJ                 | Bara bada bastu              | 4.       | 321      |
| 24 | Franciaország      | Louane              | Maman                        | 7.       | 230      |
| 25 | San Marino         | Gabry Ponte         | Tutta l’Italia               | 26.      | 27       |
| 26 | Albánia            | Shkodra Elektronike | Zjerm                        | 8.       | 218      |

### Pontbejelentők
A pontbejelentők között ezúttal is voltak korábbi versenyzők: az azeri Safura (2010), az ausztrál Silia Kapsis (2024, Ciprus színeiben), az észt Kristjan Jakobson (a 5miinust tagjaként, 2024), a grúz Nutsa Buzaladze (2024), az izlandi Hera Björk (2010, 2024), az izraeli Eden Golan (2024), az ír Nicky Byrne (2016), a lett Dons (2024), a litván Silvester Belt (2024), a német Michael Schulte (2018), a norvég Tom Hugo (a KEiiNO tagjaként, 2019), a portugál Iolanda (2024), a San Marinó-i Senhit (2011, 2021), a spanyol Chanel (2022) és az ukrán Jerry Heil (2024).
| 1. Svédország – Keyyo 2. Azerbajdzsán – Safura 3. Málta – Ingrid Sammut 4. Hollandia – Chantal Janzen 5. Szlovénia – Lorella Flego 6. Örményország – Lusine Tovmasyan 7. Luxemburg – Fabienne Zwally 8. San Marino – Senhit 9. Ukrajna – Jerry Heil 10. Norvégia – Tom Hugo 11. Ausztria – Philipp Hansa 12. Franciaország – Émilie Mazoyer 13. Olaszország – Topo Gigio | 1. Portugália – Iolanda 2. Dánia – Sara Bro 3. Horvátország – Doris Pinčić 4. Lettország – Dons 5. Írország – Nicky Byrne 6. Lengyelország – Aleksandra Budka 7. Montenegró – Marko Vukčević 8. Görögország – Jenny Theona 9. Szerbia – Dragana Kosjerina 10. Csehország – Radka Rosická 11. Egyesült Királyság – Sophie Ellis-Bextor 12. Spanyolország – Chanel 13. Finnország – Jasmin Beloued | 1. Ausztrália – Silia Kapsis 2. Németország – Michael Schulte 3. Belgium – Manu Van Acker 4. Izrael – Eden Golan 5. Albánia – Andri Xhahu 6. Litvánia – Silvester Belt 7. Izland – Hera Björk 8. Grúzia – Nutsa Buzaladze 9. Ciprus – Loukas Hamatsos 10. Észtország – Kristjan Jakobson 11. Svájc – Sven Epiney és Mélanie Freymond |

### Ponttáblázat

#### Zsűri szavazás
| Ország             | Össz. | Szavazók   | Szavazók     | Szavazók | Szavazók  | Szavazók  | Szavazók     | Szavazók  | Szavazók   | Szavazók | Szavazók | Szavazók | Szavazók      | Szavazók    | Szavazók   | Szavazók | Szavazók     | Szavazók   | Szavazók | Szavazók      | Szavazók   | Szavazók    | Szavazók | Szavazók   | Szavazók           | Szavazók      | Szavazók   | Szavazók   | Szavazók    | Szavazók | Szavazók | Szavazók | Szavazók | Szavazók | Szavazók | Szavazók | Szavazók   | Szavazók |
| Ország             | Össz. | Svédország | Azerbajdzsán | Málta    | Hollandia | Szlovénia | Örményország | Luxemburg | San Marino | Ukrajna  | Norvégia | Ausztria | Franciaország | Olaszország | Portugália | Dánia    | Horvátország | Lettország | Írország | Lengyelország | Montenegró | Görögország | Szerbia  | Csehország | Egyesült Királyság | Spanyolország | Finnország | Ausztrália | Németország | Belgium  | Izrael   | Albánia  | Litvánia | Izland   | Grúzia   | Ciprus   | Észtország | Svájc    |
| ------------------ | ----- | ---------- | ------------ | -------- | --------- | --------- | ------------ | --------- | ---------- | -------- | -------- | -------- | ------------- | ----------- | ---------- | -------- | ------------ | ---------- | -------- | ------------- | ---------- | ----------- | -------- | ---------- | ------------------ | ------------- | ---------- | ---------- | ----------- | -------- | -------- | -------- | -------- | -------- | -------- | -------- | ---------- | -------- |
| Norvégia           | 22    | 4          |              |          |           | 2         |              |           |            |          |          |          |               |             |            |          | 1            |            | 6        | 2             |            |             |          | 6          |                    |               |            |            | 1           |          |          |          |          |          |          |          |            |          |
| Luxemburg          | 23    |            |              |          | 6         |           |              |           |            | 3        |          | 1        |               |             |            |          |              | 3          |          |               | 4          |             |          |            | 4                  |               |            |            |             |          | 2        |          |          |          |          |          |            |          |
| Észtország         | 98    |            | 7            | 3        |           | 7         | 2            | 3         | 7          | 5        | 4        | 3        |               | 10          | 3          |          | 5            | 1          |          |               |            |             | 3        |            | 3                  |               | 4          | 3          |             | 10       |          |          | 7        | 3        |          |          |            | 5        |
| Izrael             | 60    |            | 12           |          | 5         |           |              | 1         |            | 2        |          |          | 7             |             |            | 3        | 6            |            | 7        |               |            | 1           |          |            |                    |               | 2          |            | 3           |          |          | 5        |          |          | 1        | 5        |            |          |
| Litvánia           | 34    |            |              |          | 4         |           |              |           | 3          |          |          |          |               |             |            |          |              | 7          |          | 6             | 3          |             |          | 5          | 6                  |               |            |            |             |          |          |          |          |          |          |          |            |          |
| Spanyolország      | 27    | 2          | 5            | 5        |           |           |              |           |            |          |          |          | 5             |             |            |          |              |            |          |               |            |             |          |            |                    |               |            |            |             |          |          | 10       |          |          |          |          |            |          |
| Ukrajna            | 60    | 5          | 8            |          |           | 5         | 4            |           | 4          |          | 1        |          |               | 2           | 8          | 2        | 2            |            |          |               |            |             | 4        |            |                    | 2             |            |            |             |          | 4        |          | 2        |          | 6        |          |            | 1        |
| Egyesült Királyság | 88    |            |              |          |           |           |              | 6         | 2          | 10       | 7        | 7        |               | 12          | 2          | 4        |              |            | 2        | 1             |            |             |          | 10         |                    | 6             | 5          |            |             |          |          |          |          | 5        |          |          | 5          | 4        |
| Ausztria           | 258   | 12         |              | 7        | 12        | 10        | 8            | 10        |            | 1        | 12       |          | 4             |             | 6          | 5        | 10           | 12         | 12       | 7             | 8          | 10          | 8        |            | 8                  | 7             | 12         | 7          | 12          | 12       | 6        | 7        | 4        | 8        |          | 7        | 7          | 7        |
| Izland             | 0     |            |              |          |           |           |              |           |            |          |          |          |               |             |            |          |              |            |          |               |            |             |          |            |                    |               |            |            |             |          |          |          |          |          |          |          |            |          |
| Lettország         | 116   |            |              |          | 3         |           | 1            | 2         | 8          | 6        | 6        | 4        |               |             | 7          | 12       | 7            |            |          |               |            |             | 1        |            | 12                 |               |            | 10         |             | 7        | 7        |          | 12       |          | 8        |          | 3          |          |
| Hollandia          | 133   | 8          | 3            |          |           | 4         | 3            | 7         |            |          | 5        | 2        | 3             |             | 5          |          |              |            | 10       | 10            | 2          | 8           |          | 7          |                    | 10            |            |            |             | 3        |          | 3        | 8        | 10       | 7        | 8        | 1          | 6        |
| Finnország         | 88    | 6          |              | 6        |           |           | 10           |           |            |          | 8        | 12       |               | 1           |            | 6        |              | 10         | 4        |               |            |             |          |            | 5                  |               |            | 2          |             | 4        |          |          |          | 1        |          |          | 10         | 3        |
| Olaszország        | 159   |            | 10           | 4        |           | 12        |              |           | 12         | 8        |          |          | 6             |             | 12         | 8        | 12           |            |          | 8             |            | 4           |          | 3          |                    | 4             |            |            | 5           | 5        | 3        |          | 10       | 2        | 12       | 3        | 4          | 12       |
| Lengyelország      | 17    |            | 4            |          |           |           |              |           |            |          |          |          | 1             |             |            |          |              |            |          |               |            |             |          |            |                    |               |            | 5          | 2           | 2        | 1        |          |          |          |          |          | 2          |          |
| Németország        | 77    |            | 2            |          |           |           |              | 4         |            | 12       |          |          |               | 8           |            |          |              | 2          |          |               |            | 5           | 10       | 12         |                    | 3             | 1          |            |             | 1        | 10       |          | 5        |          | 2        |          |            |          |
| Görögország        | 105   |            |              | 10       |           |           |              |           |            |          |          |          | 8             |             | 1          |          | 4            |            | 3        | 4             | 12         |             | 6        |            | 1                  |               | 3          | 12         | 6           |          | 12       | 6        |          |          | 5        | 12       |            |          |
| Örményország       | 42    |            |              | 12       |           |           |              |           |            |          |          |          | 10            |             |            | 1        |              | 4          | 1        |               | 1          | 3           | 2        |            |                    |               |            |            |             |          | 5        |          |          |          | 3        |          |            |          |
| Svájc              | 214   | 10         | 1            | 2        | 10        | 8         | 7            | 8         | 10         | 7        | 3        |          | 2             | 4           | 10         | 10       | 8            | 8          |          | 12            | 7          | 6           | 7        |            |                    | 12            | 6          | 1          | 7           | 8        |          | 8        | 3        | 7        | 4        | 6        | 12         |          |
| Málta              | 83    | 1          |              |          |           |           | 5            |           | 1          |          |          | 10       |               | 5           |            |          |              | 5          | 6        |               | 5          |             |          | 2          | 7                  | 5             | 7          | 8          | 8           |          | 8        |          |          |          |          |          |            |          |
| Portugália         | 37    |            | 6            |          | 7         | 1         |              |           | 6          | 4        |          |          |               |             |            |          |              |            |          |               |            |             |          | 4          |                    |               |            |            |             |          |          | 1        | 6        |          |          |          |            | 2        |
| Dánia              | 45    |            |              |          |           |           |              |           |            |          |          | 8        |               | 7           |            |          |              |            |          |               |            |             | 5        | 1          | 10                 |               |            | 4          |             |          |          |          |          |          | 10       |          |            |          |
| Svédország         | 126   |            |              | 1        | 8         | 6         | 6            | 5         |            |          | 10       | 5        |               |             |            | 7        | 3            |            | 5        |               |            | 7           |          |            |                    |               | 10         | 6          | 4           | 6        |          | 4        | 1        | 12       |          | 2        | 8          | 10       |
| Franciaország      | 180   | 7          |              | 8        | 2         | 3         | 12           | 12        | 5          |          | 2        | 6        |               |             |            |          |              | 6          | 8        | 3             | 6          | 12          | 12       | 8          | 2                  | 8             | 8          |            | 10          |          |          | 12       |          | 4        |          | 10       | 6          | 8        |
| San Marino         | 9     |            |              |          |           |           |              |           |            |          |          |          |               | 6           |            |          |              |            |          |               |            |             |          |            |                    |               |            |            |             |          |          | 2        |          |          |          | 1        |            |          |
| Albánia            | 45    | 3          |              |          | 1         |           |              |           |            |          |          |          | 12            | 3           | 4          |          |              |            |          | 5             | 10         | 2           |          |            |                    | 1             |            |            |             |          |          |          |          |          |          | 4        |            |          |

#### Nézői szavazás
| Ország             | Össz. | Szavazók   | Szavazók     | Szavazók | Szavazók  | Szavazók  | Szavazók     | Szavazók  | Szavazók   | Szavazók | Szavazók | Szavazók | Szavazók      | Szavazók    | Szavazók   | Szavazók | Szavazók     | Szavazók   | Szavazók | Szavazók      | Szavazók   | Szavazók    | Szavazók | Szavazók   | Szavazók           | Szavazók      | Szavazók   | Szavazók   | Szavazók    | Szavazók | Szavazók | Szavazók | Szavazók | Szavazók | Szavazók | Szavazók | Szavazók   | Szavazók | Szavazók            |
| Ország             | Össz. | Svédország | Azerbajdzsán | Málta    | Hollandia | Szlovénia | Örményország | Luxemburg | San Marino | Ukrajna  | Norvégia | Ausztria | Franciaország | Olaszország | Portugália | Dánia    | Horvátország | Lettország | Írország | Lengyelország | Montenegró | Görögország | Szerbia  | Csehország | Egyesült Királyság | Spanyolország | Finnország | Ausztrália | Németország | Belgium  | Izrael   | Albánia  | Litvánia | Izland   | Grúzia   | Ciprus   | Észtország | Svájc    | A Világ többi része |
| ------------------ | ----- | ---------- | ------------ | -------- | --------- | --------- | ------------ | --------- | ---------- | -------- | -------- | -------- | ------------- | ----------- | ---------- | -------- | ------------ | ---------- | -------- | ------------- | ---------- | ----------- | -------- | ---------- | ------------------ | ------------- | ---------- | ---------- | ----------- | -------- | -------- | -------- | -------- | -------- | -------- | -------- | ---------- | -------- | ------------------- |
| Norvégia           | 67    |            | 6            | 6        |           | 2         | 4            |           |            | 10       |          |          |               | 1           |            |          | 4            | 1          |          | 3             |            | 4           | 3        | 2          |                    | 2             |            |            |             |          |          |          | 2        | 8        | 4        | 5        |            |          |                     |
| Luxemburg          | 24    |            |              |          |           | 4         |              |           |            |          |          |          | 1             |             |            |          |              |            |          |               | 8          |             |          |            |                    |               |            |            |             |          | 3        | 8        |          |          |          |          |            |          |                     |
| Észtország         | 258   | 8          | 8            | 12       | 8         | 7         | 12           | 5         | 7          | 2        | 7        | 8        |               | 7           | 1          | 6        | 12           | 12         | 6        | 10            | 10         | 8           | 12       | 6          | 6                  | 7             | 8          | 6          | 4           | 2        | 10       | 5        | 10       | 7        | 8        | 7        |            | 2        | 2                   |
| Izrael             | 297   | 12         | 12           | 5        | 12        | 6         |              | 12        | 10         | 1        | 10       | 7        | 12            | 8           | 12         | 8        |              | 7          | 10       |               | 7          | 7           | 2        | 10         | 12                 | 12            | 10         | 12         | 12          | 12       |          | 7        | 3        | 4        | 7        | 10       | 2          | 12       | 12                  |
| Litvánia           | 62    |            |              |          |           |           |              | 4         |            | 12       | 4        |          |               |             |            | 2        |              | 10         | 8        | 6             |            |             |          |            | 8                  |               | 1          |            |             |          |          |          |          |          | 6        |          | 1          |          |                     |
| Spanyolország      | 10    |            |              |          |           |           |              |           |            |          |          |          |               |             | 6          |          |              |            | 1        |               |            |             |          |            |                    |               |            |            |             |          |          |          |          |          |          |          |            |          | 3                   |
| Ukrajna            | 158   | 4          | 4            |          | 4         | 3         |              |           | 4          |          | 2        |          | 6             | 6           | 10         | 4        | 2            | 6          | 7        | 12            | 6          |             |          | 12         |                    | 10            | 2          |            | 3           |          | 12       |          | 7        |          | 10       | 8        | 6          |          | 8                   |
| Egyesült Királyság | 0     |            |              |          |           |           |              |           |            |          |          |          |               |             |            |          |              |            |          |               |            |             |          |            |                    |               |            |            |             |          |          |          |          |          |          |          |            |          |                     |
| Ausztria           | 178   |            | 10           | 10       | 3         | 10        | 7            |           | 5          | 6        | 1        |          | 2             | 4           | 7          | 3        | 5            | 4          | 4        | 7             | 3          | 10          | 10       | 4          |                    | 4             | 7          | 3          | 6           | 3        | 8        | 6        | 5        | 3        | 5        | 6        |            | 6        | 1                   |
| Izland             | 33    | 5          |              |          |           | 1         |              |           |            |          | 3        | 1        |               |             |            | 10       | 1            |            |          |               |            |             |          |            |                    |               | 6          |            | 1           |          |          |          |          |          |          |          | 5          |          |                     |
| Lettország         | 42    |            |              |          |           |           |              | 1         |            | 8        |          |          |               |             |            |          |              |            | 3        | 2             |            |             |          |            | 3                  |               | 3          | 2          |             |          |          |          | 12       |          |          |          | 8          |          |                     |
| Hollandia          | 42    | 2          |              |          |           |           | 2            |           | 2          |          | 5        | 3        |               |             | 3          |          |              |            |          |               |            | 6           |          |            |                    |               |            |            |             | 5        |          | 1        | 1        | 6        |          | 1        | 4          | 1        |                     |
| Finnország         | 108   | 10         | 5            | 7        | 6         |           | 1            |           |            |          | 6        | 2        |               |             |            | 5        | 7            | 3          | 5        | 1             |            |             | 6        | 3          | 4                  | 6             |            | 10         |             |          | 1        |          |          | 5        |          |          | 10         |          | 5                   |
| Olaszország        | 97    | 1          |              | 8        | 2         | 12        |              |           | 3          | 7        |          | 10       | 3             |             | 8          |          | 6            | 2          |          |               | 1          |             |          |            |                    |               |            |            | 2           | 1        |          | 10       | 6        |          |          |          | 7          | 8        |                     |
| Lengyelország      | 139   | 6          |              | 2        | 10        |           |              | 3         | 6          | 3        | 8        | 5        | 7             | 3           |            | 7        |              |            | 12       |               |            |             |          | 8          | 10                 | 8             |            | 1          | 7           | 10       |          |          |          | 12       |          | 4        |            | 3        | 4                   |
| Németország        | 74    |            |              |          | 1         |           | 5            |           |            | 5        |          | 12       |               |             |            | 1        | 3            | 5          |          | 5             |            | 3           | 5        | 1          |                    |               | 5          |            |             |          | 5        | 4        | 8        | 1        | 2        |          | 3          |          |                     |
| Görögország        | 126   | 3          |              |          | 5         |           | 8            | 10        | 12         |          |          |          | 4             | 2           |            |          |              |            |          |               | 4          |             | 8        |            | 2                  |               |            | 7          | 10          | 6        | 7        | 12       |          |          |          | 12       |            | 7        | 7                   |
| Örményország       | 30    |            |              |          |           |           |              |           |            |          |          |          | 8             |             |            |          |              |            |          |               |            | 2           |          |            |                    |               |            |            |             |          | 6        |          |          |          | 12       | 2        |            |          |                     |
| Svájc              | 0     |            |              |          |           |           |              |           |            |          |          |          |               |             |            |          |              |            |          |               |            |             |          |            |                    |               |            |            |             |          |          |          |          |          |          |          |            |          |                     |
| Málta              | 8     |            | 1            |          |           |           |              |           |            |          |          |          |               |             |            |          |              |            |          |               |            |             | 1        |            | 1                  |               |            | 5          |             |          |          |          |          |          |          |          |            |          |                     |
| Portugália         | 13    |            |              |          |           |           |              | 8         |            |          |          |          | 5             |             |            |          |              |            |          |               |            |             |          |            |                    |               |            |            |             |          |          |          |          |          |          |          |            |          |                     |
| Dánia              | 2     |            |              |          |           |           |              |           |            |          |          |          |               |             |            |          |              |            |          |               |            |             |          |            |                    |               |            |            |             |          |          |          |          | 2        |          |          |            |          |                     |
| Svédország         | 195   |            | 3            | 1        | 7         | 5         | 6            | 2         | 1          | 4        | 12       | 4        |               | 5           | 4          | 12       | 8            | 8          | 2        | 8             | 5          | 1           | 7        | 7          | 7                  | 5             | 12         | 8          | 5           | 4        | 2        | 2        | 4        | 10       | 1        |          | 12         | 5        | 6                   |
| Franciaország      | 50    |            | 2            |          |           |           | 10           | 6         |            |          |          |          |               |             | 5          |          |              |            |          |               | 2          | 5           |          |            |                    | 1             |            |            |             | 8        | 4        |          |          |          |          | 3        |            | 4        |                     |
| San Marino         | 18    |            |              | 3        |           |           |              |           |            |          |          |          |               | 12          |            |          |              |            |          |               |            |             |          |            |                    |               |            |            |             |          |          | 3        |          |          |          |          |            |          |                     |
| Albánia            | 173   | 7          | 7            | 4        |           | 8         | 3            | 7         | 8          |          |          | 6        | 10            | 10          | 2          |          | 10           |            |          | 4             | 12         | 12          | 4        | 5          | 5                  | 3             | 4          | 4          | 8           | 7        |          |          |          |          | 3        |          |            | 10       | 10                  |

### Zsűri és nézői szavazás külön

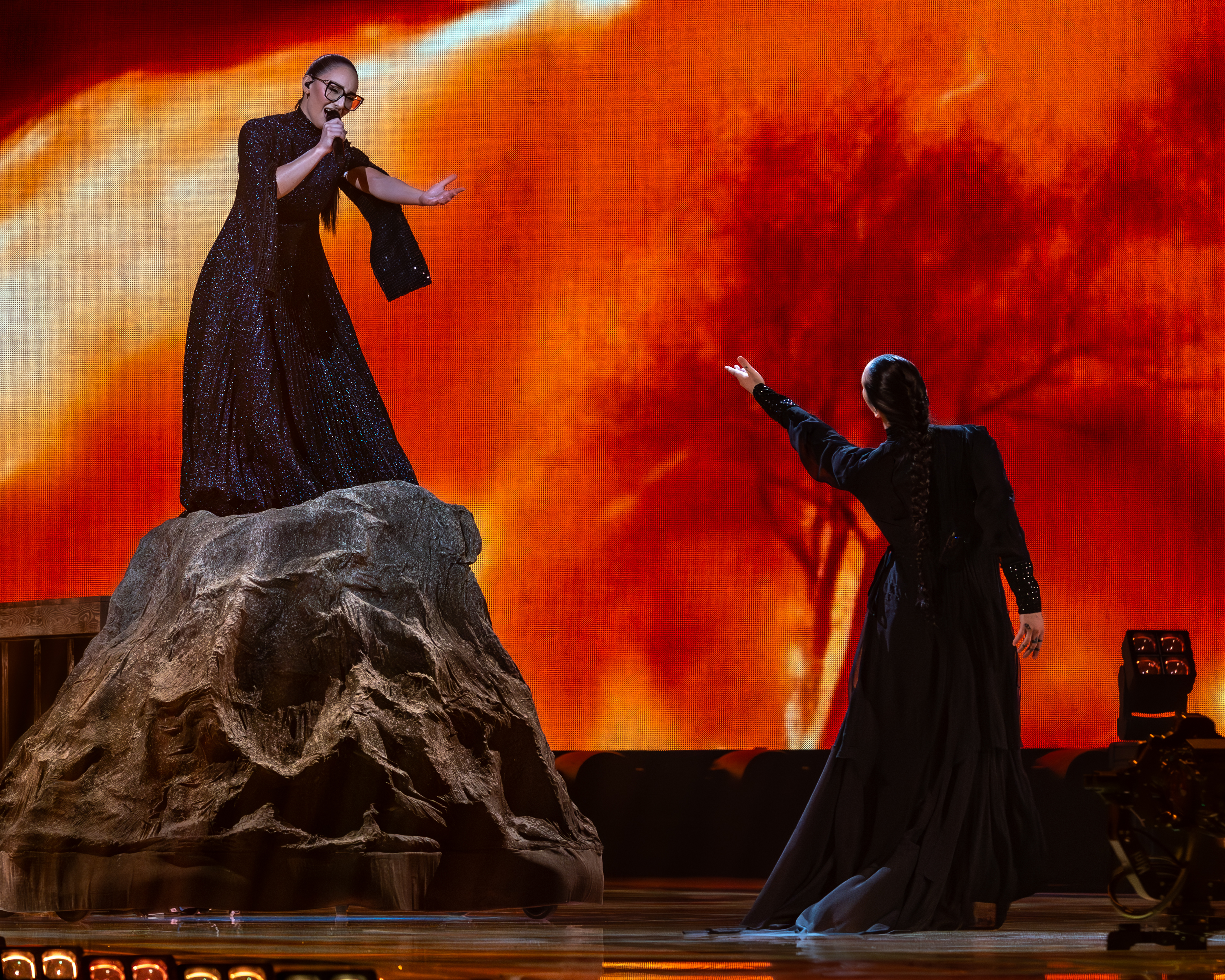
Klavdia

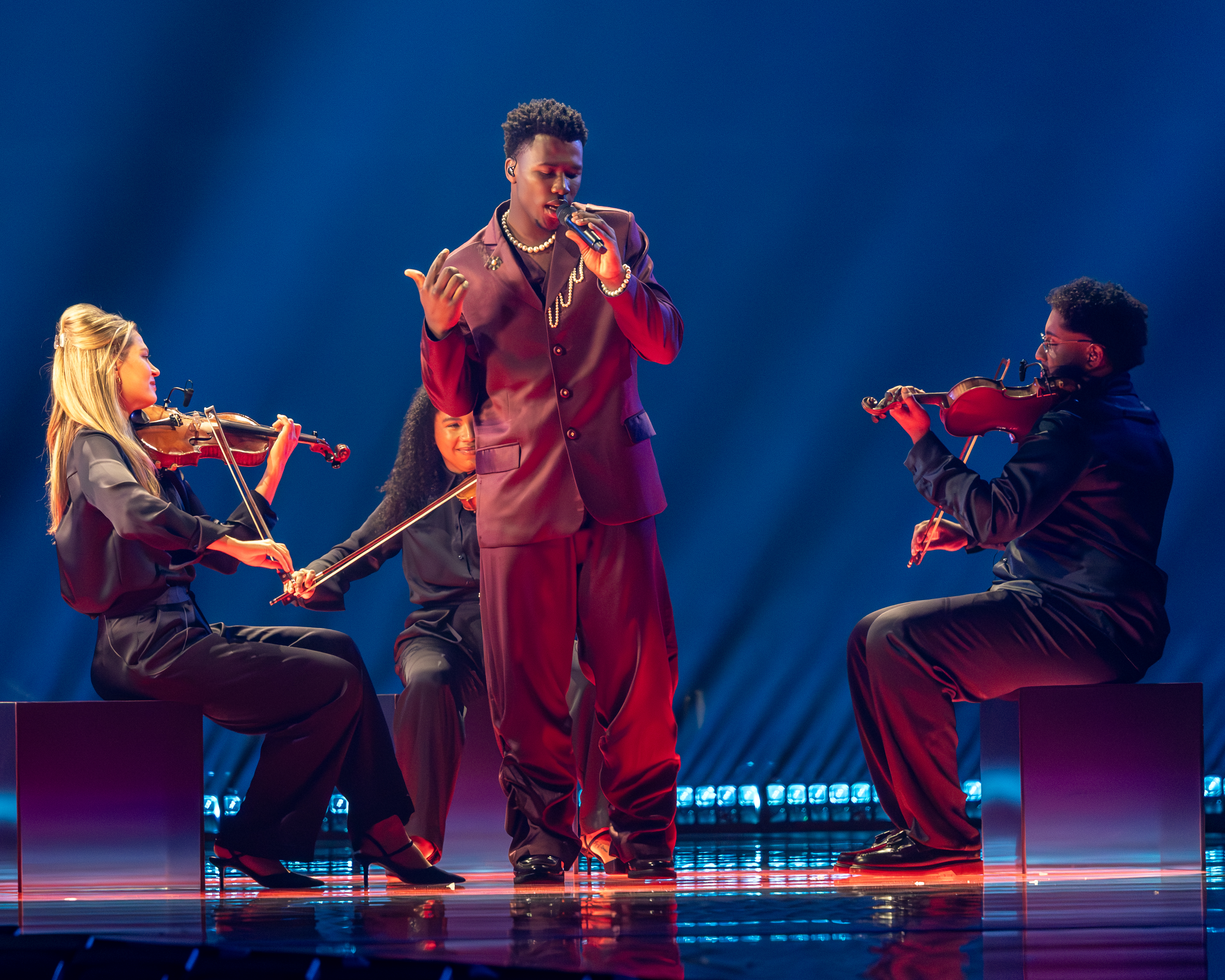
Claude

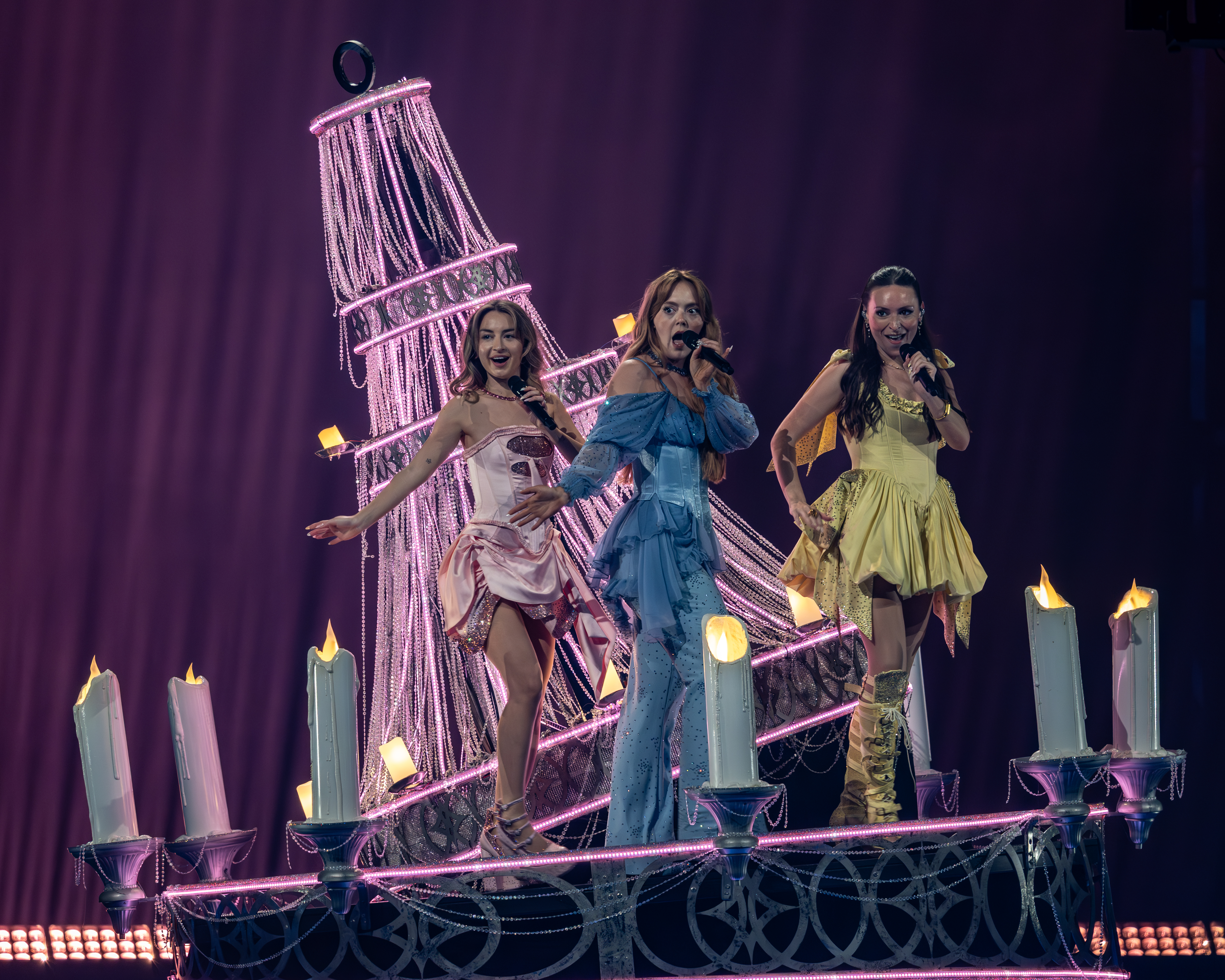
Remember Monday

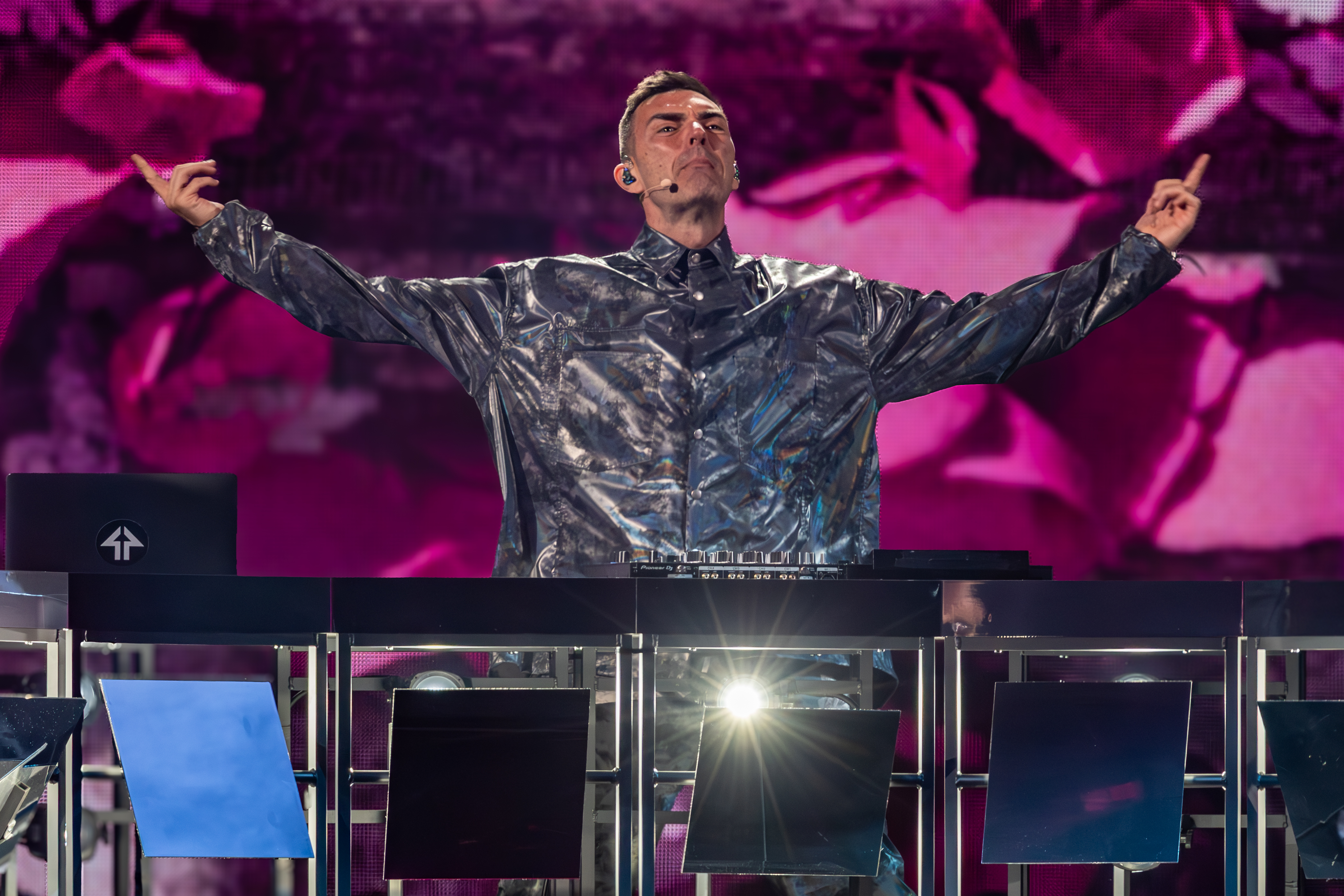
Gabry Ponte

| Helyezés | Zsűri szavazás     | Zsűri szavazás | Nézői szavazás     | Nézői szavazás |
| Helyezés | Ország             | Pontszám       | Ország             | Pontszám       |
| -------- | ------------------ | -------------- | ------------------ | -------------- |
| 1.       | Ausztria           | 258            | Izrael             | 297            |
| 2.       | Svájc              | 214            | Észtország         | 258            |
| 3.       | Franciaország      | 180            | Svédország         | 195            |
| 4.       | Olaszország        | 159            | Ausztria           | 178            |
| 5.       | Hollandia          | 133            | Albánia            | 173            |
| 6.       | Svédország         | 126            | Ukrajna            | 158            |
| 7.       | Lettország         | 116            | Lengyelország      | 139            |
| 8.       | Görögország        | 105            | Görögország        | 126            |
| 9.       | Észtország         | 98             | Finnország         | 108            |
| 10.      | Finnország         | 88             | Olaszország        | 97             |
| 11.      | Egyesült Királyság | 88             | Németország        | 74             |
| 12.      | Málta              | 83             | Norvégia           | 67             |
| 13.      | Németország        | 77             | Litvánia           | 62             |
| 14.      | Izrael             | 60             | Franciaország      | 50             |
| 15.      | Ukrajna            | 60             | Hollandia          | 42             |
| 16.      | Albánia            | 45             | Lettország         | 42             |
| 17.      | Dánia              | 45             | Izland             | 33             |
| 18.      | Örményország       | 42             | Örményország       | 30             |
| 19.      | Portugália         | 37             | Luxemburg          | 24             |
| 20.      | Litvánia           | 34             | San Marino         | 18             |
| 21.      | Spanyolország      | 27             | Portugália         | 13             |
| 22.      | Luxemburg          | 23             | Spanyolország      | 10             |
| 23.      | Norvégia           | 22             | Málta              | 8              |
| 24.      | Lengyelország      | 17             | Dánia              | 2              |
| 25.      | San Marino         | 9              | Egyesült Királyság | 0              |
| 26.      | Izland             | 0              | Svájc              | 0              |

## Incidensek

### Költségvetési népszavazás
2024. szeptember 11-én-én Basel-Stadt kanton tanácsa jóváhagyta a 34,9 millió svájci frankos költségvetést a 2025-ös Eurovíziós Dalfesztivál megrendezésére. Ez a költség fedezi az Eurovíziós utca, a EuroVillage és a EuroClub szervezésével kapcsolatos kiadásokat. A Svájci Szövetségi Demokrata Unió (EDU) összesen 4203 aláírást gyűjtött össze, hogy népszavazást indítson a 2025-ös bázeli Eurovíziós Dalfesztivál megrendezésének költségeiről. A népszavazást Bázel tanácsának döntésével szemben indították, ezzel tiltakozva a város által a dalfesztiválra allokált pénzügyi hozzájárulás ellen. A népszavazást 2024. november 24-én tartották meg, amelyen az alábbi kérdést tették fel:
Támogatja-e a Bázeli Tanács 2024. szeptember 11-i határozatát, amely a 2025-ös Eurovíziós Dalfesztivál bázeli rendezéséhez szükséges kiadások engedélyezését jóváhagyja?
A hivatalos végeredmények szerint a választók 38 186 igen szavazattal, azaz 66,57%-kal támogatták a dalfesztivál finanszírozását, így az az eredeti tervek szerint lesz a házigazda város részéről támogatva.

### A montenegrói együttes visszalépése

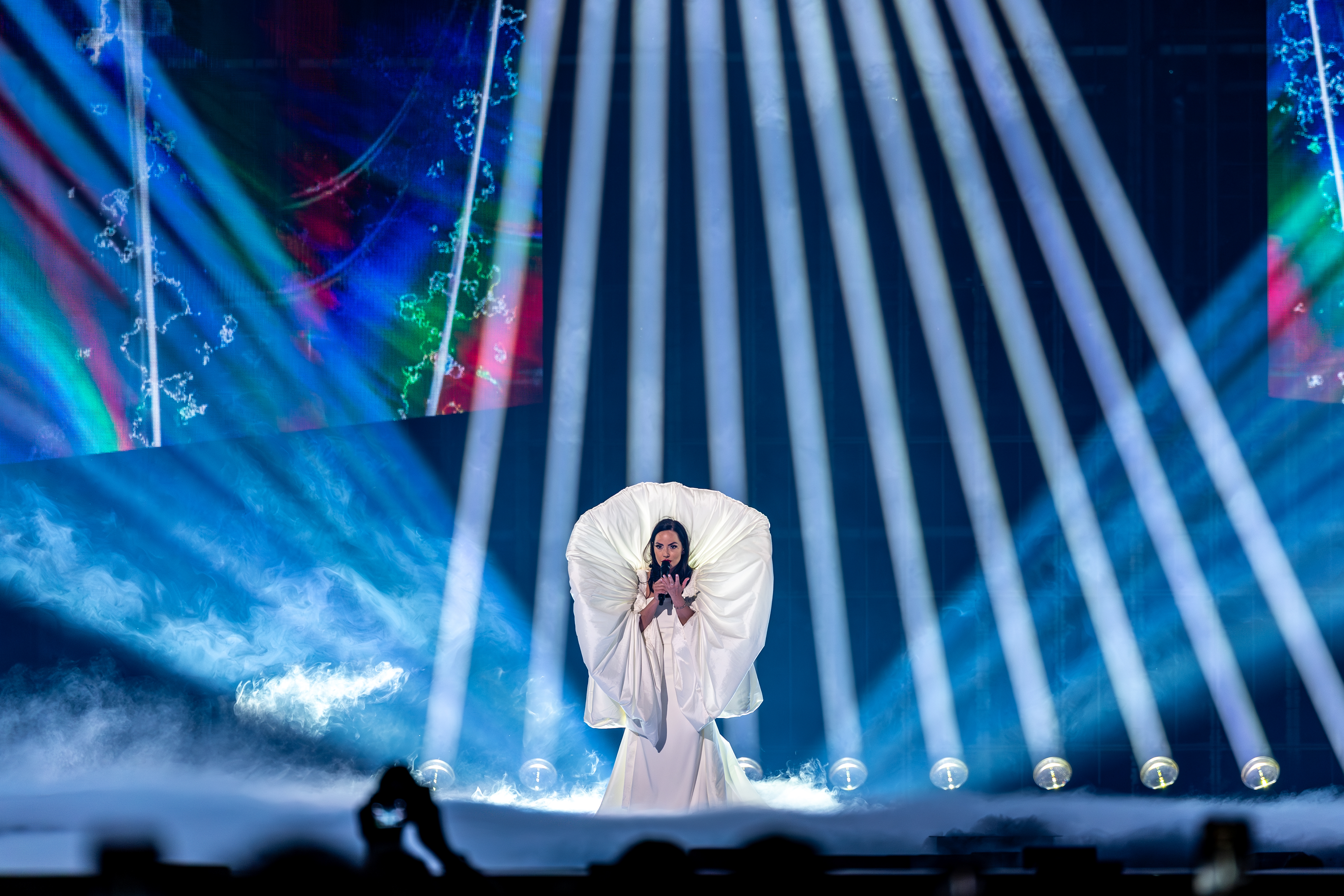
Nina Žižić

2024. december 1-jén a montenegrói RTCG bejelentette, hogy az ország kiválasztott dala, a Clickbait, korábban 2023 júniusában már előadásra került a Zabjelo Kulturális Fesztiválon, Podgoricában. A verseny szabálya előírja, hogy a dalok nem lehetnek nyilvánosan előadva vagy kereskedelmi forgalomba hozva a dalfesztivált megelőző szeptember 1-je előtt. Az RTCG másnap, december 2-án egyeztetett az EBU-val, hogy hozza meg a döntést a dal sorsáról.
A Neonoen együttes erre reagálva két nap elteltével visszalépett a Eurovíziós Dalfesztiválon való részvételtől. Az RTCG nyilatkozatban megerősítette, hogy a következő napokban hoznak döntést Montenegró képviselőjéről. 2024. december 8-án vált hivatalossá, hogy a nemzeti döntő második helyezettje, Nina Žižić dala, a Dobrodošli képviselheti Montenegrót az Eurovíziós Dalfesztiválon.

### Moldova visszalépése
A Teleradio-Moldova (TRM) 2024. november 16-án erősítette meg először szándékát, hogy részt vesz a 2025-ös versenyen, és ugyanazon a napon hozta nyilvánosságra terveit az Etapa națională nemzeti döntő megszervezéséről, amelynek célja a versenyzőjük kiválasztása volt.
2025. január 14-én bejelentették a nemzeti döntő harminc résztvevőjét, akik továbbjutottak az élő meghallgatásra. A meghallgatásra január 18-án került sor, ahonnan tizenkét előadó jutott tovább a döntőbe. Négy nappal később a TRM bejelentette, hogy nem folytatják a tervek szerint a nemzeti döntőt és az ország visszalép a versenytől. Indoklásként a gazdasági, adminisztratív és művészeti kihívásokat, a közérdeklődés csökkenését, illetve a dalok és a művészi előadások összminőségének romlását említették. A TRM hozzátette, hogy felülvizsgálja a jövőbeni versenyekre vonatkozó kiválasztási folyamatát. Ez volt az első alkalom 2005-ös debütálásuk óta, hogy visszaléptek a versenytől.

### Észtország versenydala
Az Espresso macchiato című dallal kapcsolatban az Eesti Laul észt nemzeti döntőn aratott győzelmet követően az olasz Codacons panaszt nyújtott be az EBU felé, kérve a dal esetleges kizárását a versenyről. Elmondásuk szerint a dal eltúlzott kifejezéseket és utalásokat tartalmaz az olasz kávé- és étteremkultúrával, sőt még a maffiával kapcsolatosan is – ami Olaszországban különösen sértőnek számít. A dalszövegben megjelenő szervezett bűnözésre való utalások váltották ki a legnagyobb vitát, mivel a kritikusok szerint ezek sértő sztereotípiákat erősítenek.
Ugyanakkor az olasz média egyértelmű provokációnak nevezte a dalt, bár elismerik, hogy valószínűleg nem sérti meg az Eurovíziós Dalfesztivál hivatalos versenyszabályait. A vita ellenére az Espresso macchiato népszerű lett Olaszországban – a Spotifyon pár nappal az észt nemzeti döntő után az olaszországi legfelkapottabb 50-es lejátszási listán az első helyen szerepelt.

### A máltai dal címének megváltoztatása

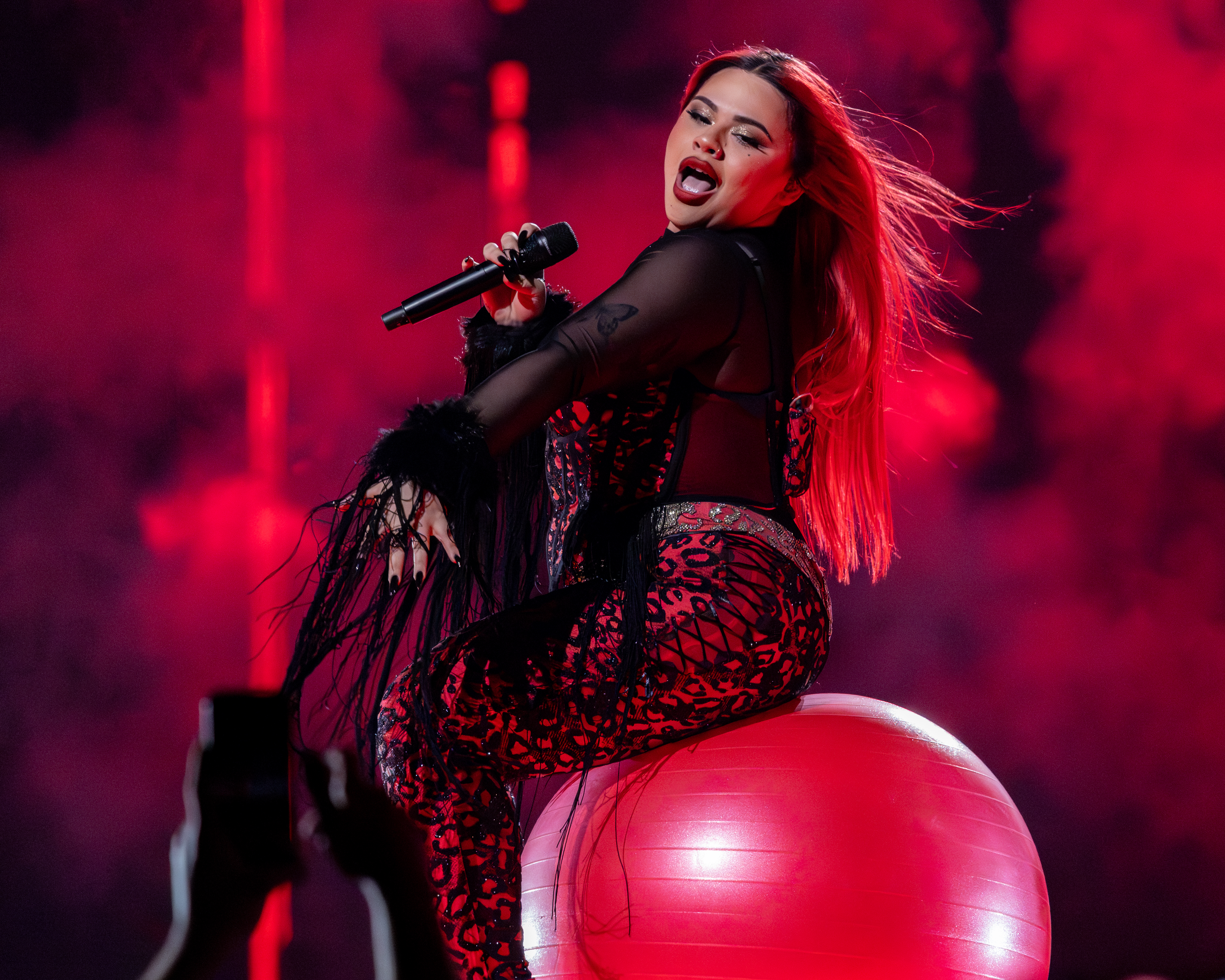
Miriana Conte

A máltai versenydal eredetileg Kant (magyarul: Éneklés) címmel lett kiadva, amely az EBU javaslatára először megkapta a Singing alcímet. Erre azért volt szükség, mivel a dal eredeti máltai nyelvű címe egy szójáték volt egy angol nyelvű trágár kifejezéssel (cunt), különösen a „serving cunt” kifejezésre utalva, amelynek kiejtése megegyezett a dal refrénjével. Scott Mills, a BBC Radio 2 műsorvezetője kijelentette, hogy a BBC rádióadóin „biztosan nem játszhatja le” így ezt a dalt. Egy, a máltai TVM-nek adott interjúban Conte elmondta, hogy az Európai Műsorsugárzók Uniója a dalt az eredeti formájában elfogadta, és nem lesznek változtatások a szövegben, bár készítenek hozzá egy új hangszerelést.
Ennek ellenére 2025. március 4-én a máltai közszolgálati média közölte, hogy az EBU megtiltotta a Kant kifejezés használatát a színpadon, és szövegmódosításokat követelt, miután a brit BBC – feltételezhetően az Ofcom szabályozására hivatkozva – panaszt tett. Március 13-án bejelentették, hogy a dal címe a versenyre Servingre változott.

### Izrael részvétele

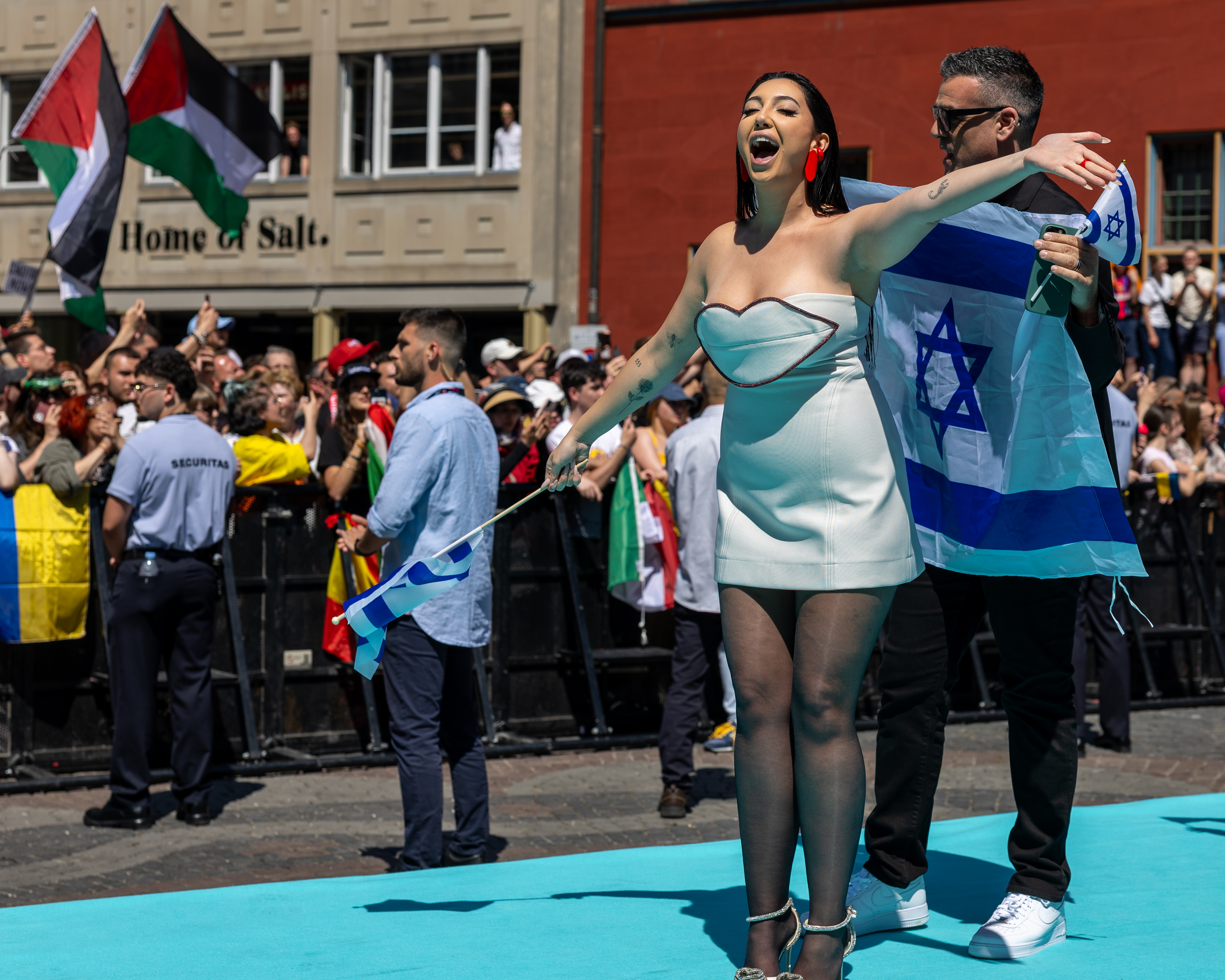
Az izraeli versenyző, Yuval Raphael a megnyitóünnepségen, a dalfesztivál rajongóival, valamint palesztinpárti tüntetőkkel a háttérben

A Gázai övezetben zajló háború folytatása miatt ismét felmerültek Izrael kizárására irányuló felhívások, bár kisebb mértékben, mint a 2024-es Eurovíziós Dalfesztivál előtt és közben. A szlovén közszolgálati műsorszolgáltató, a Radiotelevizija Slovenija 2024 decemberében hivatalos kérelmet nyújtott be az EBU-nak Izrael kizárására vonatkozóan. Az RTVSLO azt is fontolgatta, hogy visszalép a versenytől, vagy cenzúrázza Izrael fellépését, amennyiben az ország mégis részt vehet.
A finn Yle műsorszolgáltatóhoz 2025 márciusában egy petíció juttott el több, mint 500 finn művész aláírásával, amelyben azt követelték, hogy a csatorna bojkottálja a versenyt, ha Izrael is indulhat. Az aláírók között volt Eija Ahvo, Eero Ritala és Sara Melleri is. Ugyanebben a hónapban José Pablo López, a spanyol RTVE elnöke bejelentette, hogy a társaság igazgatótanácsa szavazni fog Izrael részvételének kérdéséről. Végül április 11-én az RTVE úgy döntött, hogy kezdeményezni fogja egy vita lefolytatását az EBU-n belül az izraeli műsorszolgáltató, a KAN részvételéről, hivatkozva „a spanyol civil társadalom egyes csoportjai által megfogalmazott aggályokra a gázai helyzettel kapcsolatban”. Ugyanezen a napon az EBU válaszolt az RTVE levelére, amelyben elismerte „a közel-keleti konfliktussal kapcsolatos aggodalmakat és a mélyen gyökerező véleményeket”, ugyanakkor megerősítette, hogy minden EBU-tag jogosult részt venni a versenyen.
Egy héttel a verseny kezdete előtt az „Artists for Palestine UK” nevű csoport petíciót tett közzé, amelyet 72 korábbi Eurovíziós Dalfesztiválon részt vett művész írt alá, Izrael kizárását követelve. Az aláírók között szerepelt Salvador Sobral, a 2017-es, valamint Charlie McGettigan, az 1994-es verseny győztese is. Ugyanebben az időszakban az Ír Újságírók Szakszervezete is felszólította az RTÉ-t, hogy követelje Izrael kizárását. Kevin Bakhurst, az RTÉ vezérigazgatója erre válaszul közölte, hogy a csatorna szintén kezdeményezni fogja a vitát Izrael részvételéről az EBU-n belül. A norvég NRK műsorszolgáltató pedig, reagálva 18 norvég művész véleménycikkére, amelyben Izrael kizárását sürgették, közölte, hogy nem kíván bojkottot indítani.
A megnyitóünnepségen, amelyet 2025. május 11-én tartottak Bázelben, palesztinpárti tüntetők vették célba, akik Izrael részvétele ellen tiltakoztak. Az egyik tüntető „úgy húzta végig az ujját a torkán, mintha az izraeli énekesnő, Rafaél megölésével fenyegetne”, amit az izraeli sajtó halálos fenyegetésként értelmezett. A Kan közmédia később panaszt tett az ügyben a bázeli rendőrségen.
Izrael végül megnyerte a dalfesztivál döntőjében a közönségszavazást, és összesítésben a második helyen végzett. A versenyt követően a spanyol RTVE és flamand VRT bejelentették, hogy auditot kérnek az országukban leadott közönségszavazatok eredményével kapcsolatban. (Mindkét ország 12 pontot adott Izraelnek.) Az RTVE hozzátette, hogy más országok is csatlakoznak hozzájuk. A VRT emellett „teljes átláthatóságot” sürgetett az EBU részéről, és közölte, hogy újragondolja jövőbeli részvételét, mivel a verseny egyre inkább eltér az esemény eredeti értékeitől, valamint a közszolgálati műsorszolgáltatás alapelveitől. Az izlandi RÚV és a vallon RTBF is a támogatásáról nyilatkozott a döntéssel kapcsolatosan. A finn Yle közölte, hogy kérni fogja a közönségszavazási rendszer átdolgozását, „hogy elkerülhető legyen annak visszaélésszerű használata”, ugyanakkor nem kívánta Izrael szerepét külön hangsúlyozni. A holland AVROTROS és NPO is csatlakozott azon felhívásokhoz, amelyek szélesebb körű vitát sürgetnek az EBU tagjai között Izrael részvételéről. 2025. május 20-án az ír RTÉ is csatlakozott az RTVE és a VRT által kezdeményezett közönségszavazási audit iránti kérelemhez.
Több fél is befolyásolási kísérletekre hivatkozott, mint Izrael magas közönségpontszámának lehetséges okára. A spanyol El País napilap például az izraeli kormány, valamint több európai szélsőjobboldali kötődésű médium mozgósító kampányaira hívta fel a figyelmet. Belga parlamenti képviselők is utaltak izraeli befolyásgyakorlásra, és megkérdőjelezték az ország részvételének jogosságát. A spanyol baloldali Sumar szövetség képviselői hivatalos javaslatot terjesztettek be az Eurovíziós Dalfesztivál reformjára és Izrael kizárására.
A spanyol miniszterelnök, Pedro Sánchez szintén Izrael kizárását sürgette a verseny után, mondván, „kettős mércét” alkalmaznak, amikor Oroszországot kizárják a 2022-es ukrajnai inváziója miatt, Izraelt azonban nem a Gázában zajló háború során tanúsított magatartása miatt, amelyre többen népirtásként tekintenek. A nyilatkozat azt követően hangzott el, hogy az EBU felszólította az RTVE kommentátorait, Tony Aguilart és Julia Varelát, hogy ne említsék újra a gázai konfliktust Izrael előadását megelőzően, ugyanis a második elődöntőben a háborús áldozatok számát is megemlítették Rafaél produckiója előtt. A döntő előtt az RTVE egy képernyőn megjelenő üzenetet is sugárzott: „Ha az emberi jogok forognak kockán, a hallgatás nem lehet opció. Békét és igazságot Palesztinának.” A döntő során Izrael dalának előadását a közönség részéről némi fújolás fogadta. A svájci házigazda műsorsugárzó, az SRG SSR ezt – a korábbi évek mintájára – az élő adásban előre rögzített ujjongás és taps hangjával helyettesítette. Győzelme után az osztrák JJ úgy nyilatkozott, hogy szeretné, ha a 2026-os versenyt „Bécsben és Izrael nélkül” rendeznék meg.
2025. május 19-én a Eurovision News Spotlight, az EBU tényellenőrző és nyílt forrású hírszerzési kezdeményezése nyomozást tett közzé, amely bizonyítékot talált arra, hogy az Izraeli Kormányzati Reklámügynökség (egy állami szerv) keresztplatformos reklámkampányt folytatott a Google felületein, és hivatalos állami közösségi oldalakat használt arra, hogy az izraeli induló melletti szavazásra buzdítsa a közvéleményt, útmutatással kiegészítve, hogyan lehet mind a húsz megengedett szavazatot Izraelnek adni. A vizsgálat során a Spotlight egy 2025. április 20-án létrehozott YouTube-fiókot elemzett, amely @Vote4NewDayWillRise néven működött. Május 6-a és 16-a között a fiók 89 videót tett közzé, amelyek összesen több mint 8,3 millió megtekintést értek el. Az elemzés, amelyet egy nyílt forráskódú szoftverrel végeztek, nem talált bizonyítékot mesterséges intelligencia használatára, így arra utal, hogy az izraeli versenyző, Yuval Raphael személyesen is részt vett a promóciós videók elkészítésében. Az izraeli kormány korábban már elismerte, hogy a 2024-es Eurovíziós Dalfesztivál során is próbálta elősegíteni a saját indulójukra érkező közönségszavazatokat egy promóciós kampánnyal.

### Incidensek a verseny ideje alatt

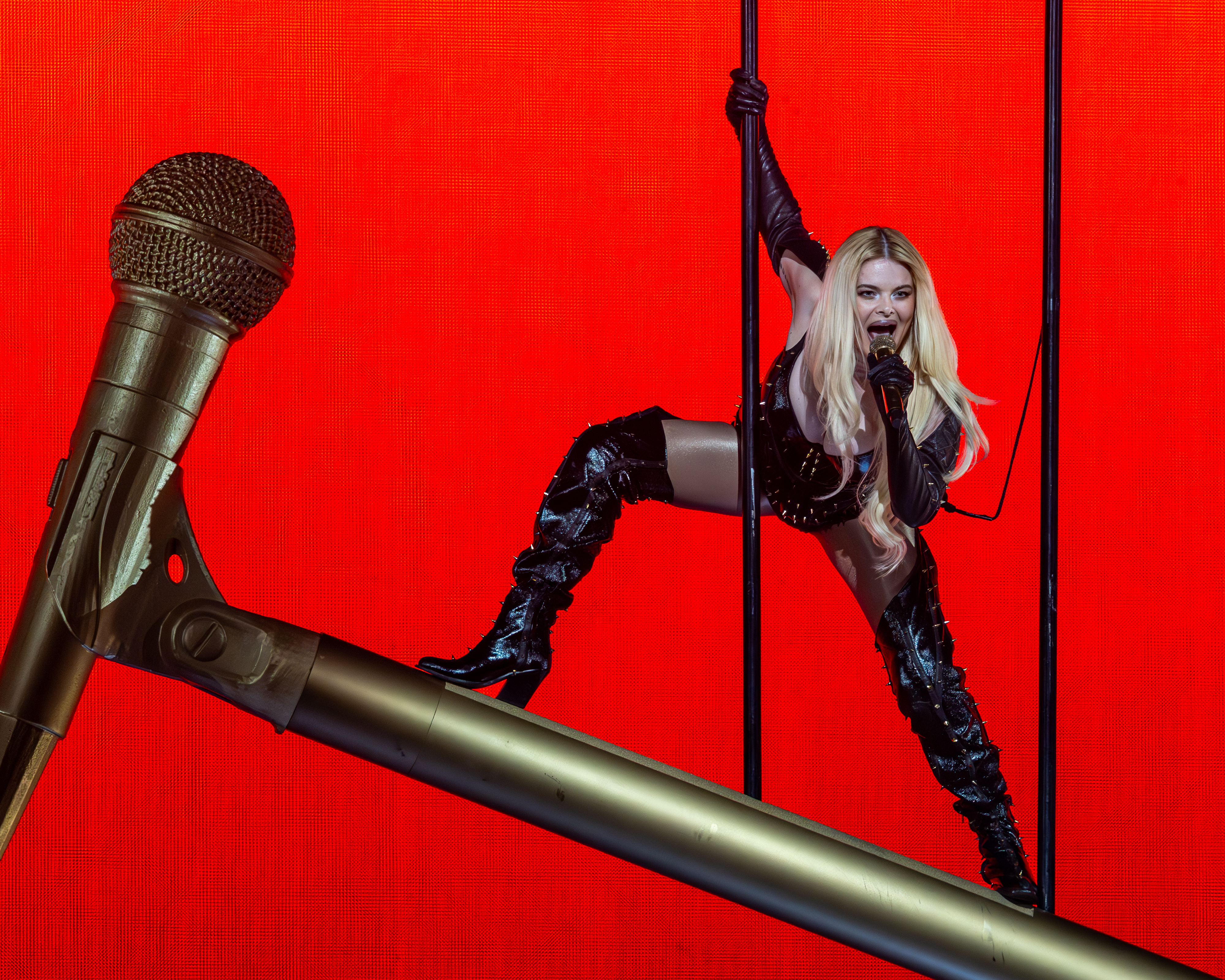
Erika Vikman

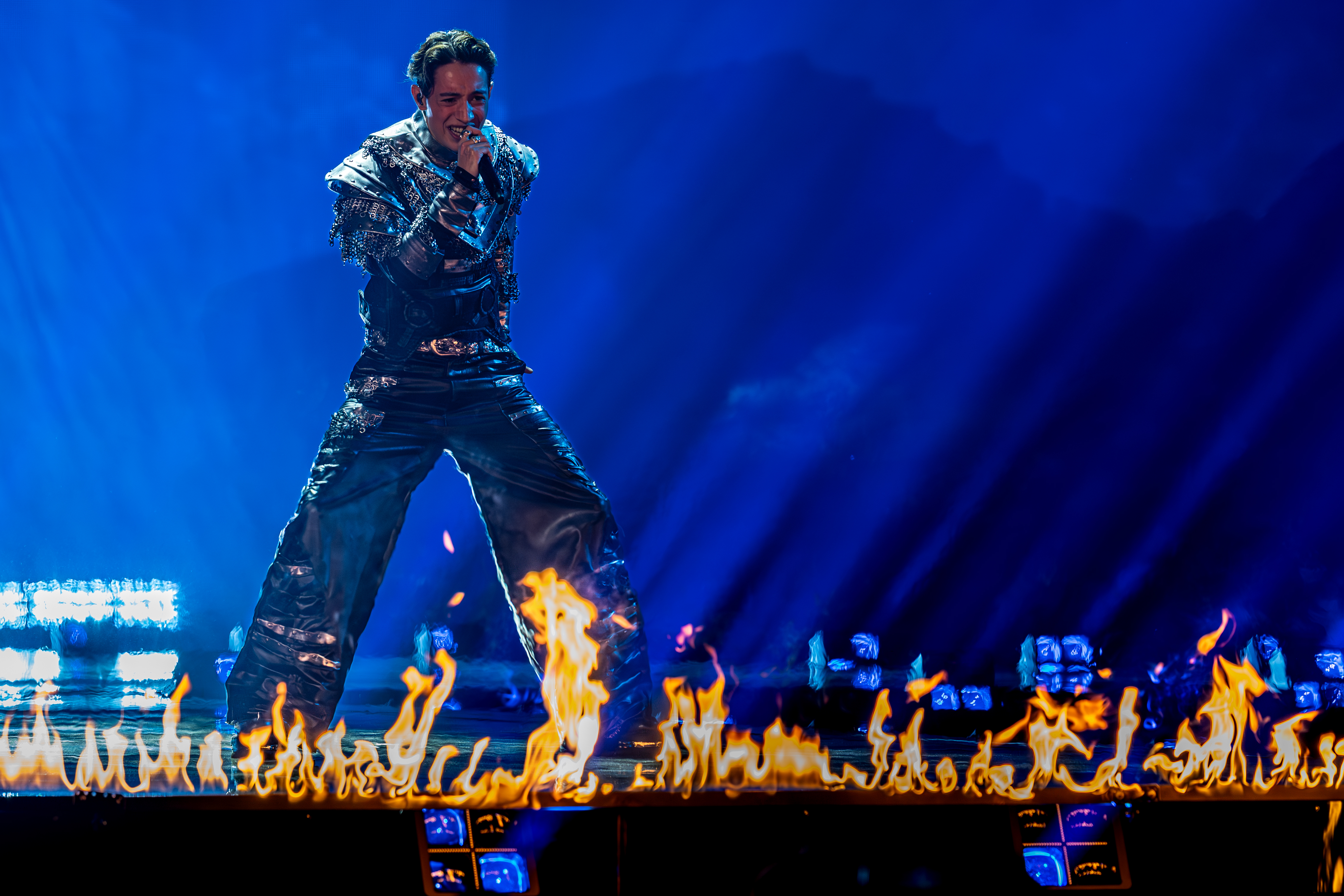
Kyle Alessandro

- A finn delegációnak utolsó pillanatban kellett járatot módosítania, ugyanis a Finnair finn légitársaság, május 3-án szombaton bejelentette, hogy a következő hétfőtől kezdve mintegy száz járatot töröl a Finn Légiközlekedési Szakszervezet (IAU) sztrájkja miatt.[184] A járattörlések a becslések szerint körülbelül 7500 Finnair utast érintettek, köztük a Finnországot képviselő Erika Vikmant és csapatát. Az énekesnő és a delegáció végül hétfőn Zürichben landolt.
- A norvég Kyle Alessandro a május 4-i első próbája után sürgősségi bölcsességfog-műtéten esett át.[185] A delegáció programjait ezután meg kellett változtatni, ugyanis az fogorvos pihenést és pár éneklésmentes napot javasolt az előadónak.

## Érdekességek

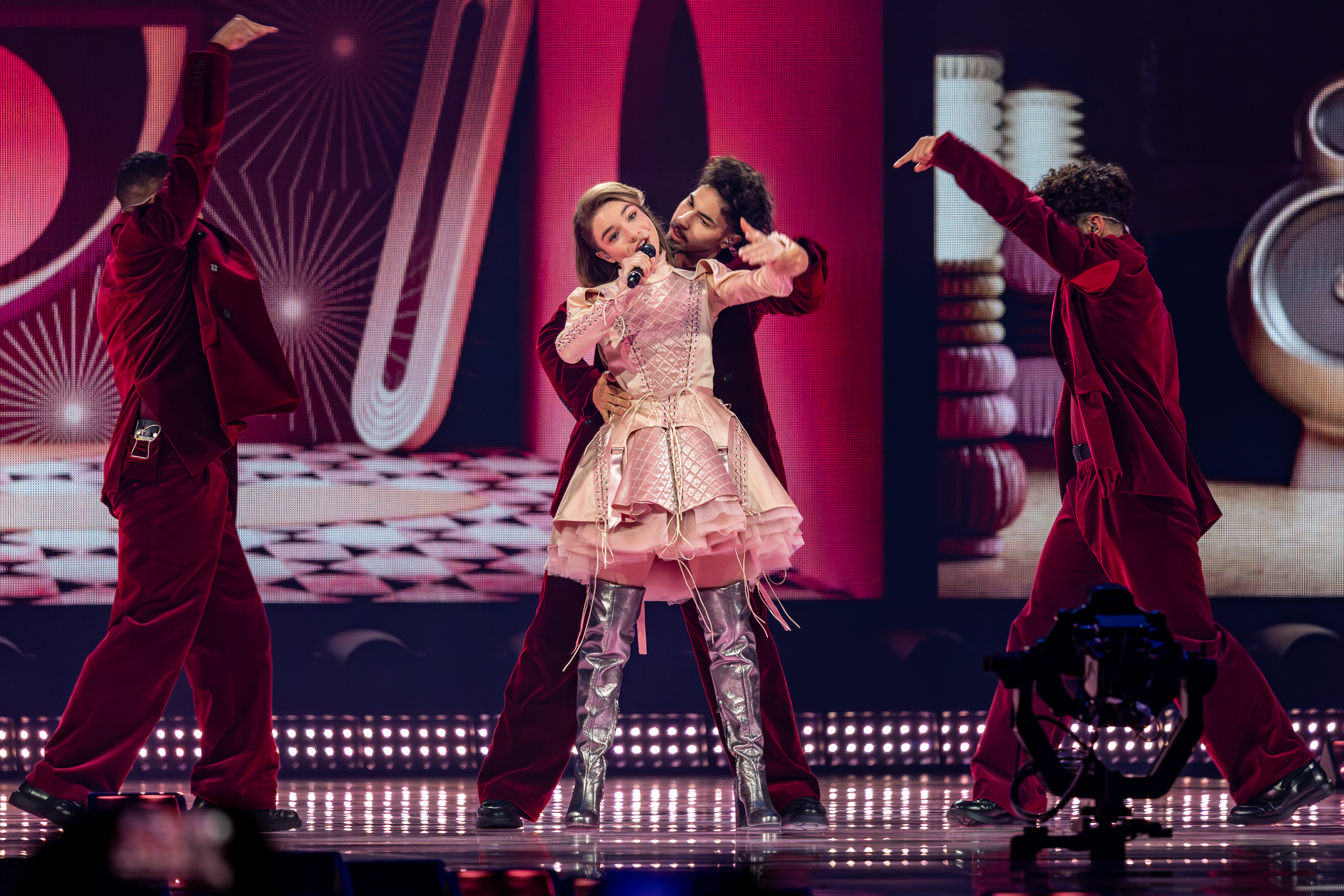
Laura Thorn

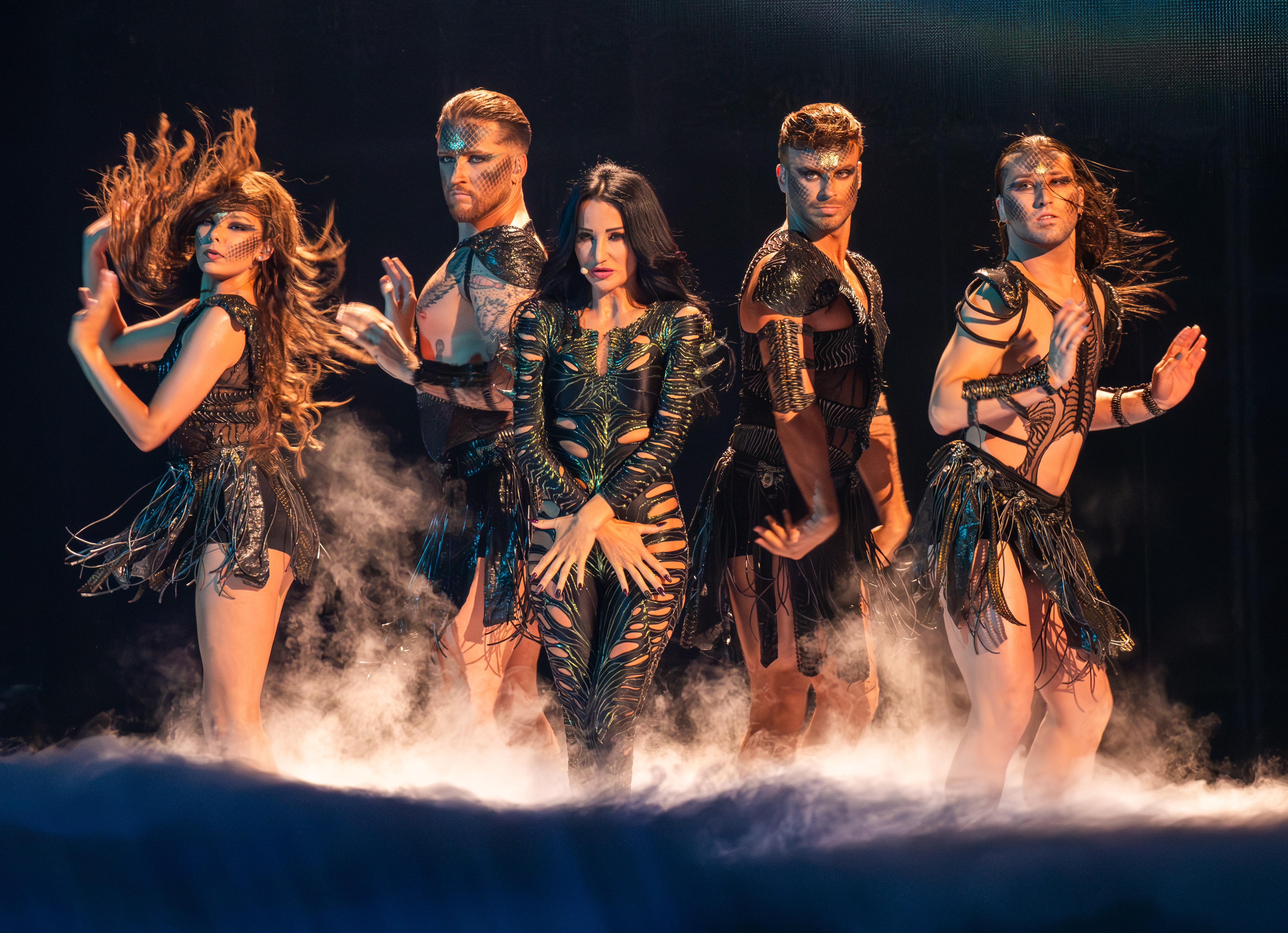
Justyna Steczkowska

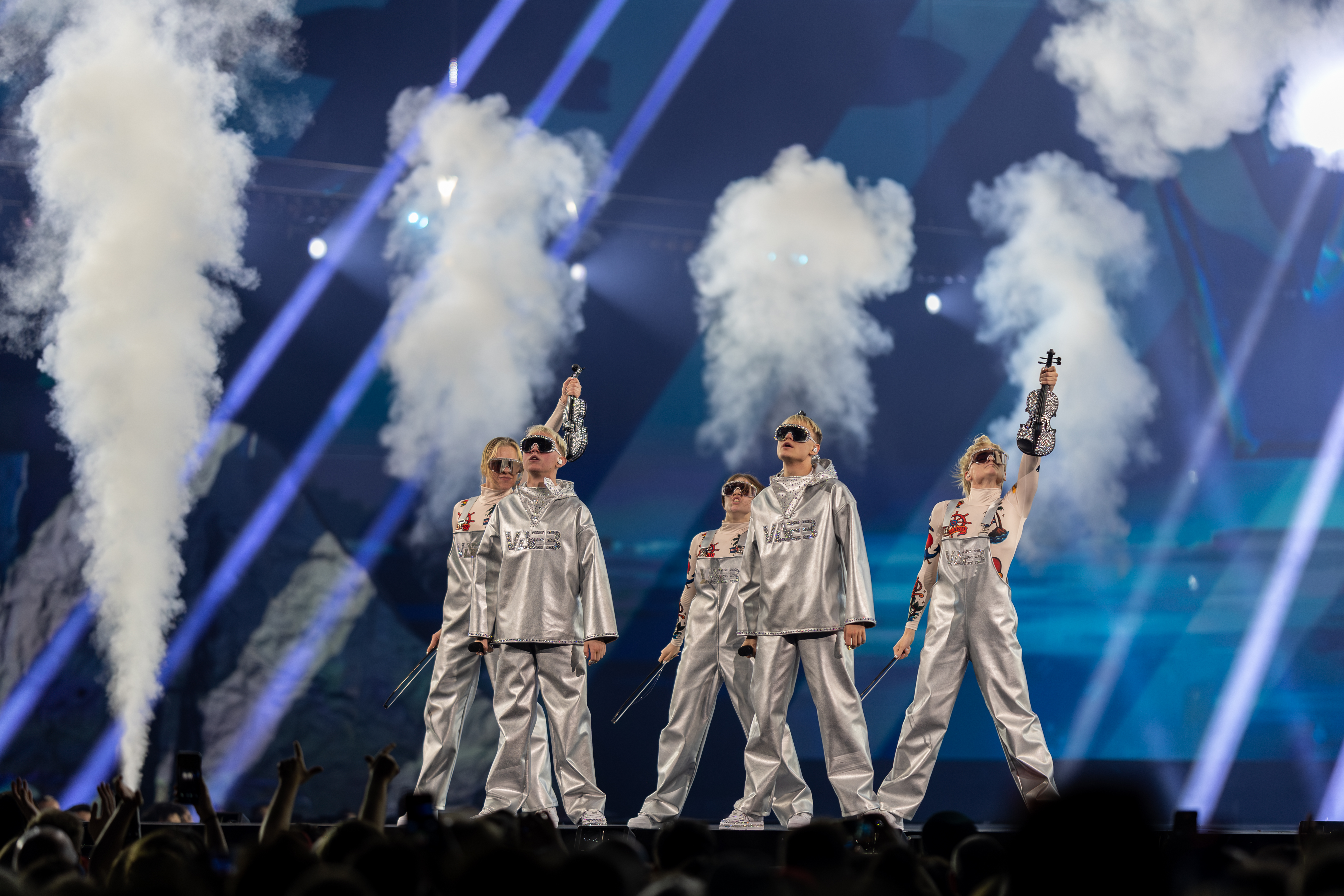
Væb

- A 2025-ös Eurovíziós Dalfesztivál döntője volt a legelső, melyet a verseny eddigi története során május 17-én rendeztek meg. Korábban egyetlen eurovíziós műsort (döntőt és elődöntőt is beleszámítva) sem tartottak ezen a napon.
- A 37 versenydal közül csupán 14 szólalt meg teljes egészében angol nyelven. Ez a legalacsonyabb arány azóta, hogy 1999-ben megszűnt a nyelvhasználatra vonatkozó szabályozás az Eurovíziós Dalfesztiválon. Emellett ebben az évben először fordult elő a két elődöntős rendszer bevezetése óta, hogy az automatikusan döntőbe jutott országok (az "Öt Nagy" és a házigazda) is a(z egyik) saját nyelvükön énekeltek.
- A 37 versenydal közül öt tartalmazott francia nyelvű szöveget, ami a legmagasabb szám 2007 óta (akkor is öt volt részben francia nyelvű a 42 dalból), és az arányokat tekintve a legmagasabb az 1990-es Eurovíziós Dalfesztivál óta.
- Ez a negyedik alkalom a dalfesztivál történetében, hogy a versenyhez kabalafigurát készítettek.[186]
- 2001 óta először fordult elő, hogy sem Moldova, sem pedig Románia nem vesz részt a versenyen.
- A műsor egyik házigazdája, Sandra Studer korábban maga is részt vett Svájc színeiben a versenyen: 1991-ben az ötödik helyen végzett.
- A luxemburgi versenydal, melynek címe La poupée monte le son, címében és hangzásában vállaltan megidézte France Gall Poupée de cire, poupée de son című dalát, mellyel az énekesnő hatvan évvel korábban megnyerte a dalversenyt.
- Írország színeiben egy norvég énekesnő, Emmy lépett színpadra. Harminc évvel korábban ennek a fordítottja történt meg: az 1995-ös Eurovíziós Dalfesztivált norvég színekben megnyerő Secret Garden egyik tagja az ír hegedűművész, Fionnuala Sherry volt. Az összefüggést az ír nemzeti döntő egyik zsűritagja is kiemelte szóbeli értékelésében a dal elhangzása után.
- Az izraeli versenyző, Yuval Raphael a 2023. október 7-én a Hamász által a Re’im zenei fesztiválon elkövetett terrortámadás tizenegy túlélőjének egyike.
- Justyna Steczkowska rekordnak számító harminc év elteltével tért vissza az Eurovíziós Dalfesztiválra, miután Lengyelországot korábban az 1995-ös versenyen képviselte. Visszatérése további érdekessége, hogy az 1995-ös döntőt május 13-án rendezték meg, és a 2025-ös verseny első elődöntőjére – amelyben Lengyelország is szerepelt – szintén május 13-án került sor. Ez a leghosszabb idő egy előadó két eurovíziós szereplése között, megdöntve a korábbi rekordot, amelyet a görög–ciprusi Anna Vissi tartott 24 éves kihagyással két részvétele között. Ugyancsak érdekesség, hogy versenydalának utolsó két sora szláv pogány imákban használt kifejezéseket tartalmazott. Ezekkel az énekesnő visszautal az egy évvel korábbi dalára, mellyel részt vett a dalfesztiválra való belső kiválasztási folyamatban, és annak ellenére, hogy a dal közönségkedvenccé vált, végül a lengyel közmédia által felkért belső zsűri szavazásán a második helyen végzett, egy ponttal lemaradva a versenyre végül kijutó Lunától.
- Svédország először mutatott be saját nyelvű dalt azóta, hogy 1998-ban megszűnt a kötelező nyelvhasználatra vonatkozó szabályozás. Emellett ez volt az első alkalom 1963 óta, hogy Svédország önkéntesen döntött egy svéd nyelvű dal előadása mellett.
- A 2008-as Eurovíziós Dalfesztivál óta először fordult elő, hogy egy versenydalban megéneklik a dalfesztivál egyik nemzeti kommentátorának a nevét. Akkor az ír Dustin the Turkey Irelande douze pointe című dalában a BBC akkori kommentátora, Sir Terry Wogan volt megemlítve, míg ezúttal a Væb Róa című dalában énekeltek az izlandi Gísli Marteinnről.
- 2013 óta először fordult előt, hogy a volt Jugoszlávia utódállamai közül senki sem vett részt a dalverseny döntőjében, miután az első elődöntőben sorra kiesett Szlovénia és Horvátország, a második elődöntőből pedig Montenegró és Szerbia. Bosznia-Hercegovina és Észak-Macedónia nem nevezett indulót a versenyre, míg Koszovó még sosem vett részt, mivel nem tagja az EBU-nak.
- 2014 óta először volt résztvevője az összes északi ország a döntőnek, valamint 2009 óta ez volt az első alkalom, hogy mind az öt ország az elődöntőből jutott tovább. (Azóta 2013-ban Svédország, 2014-ben pedig Dánia volt alanyi jogon a döntő résztvevője az előző versenyen megszerzett győzelmük miatt.)

### Magyar vonatkozás

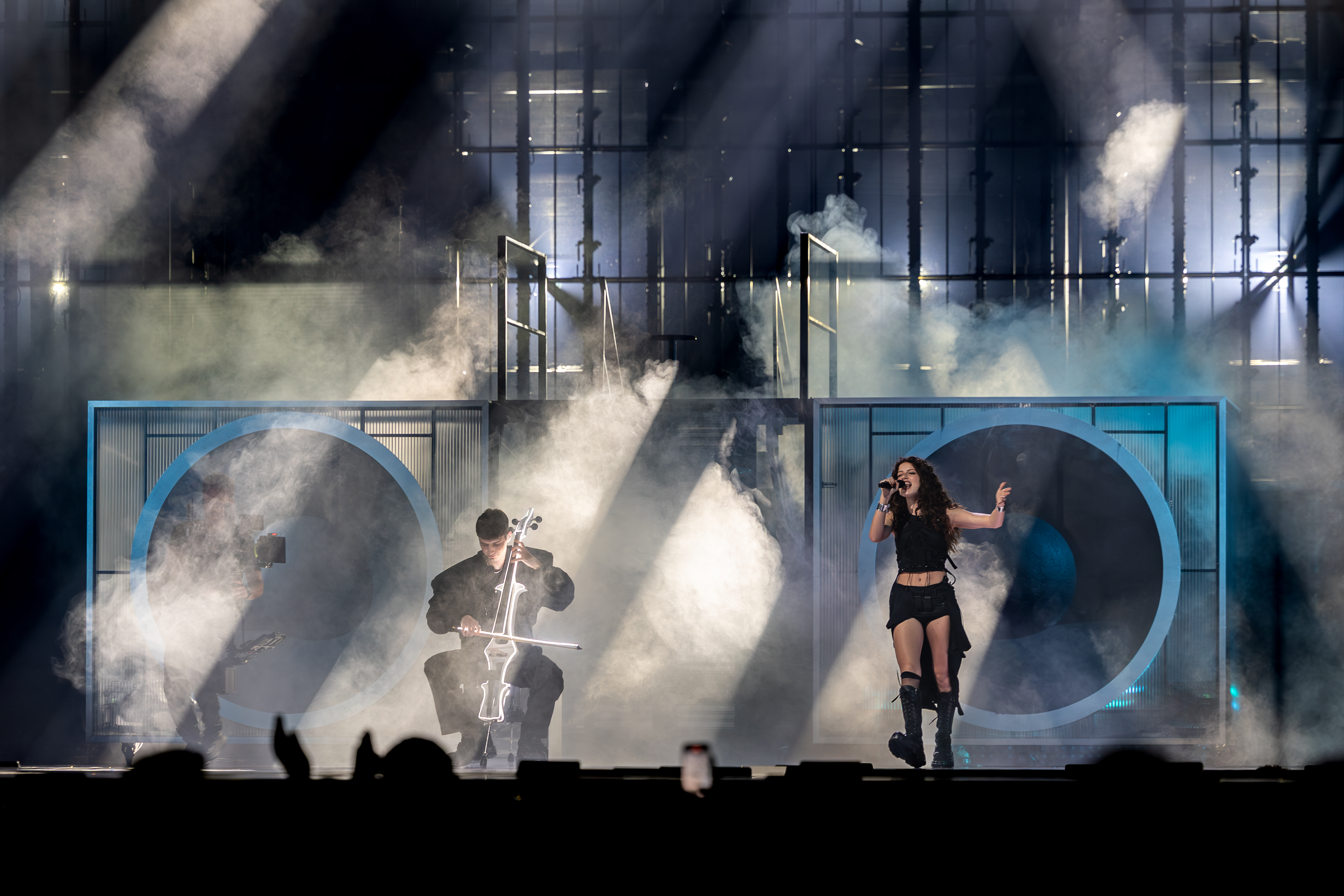
Abor & Tynna

- Ausztria /  Svájc – A JJ által előadott Wasted Love és a Zoë Më által előadott Voyage című dal szimfonikus zenei alapja is a Budapest Scoring Orchestra közreműködésével készült el. Érdekesség, hogy ez a két dal végzett a zsűri szavazásánál az első két helyen.
- Horvátország /  Litvánia – Az Aurora című dal eredetileg Evelina Gancewska versenydala lett volna az Eurovizija.LT litván nemzeti válogatón, azonban a Dora horvát nemzeti döntőbe való egyidejű bejutás miatt kizárták a litván mezőnyből, így végül a horvát Teenah előadásában hangzik el. Társszerzője a pélmonostori származású magyar Valentina Gyerek Pavlović. Teenah a nemzeti válogató első elődöntőjében a kilencedik helyen végzett.
- Luxemburg – A magyar származású Zakar Lőrinc tagja a Luxembourg Song Contesten indult Rhythmic Soulwave zenekarnak, akiknél a dalszerzők között feltűnt a kubai és magyar felmenőkkel rendelkező Naomi Ayé Vajdovics Suárez és Carmen Carbonell Suárez is, aki egyben az együttes énekese is. A Rhythmic Soulwave a nemzeti döntőben a negyedik helyen végzett.
- Montenegró – Patocska Olivér volt az egyik szerzője a Montesongon indult Đurđa To ljubav je című dalának, mely a nemzeti döntőben a negyedik helyen végzett.
- Németország – A Chefsache ESC 2025 – Wer singt für Deutschland? mezőnyében szerepel a Bécsben élő magyar származású testvérpár, Bornemisza Attila és Tünde, művésznevükön Abor & Tynna. A duó végül bejutott a nemzeti döntőbe, amit meg is nyertek így ők képviselhetik Németországot az Eurovíziós Dalfesztiválon. Daluk, a Baller ugyan német nyelven szólal meg, de készítettek belőle egy magyar nyelvű akusztikus változatot is. Németország végül a dalfesztivál döntőjében a tizenötödik helyen végzett.
- San Marino – A San Marino Song Contest válogatóján részt vett a Late Birds együttes a Cruel Carousel című dallal, valamint a Carson Coma a Daddy Said No című dallal és a Farmacy zenekar a Bæd című dallal bejutott a verseny elődöntőjébe.[187] Közülük a Carson Coma a döntőt megelőző vigaszágas körig jutott.
- Svédország – A svéd nemzeti válogatóműsor, a Melodifestivalen döntőjébe jutott a nagyapja révén magyar származású Greczula. Ő a nemzeti döntőben a harmadik helyen végzett.

## Nemzetközi közvetítések
Az elődöntőket és a döntőt az interneten élőben közvetítette kommentár nélkül a verseny hivatalos YouTube-csatornája is. Magyarországon az előző évekhez hasonlóan egyetlen tévécsatorna sem közvetítette a műsort.
| Ország              | Kommentátor | Közvetítő                         | Közvetítő                         | Közvetítő                         |
| Ország              | Kommentátor | Első elődöntő                     | Második elődöntő                  | Döntő                             |
| Részt vevő országok | Részt vevő országok                                                                                                   | Részt vevő országok               | Részt vevő országok               | Részt vevő országok               |
| ------------------- | --- | --------------------------------- | --------------------------------- | --------------------------------- |
| Albánia             | Andri Xhahu | RTSH 1, RTSH Muzikë, Radio Tirana | RTSH 1, RTSH Muzikë, Radio Tirana | RTSH 1, RTSH Muzikë, Radio Tirana |
| Ausztrália          | Courtney Act és Tony Armstrong                                                                                        | SBS                               | SBS                               | SBS                               |
| Ausztria            | Andi Knoll | ORF 1                             | ORF 1                             | ORF 1                             |
| Ausztria            | Jan Böhmermann és Olli Schulz                                                                                         | Nem volt közvetítés               | Nem volt közvetítés               | FM4                               |
| Azerbajdzsán        | Elnara Khalilova és Aga Nadirov                                                                                       | İTV                               | İTV                               | İTV                               |
| Belgium             | Peter Van de Veire (hollandul)                                                                                        | VRT 1, VRT Max                    | VRT 1, VRT Max                    | VRT 1, VRT Max                    |
| Belgium             | Jean-Louis Lahaye és Joëlle Scoriels (franciául)                                                                      | La Une                            | Tipik                             | La Une                            |
| Ciprus              | Melína Karajeorjíu és Aléxandrosz Taramundász                                                                         | RIK 1, RIK Sat                    | RIK 1, RIK Sat                    | RIK 1, RIK Sat                    |
| Csehország          | Ondřej Cikán (összes adás) és Aiko (döntő)                                                                            | ČT1                               | ČT1                               | ČT1                               |
| Dánia               | Ole Tøpholm | DR1                               | DR1                               | DR1                               |
| Egyesült Királyság  | Rylan Clark-Neal és Scott Mills (elődöntők) Graham Norton (döntő)                                                     | BBC One                           | BBC One                           | BBC One                           |
| Egyesült Királyság  | Richie Anderson és Sara Cox (elődöntők) Rylan Clark-Neal és Scott Mills (döntő)                                       | BBC Radio 2                       | BBC Radio 2                       | BBC Radio 2                       |
| Észtország          | Marko Reikop (észtül)                                                                                                 | ETV                               | ETV                               | ETV                               |
| Észtország          | Aleksandr Hobotov és Julia Kalenda (oroszul)                                                                          | ETV+                              | ETV+                              | ETV+                              |
| Finnország          | Mikko Silvennoinen (finnül) Eva Frantz és Johan Lindroos (svédül)                                                     | Yle TV1, TV Finland, Yle X3M      | Yle TV1, TV Finland, Yle X3M      | Yle TV1, TV Finland, Yle X3M      |
| Finnország          | Aslak Paltto (északi számiul) Heli Huovinen (inari számiul)                                                           | Yle Areena                        | Yle Areena                        | Yle Areena                        |
| Finnország          | Sanna Pirkkalainen és Toni Laaksonen (finn)                                                                           | Nem volt közvetítés               | Nem volt közvetítés               | Yle Radio Suomi                   |
| Finnország          | Mikko Silvennoinen (finnül) Eva Frantz és Johan Lindroos (svédül)                                                     | Yle TV1, TV Finland               | Yle TV1, TV Finland               | Yle TV1, TV Finland               |
| Franciaország       | Stéphane Bern (összes adás) és Laurence Boccolini (döntő)                                                             | Culturebox                        | Culturebox                        | France 2                          |
| Grúzia              | Nika Lobiladze | 1TV                               | 1TV                               | 1TV                               |
| Görögország         | María Kozáku és Jórgosz Kapudzídisz                                                                                   | ERT 1                             | ERT 1                             | ERT 1                             |
| Görögország         | Dimítrisz Meidánisz                                                                                                   | Deftero Programma                 | Deftero Programma                 | Deftero Programma                 |
| Hollandia           | Cornald Maas | NPO 1                             | NPO 1                             | NPO 1                             |
| Hollandia           | Carolien Borgers | Nem volt közvetítés               | Nem volt közvetítés               | NPO Radio 2                       |
| Horvátország        | Duško Ćurlić | HRT 1                             | HRT 1                             | HRT 1                             |
| Izland              | Guðrún Dís Emilsdóttir                                                                                                | RÚV                               | RÚV                               | RÚV                               |
| Izland              | Jelnyelvi tolmácsolás                                                                                                 | RÚV 2                             | RÚV 2                             | RÚV 2                             |
| Izland              | Guðrún Dís Emilsdóttir (elődöntő és döntő), Gunnar Birgisson (döntő)                                                  | RÁS 2                             | Nem volt közvetítés               | RÁS 2                             |
| Izrael              | Asaf Liberman és Akiva Novick                                                                                         | Kan 11, Kan 88                    | Kan 11, Kan 88                    | Kan 11, Kan 88                    |
| Írország            | Marty Whelan | RTÉ2                              | RTÉ2                              | RTÉ One                           |
| Lengyelország       | Artur Orzech | TVP1, TVP Polonia                 | TVP1, TVP Polonia                 | TVP1, TVP Polonia                 |
| Lettország          | Toms Grēviņš (összes adás) és Marija Naumova (döntő)                                                                  | LTV1                              | LTV1                              | LTV1                              |
| Litvánia            | Ramūnas Zilnys | LRT TV, LRT Radijas               | LRT TV, LRT Radijas               | LRT TV, LRT Radijas               |
| Luxemburg           | Roger Saurfeld és Raoul Roos (luxemburgiul)                                                                           | RTL Lëtzebuerg                    | RTL Lëtzebuerg                    | RTL Lëtzebuerg                    |
| Luxemburg           | Melissa Dalton és Meredith Moss (angolul)                                                                             | Nem volt közvetítés               | RTL Today, RTL Infos              | RTL Today, RTL Infos              |
| Málta               | Nem volt | TVM                               | TVM                               | TVM                               |
| Montenegró          | Dražen Bauković | TVCG 1                            | TVCG 1                            | TVCG 1                            |
| Németország         | Thorsten Schorn | One                               | One                               | Das Erste                         |
| Norvégia            | Marte Stokstad | NRK1                              | NRK1                              | NRK1                              |
| Olaszország         | Gabriele Corsi és BigMama                                                                                             | Rai 2                             | Rai 2                             | Rai 1                             |
| Olaszország         | Diletta Parlangeli és Matteo Osso                                                                                     | Nem volt közvetítés               | Nem volt közvetítés               | Rai Radio 2                       |
| Örményország        | Hrachuhi Utmazyan és Hamlet Arakelyan                                                                                 | H1                                | H1                                | H1                                |
| Portugália          | Nuno Galopim és José Carlos Malato                                                                                    | RTP 1                             | RTP 1                             | RTP 1                             |
| San Marino          | Anna Gaspari és Gigi Restivo                                                                                          | San Marino RTV                    | San Marino RTV                    | San Marino RTV                    |
| Spanyolország       | Julia Varela és Tony Aguilar                                                                                          | La 1, TVE Internacional           | La 1, TVE Internacional           | La 1, TVE Internacional           |
| Svájc               | Sven Epiney (németül)                                                                                                 | SRF 1                             | SRF 1                             | SRF 1                             |
| Svájc               | Patti Basler (németül)                                                                                                | SRF play                          | SRF play                          | SRF play                          |
| Svájc               | Céline Werdelis (németül)                                                                                             | Radio SRF 3                       | Radio SRF 3                       | Radio SRF 3                       |
| Svájc               | Jelnyelvi tolmácsolás                                                                                                 | SRF info                          | SRF info                          | SRF info                          |
| Svájc               | Jean-Marc Richard és Nicolas Tanner (franciául)                                                                       | RTS 1                             | RTS 1                             | RTS 1                             |
| Svájc               | Claire Mudry (franciául)                                                                                              | RTS Première                      | RTS Première                      | RTS Première                      |
| Svájc               | Davide Gagliardi (olaszul)                                                                                            | RSI Rete Tre                      | RSI Rete Tre                      | RSI Rete Tre                      |
| Svájc               | Elias Tsoutsaios (romans nyelven)                                                                                     | Radio RTR                         | Radio RTR                         | Radio RTR                         |
| Svédország          | Edward af Sillén (összes adás) és Petra Mede (döntő)                                                                  | SVT 1                             | SVT 1                             | SVT 1                             |
| Svédország          | Carolina Norén | Sveriges Radio P4                 | Sveriges Radio P4                 | Sveriges Radio P4                 |
| Szerbia             | Duška Vučinić | RTS 1                             | RTS 1                             | RTS 1                             |
| Szlovénia           | Mojca Mavec | TV SLO 2                          | TV SLO 2                          | TV SLO 1                          |
| Szlovénia           | Maj Valerij (összes adás) és Igor Bračič (első elődöntő)                                                              | Radio Val 202                     | Nem volt közvetítés               | Radio Val 202                     |
| Ukrajna             | Olexandr Pedan (első elődöntő) Vlad Kuran (második elődöntő) Alyona Alyona (döntő) Timur Miroshnychenko (összes adás) | Szuszpilne Kultura                | Szuszpilne Kultura                | Szuszpilne Kultura                |
| Ukrajna             | Anfisa Boldusieva, Lada Sokoliuk, Oleksandr Rudyk és Tetiana Zhurkova (Jelnyelvi tolmácsolás)                         | Szuszpilne Kultura                | Szuszpilne Kultura                | Szuszpilne Kultura                |
| További országok    | |                                   |                                   |                                   |
| Chile               | Nem volt | Zapping                           | Zapping                           | Zapping                           |
| Egyesült Államok    | Nem volt | Peacock                           | Peacock                           | Peacock                           |
| Észak-Macedónia     | Aleksandra Jovanovska                                                                                                 | MRT 1                             | MRT 1                             | MRT 1                             |
| Feröer              | Gunnar Nolsøe | KVF                               | KVF                               | KVF                               |
| Koszovó             | Agron Krasniqi és Egzona Rafuna                                                                                       | RTK 1                             | RTK 1                             | RTK 1                             |
| Moldova             | Daniela Crudu és Ion Jalbă                                                                                            | Moldova 1                         | Moldova 1                         | Moldova 1                         |
| Monaco              | | TV Monaco                         | TV Monaco                         | TV Monaco                         |

## Egyéb díjak

### Marcel Bezençon-díj

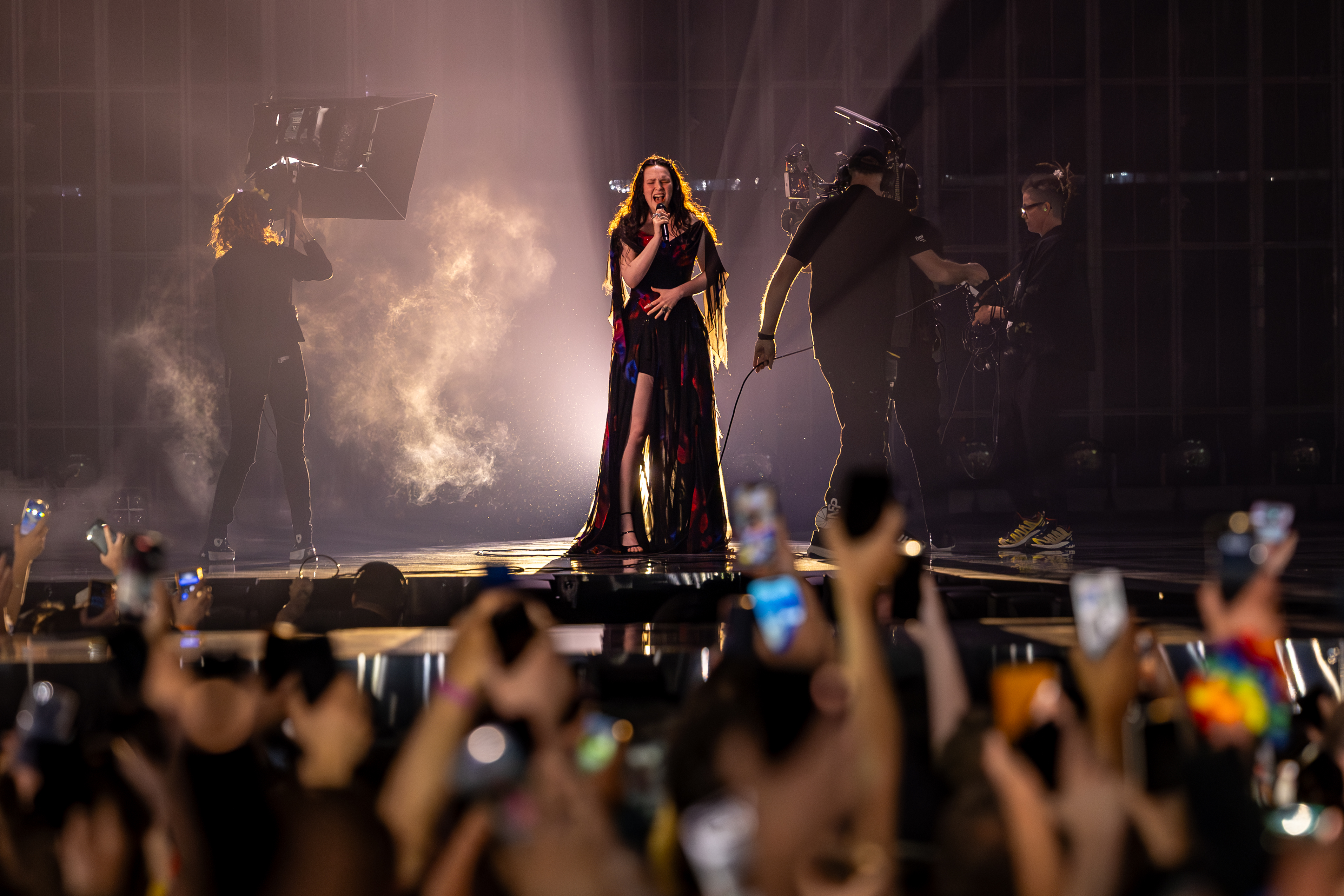
Zoë Më

A Marcel Bezençon-díjjal, melyet először a 2002-es Eurovíziós Dalfesztiválon adták át Tallinnban, a legjobb döntős dalokat és előadókat díjazzák. A díjat Christer Björkman (Svédország versenyzője az 1992-es Eurovíziós Dalfesztiválon és az ország korábbi delegációvezetője) és Richard Herrey (az 1984-es győztes a Herreys tagjaként) alapították és a verseny alapítójáról nevezték el. Három kategóriában osztják ki az elismerést: a legjobb előadónak járó Művészeti díj (a részt vevő országok kommentátorjainak döntése alapján), a legeredetibb dal szerzőjét elismerő Zeneszerzői díj (az adott évben döntős dalok szerzőinek zsűrije ítéli oda) és a legjobb dalnak járó Sajtódíj (az akkreditált újságírók szavazatai alapján).
| Kategória       | Ország        | Előadó | Dal    | Szerző                                  |
| --------------- | ------------- | ------ | ------ | --------------------------------------- |
| Művészeti díj   | Franciaország | Louane | Maman  | Anne Peichert Tristan Salvati           |
| Zeneszerzői díj | Svájc         | Zoë Më | Voyage | Emily Middlemas Tom Oehler Zoë Kressler |
| Sajtódíj        | Franciaország | Louane | Maman  | Anne Peichert Tristan Salvati           |

### OGAE-szavazás

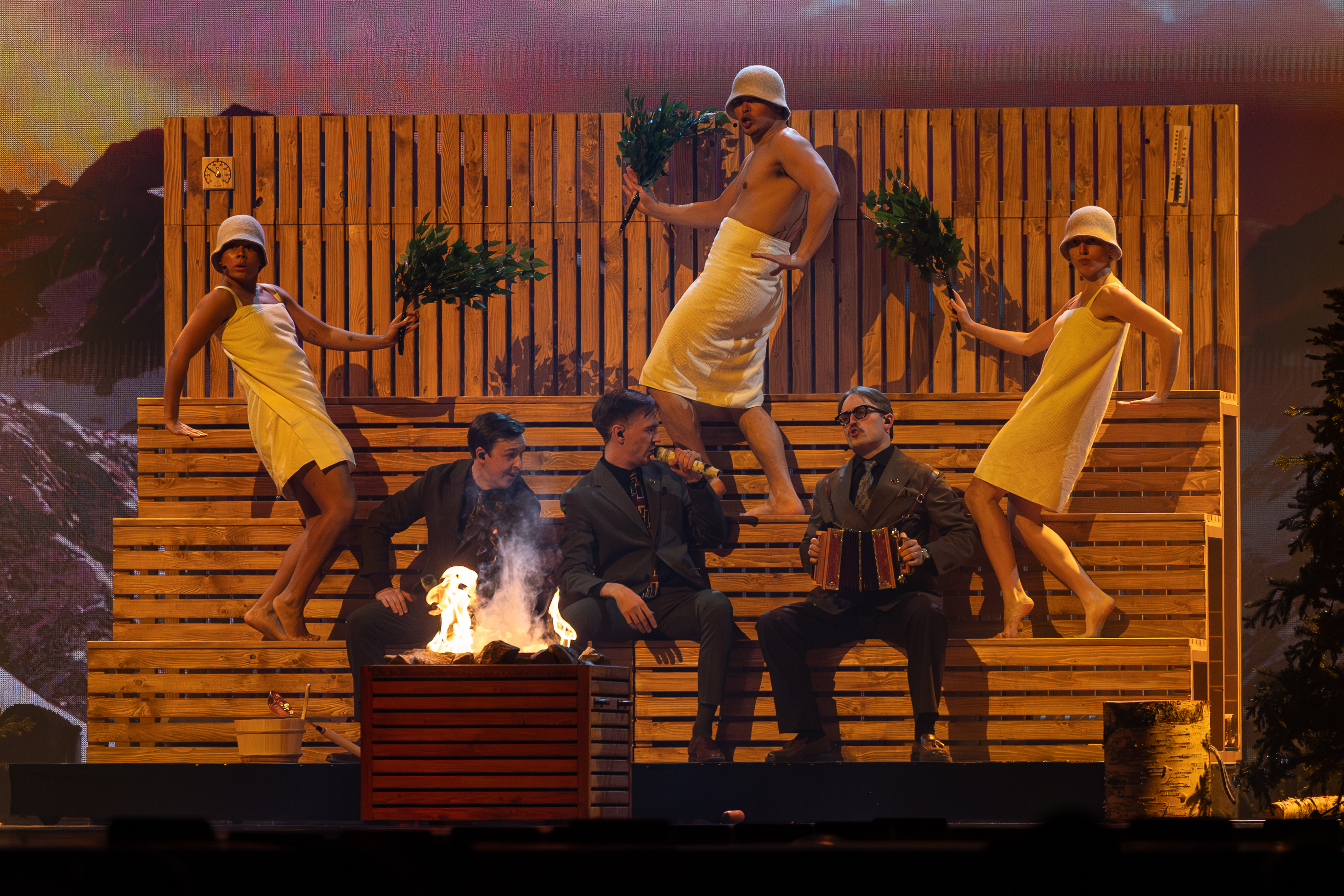
KAJ

Az OGAE (franciául: Organisation Générale des Amateurs de l'Eurovision, magyarul: Az Eurovízió rajongóinak Általános Szervezete) egy internacionális szervezet, melyet 1984-ben Jari-Pekka Koikkalainen alapított Savonlinnában, Finnországban. A szervezet 2018-ban negyvenkét eurovíziós rajongói klubbal állt összeköttetésben Európa-szerte és azon túl, melyek nem kormányzati, nem politizáló és nem gazdasági szervezetek. 2007 óta minden évben szerveznek a verseny előtt egy szavazást, ahol a ugyanazt a szavazási módszert alkalmazzák, mint az Eurovíziós Dalfesztiválokon (mindegyik ország a 10 kedvenc dalára szavaz, melyek 1–7, 8, 10, és 12 pontot kapnak).
| Helyezés | Ország     | Előadó        | Dal             | Pontszám |
| -------- | ---------- | ------------- | --------------- | -------- |
| 1.       | Svédország | KAJ           | Bara bada bastu | 421      |
| 2.       | Ausztria   | JJ            | Wasted Love     | 382      |
| 3.       | Hollandia  | Claude        | C’est la vie    | 278      |
| 4.       | Finnország | Erika Vikman  | Ich komme       | 253      |
| 5.       | Málta      | Miriana Conte | Serving         | 164      |

## Térkép

A döntő résztvevői
Az elődöntőkben kiesett országok
Országok, melyek korábban részt vettek, de ebben az évben nem

## Lásd még
- 2025-ös Junior Eurovíziós Dalfesztivál